# قائمة الأوراق النقدية التذكارية في الدول الآسيوية
هذه قائمة بالأوراق النقدية التذكارية الصادرة من الدول الأسيوية أو الدول التي يمكن أن تعرف بأنها أسيوية جغرافيا، وكذلك الأقاليم والمناطق ذات الحكم الذاتي أو ذات الاستقلال غير المعترف به:

## أبخازيا
وهي دولة انفصالية غير معترف بها في منطقة القوقاز، رسميا جزء من جورجيا، أصدرت الأوراق النقدية التذكارية التالية:
| # | تاريخ الإصدار | مناسبة الإصدار                                                       | الوصف | صورة الوجه | صورة العكس | القيمة     | المصادر           |
| - | ------------- | -------------------------------------------------------------------- | --- | ---------- | ---------- | ---------- | ----------------- |
| 1 | 2018          | الذكرى الخامسة والعشرون للانتصار في حرب الاستقلال الوطني (1993-2018) | ورقة نقدية يظهر في وجهها صورة الرئيس فلاديسلاف أردزينبا مع صورة جنديين أحدهما يحمل علم أبخازيا والآخر يحمل سلاحا، أما في ظهر الورقة النقدية فيظهر فيها صورة خريطة وشعار أبخازيا                                            |            |            | 500 أبصار  | [ 1 ]             |
| 2 | 2023          | الذكرى الثلاثون للانتصار في حرب الاستقلال الوطني (1993-2023)         | ورقة نقدية يظهر في وجهها صورة رأس طائر الباز وآخر يطير ومركب شراعي، أما في ظهر الورقة النقدية فيظهر فيها جنديان يلبسان ملابس تقليدية ويحملان سيفا وبندقية ورمز استجابة سريعة.                                              |            |            | 25 أبصار   | [ 2 ]             |
| 3 | 2024          | أصدار تذكاري لمصرف الاستثمار                                         | ورقة نقدية يظهر في وجهها صورة نمر قوقازي وفأس برونزي وفي ظهر الورقة النقدية صورة فأس برونزي وصورة رسوم بدائية تاريخية. |            |            | 10 أبصارات | [ 3 ]             |
| 4 | 2024          | أصدار تذكاري لمصرف الاستثمار                                         | ورقة نقدية يظهر في وجهها صورة أيل قوقازي أحمر وشحرور وجبل ووردة، أما في ظهر الورقة النقدية فيظهر فيها صورة دلمن وآثار تعود للعصر البرونزي.                                                                                 |            |            | 100 أبصار  | [ 4 ] [ 5 ]       |
| 5 | يونيو 2025    | أصدار تذكاري لمصرف الاستثمار                                         | ورقة نقدية يظهر في وجهها صورة ثلاثة من دلافين البحر الأسود، وصورة قنديل البحر وقوقعة حلزون، أما في ظهر الورقة النقدية فيظهر فيها صورة سفينة حربية من العصور الوسطى وهي من التاريخ الأبخازي. كمية الإصدار 50000 ورقة نقدية. |            |            | 50 أبصار   | [ 6 ] [ 7 ] [ 8 ] |

## أذربيجان
أصدرت الورقة النقدية التذكارية التالية من دولة أذربيجان:
| # | تاريخ الإصدار | مناسبة الإصدار                                       | الوصف | صورة الوجه | صورة العكس | القيمة    | المصادر |
| - | ------------- | ---------------------------------------------------- | --- | ---------- | ---------- | --------- | ------- |
| 1 | 2021          | الذكرى الأولى للانتصار في حرب الأربعة والأربعين يوما | ورقة نقدية يظهر في وجهها صورة أوراد توليب وحاجبية دبورية تركية (قوقازية) وصورة أحدى جسور خدا آفرين وجنديان يرفعان علم أذربيجان وعبارة "QARABAĞ AZƏRBAYCANDIR!" والتي تعني "قرة باغ أذربيجانية" وهي عبارة الرئيس إلهام علييف وشعار "8 NOYABR 2020" والذي يعني "8 نوفمبر 2020" وهو تاريخ الانتصار في الحرب، أما ظهر الورقة النقدية فتصميمها عرضي وتظهر فيه صورة حصن آسكران وضريح ملا بناه واقف في شوشة وخريطة أذربيجان. |            |            | 500 مانات | [ 9 ]   |

## أرتساخ
أصدرت الورقتان النقديتان التذكاريتان التاليتان من أرتساخ السابقة، فقد كان الدرام الأرتساخي هي العملة الرسميّة لجمهورية أرتساخ (مرتفعات قره باغ)، علما أن هذه العملة غير معترف بها عالميّاً وتتداول لعرض التذكار أمّا عمليّاً فأن العملة المتداولة هي بالدرام الأرميني وكان وحدة نقد أساسيّة.
| # | تاريخ الإصدار | مناسبة الإصدار | الوصف | صورة الوجه | صورة العكس | القيمة    | المصادر |
| - | ------------- | -------------- | --- | ---------- | ---------- | --------- | ------- |
| 1 | 2004          | إصدار تذكاري   | ورقة نقدية يظهر في وجهها صورة دير غانجاسار للقديس يوحنا المعمدان [الإنجليزية] في مقاطعة مارتاكيرت وصورة القديس غريغوريوس المستنير، أما في ظهرها فيظهر نقش بارز لصليب مسيحي ويوحنا المعمدان يمعد المسيح.                                     |            |            | درامان    |         |
| 2 | 2004          | إصدار تذكاري   | ورقة نقدية يظهر في وجهها صورة المسيح يحمل الإنجيل ويرفع يده للبركة، وصورة دير داديونك [الإنجليزية] في منطقة شاهوميان، أما في ظهرها فتظهر صورة جسور خدا آفرين القديمة، وبرميل نبيذ مع عناقيد العنب [الإنجليزية]، وبساط قره باغ [الإنجليزية]. |            |            | 10 درامات |         |

## الأردن
لم تصدر أية أوراق نقدية تذكارية من الأردن.

## أرمينيا
أصدرت الورقتان النقديتان التذكاريتان التاليتان من دولة أرمينيا:
| # | تاريخ الإصدار | مناسبة الإصدار                                   | الوصف | صورة الوجه | صورة العكس | القيمة     | المصادر |
| - | ------------- | ------------------------------------------------ | --- | ---------- | ---------- | ---------- | ------- |
| 1 | 2001          | ذكرى 1700 عام على المسيحية في أرمينيا (301-2001) | تظهر في وجه الورقة النقدية صورة كاتدرائية إتشميادزينه ورقم 1700، وفي ظهر الورقة النقدية تظهر صورة جبل أرارات والقديس غريغوري الأول وتيريداتس الثالث ملك أرمينيا |            |            | 50000 درام | [ 12 ]  |
| 2 | 2017          | سفينة نوح                                        | ورقة نقدية في وجهها صورة صندوق مقدس لسفينة نوح وصورة كاتدرائية إتشميادزينه وجبل أرارات وفي ظهر الورقة النقدية صورة النبي نوح وعالته وحيوانات وجبل أرارات.       |            |            | 500 درام   | [ 13 ]  |

## إسرائيل
أصدرت الورقتان النقديتان التذكاريتان التاليتان من إسرائيل:
| # | تاريخ الإصدار | مناسبة الإصدار                                | الوصف | الصورة | القيمة  | المصادر |
| - | ------------- | --------------------------------------------- | --- | ------ | ------- | ------- |
| 1 | 1998          | خمسون عاما على إعلان دولة إسرائيل (1948-1998) | ورقة نقدية تشبه التصميم التقليدي لأوراق النقدية المتداولة من فئة 50 شيكل حيث تظهر صورة شموئيل يوسف عجنون وكتبه في وجه الورقة النقدية، أما في ظهر الورقة النقدية فتظهر صورة بانورامية لمبان في القدس وصورة شتيتلس أوروبي.                 |        | 50 شيكل | [ 14 ]  |
| 2 | 2008          | ستون عاما على إعلان دولة إسرائيل (1948-1998)  | ورقة نقدية ذات تصميم طولي تشبه التصميم التقليدي لأوراق النقدية المتداولة من فئة 20 شيكل حيث تظهر صورة موشيه شاريت في وجه الورقة النقدية، أما في ظهر الورقة النقدية فتظهر صورة متطوعون يهود في الحرب العالمية الثانية وصورة السور والبرج. |        | 20 شيكل | [ 15 ]  |

## أفغانستان
لم تصدر أية أوراق نقدية تذكارية من أفغانستان.

## الإمارات العربية المتحدة
أصدرت الورقتان النقديتان التذكاريتان التاليتان من دولة الإمارات العربية المتحدة:
| # | تاريخ الإصدار | مناسبة الإصدار                                 | الوصف | صورة الوجه | صورة العكس | القيمة   | المصادر |
| - | ------------- | ---------------------------------------------- | --- | ---------- | ---------- | -------- | ------- |
| 1 | 2018          | عام زايد                                       | ورقة نقدية تشبه التصميم التقليدي لأوراق النقدية المتداولة من فئة 100 درهم مع إضافة صورة الشيخ زايد بن سلطان آل نهيان وعبارة "عام زايد"                                                                                                 |            |            | 100 درهم | [ 16 ]  |
| 2 | 2021          | الذكرى الخمسون لتأسيس الإمارات العربية المتحدة | ورقة بوليمر في وجهها صورة رؤساء الإمارات السبعة المؤسسون للإمارات العربية المتحدة يعلوهم علم الإمارات وفي الظهر صورة الشيخ زايد بن سلطان آل نهيان وهو يوقع على وثيقة الاتحاد مع صورة متحف دبي، كذلك توجد علامة مائية لصورة الشيخ زايد. |            |            | 50 درهما | [ 17 ]  |

## إندونيسيا
أصدرت الأوراق النقدية التذكارية التالية من إندونيسيا:
| # | تاريخ الإصدار | مناسبة الإصدار                             | الوصف | صورة الوجه                                | صورة العكس                                | القيمة      | المصادر |
| - | ------------- | ------------------------------------------ | --- | ----------------------------------------- | ----------------------------------------- | ----------- | ------- |
| 1 | 1993 حتى 1998 | خمس وعشرون عاما على التنمية (1968-1993)    | ورقة نقدية تظهر صورة الرئيس سوهارتو مع رسوم تدل على نشاطات تنموية، أما في ظهر الورقة النقدية فتظهر صورة طائرة بوينغ 747 تحلق فوق مطار سوكارنو هاتا الدولي في جاكرتا. وقد صدرت أكثر من طبعة من هذا الإصدار مع اختلافات في الألوان، وكذلك صدرت طبعة بوليمر مع تسلسل رقمي يبدأ بالسابقة "ZZZ".                                                      | ورقة نقدية (الطبعة الشائعة) طبعة البوليمر | ورقة نقدية (الطبعة الشائعة) طبعة البوليمر | 50000 روبية | [ 18 ]  |
| 2 | 2020          | الذكرى الخامسة والسبعون لاستقلال إندونيسيا | تظهر في وجه الورقة النقدية صورة أحمد سوكارنو ومحمد حاتا مع صورة إضافية لحفل رفع العلم أثناء حفل إعلان استقلال إندونيسيا، إضافة لصور لكُل من قطار جاكارتا السريع، وطريق جاوة السريع، وجسر يوتيفا [الإنجليزية]، أما في ظهر الورقة النقدية فتظهر صورة لأطفال يرتدون ملابس تقليدية إندونيسية مُختلفة وصورة للقمر الصناعي ميراح بوثيه وخريطة إندونيسيا. |                                           |                                           | 75000 روبية | [ 19 ]  |

## أوزبكستان
لم تصدر أية أوراق نقدية تذكارية من أوزبكستان.

## إيران
أصدرت الأوراق النقدية التذكارية التالية من دولة إيران:
| # | تاريخ الإصدار | مناسبة الإصدار                                                    | الوصف | صورة الوجه | صورة العكس | القيمة     | المصادر |
| - | ------------- | ----------------------------------------------------------------- | --- | ---------- | ---------- | ---------- | ------- |
| 1 | 1971          | الذكرى 2500 للإمبراطورية الفارسية في سنة 1350 حسب التقويم الفارسي | ورقة نقدية يظهر في وجهها صورة الشاه محمد رضا بهلوي مع رقم 1350، أما في ظهر الورقة النقدية فتظهر فيها صورة الشاه محمد رضا بهلوي وهو يمنح فلاحا سندات ملكية أراض ومن ورائهما صورة حقل، وقد صدرت من هذه الورقة النقدية إصدارين بتوقيعات مختلفة. |            |            | 50 ريالا   | [ 20 ]  |
| 2 | 1971          | الذكرى 2500 للإمبراطورية الفارسية في سنة 1350 حسب التقويم الفارسي | ورقة نقدية يظهر في وجهها صورة الشاه محمد رضا بهلوي مع رقم 1350، أما في ظهر الورقة النقدية فتظهر فيها صور إحداها تمثل الصحة والأخرى الزراعة والثالثة التعليم.                                                                                 |            |            | 100 ريال   | [ 21 ]  |
| 3 | 1976          | الذكرى الخمسون لحكم العائلة البهلوية في إيران (1926-1976)         | ورقة نقدية يظهر في وجهها صورة الشاه رضا شاه بهلوي والشاه محمد رضا بهلوي، أما في ظهر الورقة النقدية فتظهر فيها صور الشعار البهلوي. |            |            | 100 ريال   | [ 22 ]  |
| 4 | 2014          | الذكرى الثمانون لتأسيس جامعة طهران (1934-2014)                    | ورقة نقدية يظهر في وجهها صورة روح الله الخميني، أما في ظهر الورقة النقدية فيظهر فيها صورة قوس جامعة طهران. وقد صدرت من هذه الورقة النقدية إصدارين بتوقيعات مختلفة.                                                                           |            |            | 50000 ريال | [ 23 ]  |

## الباكستان
أصدرت الأوراق النقدية التذكارية التالية من دولة الباكستان:
| # | تاريخ الإصدار | مناسبة الإصدار                                               | الوصف | صورة الوجه | صورة العكس | القيمة   | المصادر |
| - | ------------- | ------------------------------------------------------------ | --- | ---------- | ---------- | -------- | ------- |
| 1 | 1997          | اليوبيل الذهبي لاستقلال باكستان (1947-1997)                  | ورقة نقدية يظهر في وجهها صورة الرئيس محمد علي جناح وعبارة بمناسبة الإصدار، أما في ظهر الورقة النقدية فتظهر صورة ضريح شيخ ركن الدين أبو الفتح (شاه ركن العالم)                                                                                 |            |            | 5 روبيات | [ 24 ]  |
| 2 | 2022          | الذكرى الخامسة والسبعون لاستقلال باكستان (1947-2022)         | ورقة نقدية يظهر في وجهها صورة السيد أحمد خان وفاطمة جناح ومحمد علي جناح ومحمد إقبال ورقم 75 بمناسبة الإصدار، أما في ظهر الورقة النقدية فتظهر صورة مارخور، وأصدر من الورقة النقدية طبعتان تختلفان في درجة اللون والتأثر بالأشعة فوق البنفسجية. |            |            | 75 روبية | [ 25 ]  |
| 3 | 2023          | الذكرى الخامسة والسبعون لتأسيس مصرف دولة باكستان (1948-2023) | ورقة نقدية يظهر في وجهها صورة السيد أحمد خان ومبنى ومصرف دولة باكستان في كراتشي، أما في ظهر الورقة النقدية فتظهر صورة فاطمة جناح وعنفات رياح.                                                                                                 |            |            | 75 روبية | [ 26 ]  |

## البحرين
لم تصدر أية أوراق نقدية تذكارية من البحرين.

## بروناي
أصدرت الأوراق النقدية التذكارية التالية من دولة بروناي:
| # | تاريخ الإصدار                 | مناسبة الإصدار                                                                           | الوصف | صورة الوجه | صورة العكس | القيمة                                | المصادر              |
| - | ----------------------------- | ---------------------------------------------------------------------------------------- | --- | ---------- | ---------- | ------------------------------------- | -------------------- |
| 1 | 1992                          | الذكرى الخامسة والعشرون لتتويج السلطان حسن البلقية بعرش بروني دار السلام (1967-1992)     | تظهر صورة السلطان حسن البلقية في وجه الورقة النقدية مع صورة لقصر ومراسم تتويج، وتظهر صورة رجل يقلد السلطان حسن البلقية تاج الملك في ظهر الورقة النقدية. |            |            | 25 دولارا                             | [ 27 ]               |
| 2 | 16 يوليو 2007                 | الذكرى الأربعون لاتفاقية إمكانية تبادل العملات بين سنغافورة وبروناي (12 يونيو 1967-2007) | ورقتان نقديتان في حافظة واحدة، الأولى بقيمة 20 دولار بروني حيث يمكن مشاهدة شعار بروناي من جانبي الورقة النقدية، كما تظهر صورة السلطان حسن البلقية ونوع من الزهور في وجه الورقة النقدية، أما في ظهر الورقة النقدية فتظهر صورة ناطحات السحاب في سنغافورة وصورة مسجد السلطان عمر علي سيف الدين في بندر سري بكاوان، أما الورقة الثانية فهي بقيمة 20 دولار سنغافوري نوعها بوليمر وتظهر صورة يوسف بن إسحاق وزهور صفراء وشعار سنغافورة الذي يمكن ملاحظته من جانبي الورقة، أما في ظهر الورقة النقدية فهو مشابه للورقة الأولى. |            |            | 20 دولارا                             | [ 28 ] [ 29 ] [ 30 ] |
| 3 | 2017                          | الذكرى الخمسون لاتفاقية إمكانية تبادل العملات بين سنغافورة وبروناي (12 يونيو 1967-2007)  | يمكن مشاهدة أحد معالم بروناي من جانبي الورقة النقدية، كما تظهر صورة السلطان حسن البلقية في وجه الورقة النقدية، أما في ظهر الورقة النقدية فتظهر أربعة من الحرس الجنود وأربعة يدرسون وجسر معلق من الحبال وصور لناس يتنزهون، والورقة النقدية أصدرت في حافظة تحتوي معها ورقة نقدية قيمتها 50 دولار سنغافوري مشابهة في التصميم فقط يظهر في وجهها السلطان يوسف بن إسحاق وجهة إصدار من السلطة النقدية في سنغافورة. |            |            | 50 دولارا                             | [ 31 ] [ 32 ] [ 33 ] |
| 4 | 5 أكتوبر 2017 - و 2020 و 2022 | الذكرى الخمسون لتتويج السلطان حسن البلقية بعرش بروني دار السلام (1967-2017)              | ورقة بوليمر فيها شريط جانبي يمكن مشاهدة صورة السلطان حسن البلقية وشعار بروناي والرقم 50 من جانبي الورقة النقدية، كما تظهر صورة السلطان حسن البلقية في وجه الورقة النقدية مع صورته وهو يتوج بمنصب سلطان بروناي، أما في ظهر الورقة النقدية فتظهر صورة السلطان حسن البلقية وسط حشد من الناس وهم يحتفون به وهو يصافحهم، وقد تختلف طبعات الورقة النقدية في شدة ألوان الورقة. |            |            | 50 دولارا                             | [ 34 ]               |
| 5 | 2019                          | ذكرى ميلاد السلطان حسن البلقية الثالث والسبعون في 15 يوليو 2019.                         | ورقتان نقديتان غير مقصوصتان من فئة دولار واحد، تظهر في وجه الورقتين النقديتين صورة السلطان حسن البلقية وورود من نوع ديلنيا شجيرية، أما في ظهر الورقتين النقديتين فتظهر صورة مؤسسة السلطان حسن البلقية ومسجد السلطان عمر علي سيف الدين في بندر سري بكاوان. |            |            | ورقتان غير مقصوصتان من فئة دولار واحد | [ 35 ]               |

## بنغلاديش
أصدرت الأوراق النقدية التذكارية التالية من دولة بنغلاديش:
| #  | تاريخ الإصدار    | مناسبة الإصدار | الوصف | صورة الوجه | صورة العكس | القيمة   | المصادر |
| -- | ---------------- | --- | --- | ---------- | ---------- | -------- | ------- |
| 1  | 1996             | اليوبيل الفضي ليوم النصر (1971 - 1996)، ويوم النصر هو يوم عطلة رسمية في بنغلاديش يحتفل به في 16 ديسمبر من كل عام، وذلك للاحتفال بانتصار القوات المتحالفة على القوات الباكستانية في حرب تحرير بنغلاديش. | ورقة نقدية تظهر في وجهها صورة مسجد عطية في مقاطعة تانجيل مع توشيح بمناسبة الإصدار، أما في ظهر الورقة النقدية فتظهر صورة سد كابتاي [الإنجليزية]، وتصميم الورقة النقدية يشبه الورقة النقدية غير التذكارية من ذات الفئة الصادرة بين عامي 1982-1996 لكنها بدون توشيح.                                                                                            |            |            | 10 تاكا  | [ 36 ]  |
| 2  | 2011             | الذكرى الأربعون لاستقلال بنغلاديش (1971 - 2011) | ورقة نقدية تظهر في وجهها صورة مجيب الرحمن وصورة نصب الشهداء الوطني، أما في ظهر الورقة النقدية فتظهر صورة خمسة جنود (موكتي باهيني) مشاركون في حرب الاستقلال البنغلاديشية يحملون أسلحتهم محتفلين بالنصر. |            |            | 40 تاكا  | [ 37 ]  |
| 3  | 2012             | الذكرى الستون لحركة اللغة البنغالية (1952 - 2012) | ورقة نقدية تظهر في وجهها صورة نصب شهيد منار [الإنجليزية]، أما في ظهرها فتظهر صورة خمسة من قدامى الناشطين في حركة اللغة البنغالية مع صورة النصب القديم لشهيد منار [الإنجليزية] الذي بني في 23 فبراير 1952. وهدمته الشرطة والجيش الباكستاني بعد ثلاثة أيام. |            |            | 60 تاكا  | [ 38 ]  |
| 4  | 2013             | اليوبيل الفضي لشركة الطباعة الأمنية (بنغلاديش) المحدودة [الإنجليزية] (1988 - 2013) | ورقة نقدية تظهر في وجهها صورة نصب الشهداء الوطني وصور أوراق نقدية بنغلاديشية وطوابع وغزلان وطائر العقعق الشرقي، أما في ظهر الورقة النقدية فتظهر صورة شعار بمناسبة الإصدار وصورة مبنى شركة الطباعة الأمنية (بنغلاديش) المحدودة وأما المبنى علم بنغلاديش ونافورة وحديقة زهور.                                                                                  |            |            | 25 تاكا  | [ 39 ]  |
| 5  | 2013             | الذكرى المائة لتأسيس متحف بنغلاديش الوطني [الإنجليزية] (1913 - 2013) | ورقة نقدية تظهر في وجهها صورة للوح فخاري يظهر فيه نقش فارس يمتطي حصانا، أما في ظهر الورقة النقدية فتظهر صورة مبنى متحف بنغلاديش الوطني [الإنجليزية] في دكا. |            |            | 100 تاكا | [ 40 ]  |
| 6  | 2018             | تطور بنغلاديش (مارس 2018) | ورقة نقدية تظهر في وجهها صورة مجيب الرحمن وخريطة بنغلاديش ونصب الشهداء الوطني ومركز بتبونيا الفضائي في بتبونيا، رانغاماتي [الإنجليزية]، أما في ظهر الورقة النقدية فتظهر صورة القمر الصناعي بنغاباندو-1 [الإنجليزية] وجسر بادما ورئيسة الوزراء شيخة حسينة. |            |            | 70 تاكا  | [ 42 ]  |
| 7  | 2020             | الذكرى المائة لميلاد أبو الأمة شيخ مجيب الرحمن (1920 - 2020) | ورقة نقدية تظهر في وجهها صورة مجيب الرحمن وزهور، أما في ظهرها فتظهر صورة غابة سونداربانس للأيكة الساحلية وتظهر صورة قارب وطيور مائية وببر. |            |            | 100 تاكا | [ 43 ]  |
| 8  | 2020 و2022 و2023 | الذكرى المائة لميلاد أبو الأمة شيخ مجيب الرحمن (1920 - 2020) | ورقة نقدية تظهر فيها صورتين لمجيب الرحمن واحدة في وجهها ووالأخرى ظهرها، وكذلك تظهر في ظهر الورقة صور زوارق في نهر. والورقة النقدية صدرت في سنوات مختلفة وتتفوات في درجات الألوان. |            |            | 200 تاكا | [ 44 ]  |
| 9  | 2021             | اليوبيل الذهبي لاستقلال بنغلاديش (1971 - 2021) | ورقة نقدية تظهر في وجهها صورة مجيب الرحمن ونصب الشهداء الوطني مع توشيح بمناسبة الإصدار، أما في ظهر الورقة النقدية فتظهر صورة رسمها زين العابدين (رسام بنغلاديشي) تصور الحراثة بالجاموس. وتصميم الورقة النقدية يشبه تصميم وألوان الورقة النقدية غير التذكارية من ذات الفئة النقدية الصادرة منذ عام 2019 واستمر إصدارها في السنوات التالية لكن من دون التوشيح. |            |            | 50 تاكا  | [ 46 ]  |
| 10 | 2021             | اليوبيل الذهبي لاستقلال بنغلاديش (1971 - 2021) | ورقة نقدية تظهر في وجهها صورة مجيب الرحمن ونصب الشهداء الوطني مع توشيح بمناسبة الإصدار، أما في ظهر الورقة النقدية فتظهر صورة جنود (موكتي باهيني) المشاركون في حرب الاستقلال البنغلاديشية يحملون أسلحتهم. |            |            | 50 تاكا  | [ 47 ]  |
| 11 | 2022             | افتتاح جسر بادما (مثال الفخر الوطني) | ورقة نقدية تظهر في وجهها صورة مجيب الرحمن وشيخة حسينة وجسر بادما، وكذلك تظهر صورة جسر بادما وهو يجتاز نهر بادما في ظهر الورقة النقدية. |            |            | 100 تاكا | [ 48 ]  |
| 12 | 2022             | اليوبيل الذهبي للدستور [الإنجليزية] والمحكمة العليا في بنغلاديش [الإنجليزية] (1972 - 2022) | ورقة نقدية تظهر في وجهها صورة مجيب الرحمن ومبنى برلمان بنغلاديش [الإنجليزية] (جاتيا سانجشاد) وتوشيح بمناسبة الإصدار، أما في ظهر الورقة النقدية فتظهر صورة مبنى المحكمة العليا في بنغلاديش. |            |            | 50 تاكا  | [ 49 ]  |
| 13 | 2022             | افتتاح مترو دكا [الإنجليزية] | ورقة نقدية تظهر في وجهها صورة شيخة حسينة وصورة قطار مترو دكا، وكذلك تظهر صورة قطار مترو دكا في ظهر الورقة النقدية. |            |            | 50 تاكا  | [ 50 ]  |
| 14 | 2023             | افتتاح نفق قرنفلي [الإنجليزية] | ورقة نقدية تظهر في وجهها صورة مجيب الرحمن وشيخة حسينة وصورة مدخل نفق بنغاباندو شيخ مجيب الرحمن (نفق قرنفلي) في جاتجام، وكذلك تظهر صورة لداخل النفق في ظهر الورقة النقدية. |            |            | 50 تاكا  | [ 51 ]  |

## بوتان
أصدرت الأوراق النقدية التذكارية التالية من دولة بوتان:
| # | تاريخ الإصدار | مناسبة الإصدار                                                         | الوصف | صورة الوجه | صورة العكس | القيمة       | المصادر |
| - | ------------- | ---------------------------------------------------------------------- | --- | ---------- | ---------- | ------------ | ------- |
| 1 | 1994          | اليوم الوطني لبوتان                                                    | ورقة نقدية تظهر في وجهها صورة الملك يوجين وانغشوك، أما في ظهر الورقة النقدية فتظهر صورة مبنى بوناخا دزونغ [الإنجليزية]، وما يميز هذه الورقة النقدية عن الأوراق النقدية غير التذكارية من ذات الفئة النقدية الصادرة عام 2000 وجود علامة مائية بمناسبة الإصدار بينما تغيب العلامة المائية عن الإصدار غير التذكاري. |            |            | 500 نغولترم  | [ 53 ]  |
| 2 | أكتوبر 2011   | الزواج الملكي في أكتوبر 2011                                           | ورقة نقدية تظهر في وجهها صورة الملك جيغمه خيسار نمجيل وانغشاك والملكة جيتسون بيما، أما في ظهر الورقة النقدية فتظهر صورة مبنى تاشيتشو دزونغ [الإنجليزية]. |            |            | 100 نغولترم  | [ 54 ]  |
| 3 | 6 فبراير 2016 | ولادة أمير بوتان جيغمي نامجيل وانجتشوك في 5 فبراير 2016                | ورقة نقدية تظهر في وجهها صورة الملك جيغمه خيسار نمجيل وانغشاك، أما في ظهر الورقة النقدية فتظهر صورة مبنى تاشيتشو دزونغ [الإنجليزية]. |            |            | 1000 نغولترم | [ 55 ]  |
| 4 | 5 فبراير 2017 | الذكرى الأولى لولادة أمير بوتان جيغمي نامجيل وانجتشوك في 5 فبراير 2016 | ورقة نقدية تظهر في وجهها صورة الملك جيغمه خيسار نمجيل وانغشاك ووالديه الملك جيغمه خيسار نمجيل وانغشاك والملكة جيتسون بيما، أما في ظهر الورقة النقدية فتظهر صورة جبال وتنين. |            |            | 100 نغولترم  | [ 56 ]  |

## تايلند
أصدرت الأوراق النقدية التذكارية التالية من دولة تايلند:
| #  | تاريخ الإصدار        | مناسبة الإصدار                                                                                            | الوصف | صورة الوجه | صورة العكس | القيمة     | المصادر |
| -- | -------------------- | --- | --- | ---------- | ---------- | ---------- | ------- |
| 1  | 24 يونيو 1969        | افتتاح مصنع طباعة الأوراق النقدية التايلاندية                                                             | ورقة نقدية تظهر في وجهها صورة الملك بوميبول أدولياديج، أما في ظهرها فتظهر صورة قاعة عرش أفرونفيموك براسات [التايلاندية]. أصدر من هذا الإصدار التذكاري بحدود 6000 ألى 7000 نسخة وهو يشبه الإصدار غير التذكاري والصادر سنة 1969 والخالي من العبارة التذكارية في أسفل وجه الورقة. |            |            | 5 بات      | [ 58 ]  |
| 2  | 24 يونيو 1969        | افتتاح مصنع طباعة الأوراق النقدية التايلاندية                                                             | ورقة نقدية تظهر في وجهها صورة الملك بوميبول أدولياديج، أما في ظهرها فتظهر صورة معبد بنتشامابوفيت [الإنجليزية]. أصدر من هذا الإصدار التذكاري بحدود 6000 ألى 7000 نسخة وهو يشبه الإصدار غير التذكاري والصادر من سنة 1969 ألى 1978 والخالي من العبارة التذكارية في أسفل وجه الورقة. |            |            | 10 بات     | [ 60 ]  |
| 3  | 1987 (سنة 2530 ت.ت.) | الذكرى الستون لميلاد الملك بوميبول أدولياديج                                                              | ورقة نقدية مربعة كبيرة الحجم تظهر في وجهها صورة الملك بوميبول أدولياديج جالسا على العرش وبجانبه وعاء الدستور وتاج النصر، أما في ظهر الورقة النقدية فتظهر صورة أفراد من العائلة المالكة مع حشد من الشعب. |            |            | 60 بات     | [ 61 ]  |
| 4  | 1990 (سنة 2535 ت.ت.) | الذكرى التسعون لميلاد الأميرة الأم (1902-1992)                                                            | ورقة نقدية تظهر في وجهها صورة الملك بوميبول أدولياديج مع عبارة بمناسبة الإصدار، أما في ظهر الورقة النقدية فتظهر صورة الملك راما السابع مع صورة قاعة العرش أنانتا ساماخوم [الإنجليزية]، وتصميم الورقة النقدية يشبه الورقة النقدية غير التذكارية الصادرة بين عامي 1988 - 1996 لكن بون عبارة مناسبة الإصدار. |            |            | 50 بات     | [ 63 ]  |
| 5  | 1990 (سنة 2535 ت.ت.) | الذكرى التسعون لميلاد الأميرة الأم (1902-1992)                                                            | ورقة نقدية تظهر في وجهها صورة الملك بوميبول أدولياديج مع عبارة بمناسبة الإصدار، أما في ظهر الورقة النقدية فتظهر صورة الملك راما الأول مع صورة معبد وات برا كايو، وتصميم الورقة النقدية يشبه الورقة النقدية غير التذكارية الصادرة بين عامي 1985 - 1996 لكن بون عبارة مناسبة الإصدار. |            |            | 500 بات    | [ 65 ]  |
| 6  | 1992 (سنة 2535 ت.ت.) | الذكرى الستون لميلاد الملكة سيريكيت (12.08.1932)                                                          | ورقة نقدية تظهر في وجهها صورة الملك بوميبول أدولياديج، أما في ظهر الورقة النقدية فتظهر صورة الملك بوميبول أدولياديج مع الملكة سيريكيت وعبارة بمناسبة الإصدار، والعلامة المائية للورقة هي صورة الملكة سيريكيت، وتصميم الورقة النقدية يشبه الورقة النقدية غير التذكارية الصادرة في ذات العام لكن من دون عبارة مناسبة الإصدار، كما أن العلامة المائية فيها هي صورة الملك بوميبول أدولياديج.                                                                   |            |            | 1000 بات   | [ 67 ]  |
| 7  | 1995 (سنة 2538 ت.ت.) | الذكرى المائة والعشرون لتأسيس وزارة المالية في تايلاند - (1875-1995 وتوافق 2418 - 2538 ت.ت.)              | ورقة نقدية تظهر في وجهها صورة الملك بوميبول أدولياديج مع عبارة بمناسبة الإصدار، أما في ظهر الورقة النقدية فتظهر صورة الملك شولالون كورن الملقب براما الخامس ممتطيا حصانا، وتصميم الورقة النقدية يشبه الورقة النقدية غير التذكارية الصادرة عام 1980 لكن من دون عبارة مناسبة الإصدار. |            |            | 10 بات     | [ 69 ]  |
| 8  | 1996 (سنة 2539 ت.ت.) | الذكرى الخمسون لتتويج الملك بوميبول أدولياديج (9 سبتمبر 1946 - 9 سبتمبر 1996)                             | ورقة نقدية من نوع بوليمر، تظهر في وجهها صورة الملك بوميبول أدولياديج، كما تظهر صورته في الجزء شبه الشفاف حيث يمكن مشاهدة الصورة من جانبي الورقة النقدية، أما في ظهر الورقة النقدية فتظهر صورة الملك راما السابع مع صورة قاعة العرش أنانتا ساماخوم [الإنجليزية]، وتتوفر الورقة النقدية بطبعتين فيها اختلاف في التواقيع وتفاوت في الألوان. |            |            | 50 بات     | [ 70 ]  |
| 9  | 1996 (سنة 2539 ت.ت.) | الذكرى الخمسون لتتويج الملك بوميبول أدولياديج (9 سبتمبر 1946 - 9 سبتمبر 1996)                             | ورقة نقدية تظهر في وجهها صورة الملك بوميبول أدولياديج مع شعار، أما في ظهر الورقة النقدية فتظهر صورة الملكين راما الأول وراما الثاني صورة معبد وات برا كايو، وتصميم الورقة النقدية يشبه الورقة النقدية غير التذكارية الصادرة نفس العام لكن مع شعار مختلف في وجه الورقة النقدية وتنوع في التواقيع من اختلاف الإصدارات. |            |            | 500 بات    | [ 72 ]  |
| 10 | 1996 (سنة 2539 ت.ت.) | الذكرى الخمسون لتتويج الملك بوميبول أدولياديج (9 سبتمبر 1946 - 9 سبتمبر 1996)                             | ورقة نقدية من نوع بوليمر، تظهر في وجهها صورة الملك بوميبول أدولياديج جالسا على العرش، كما تظهر صورته في الجزء شبه الشفاف حيث يمكن مشاهدة الصورة من جانبي الورقة النقدية، أما في ظهر الورقة النقدية فتظهر صورته كذلك حاملا قطعة أوراق مطوية مع صور لوسائل الري وزراعة الرز، وتتوفر الورقة النقدية بطبعتين فيها اختلاف في التواقيع وتفاوت في الألوان. |            |            | 500 بات    | [ 73 ]  |
| 11 | 1999 (سنة 2542 ت.ت.) | الذكرى الثانية والسبعون لميلاد الملك بوميبول أدولياديج                                                    | ورقة نقدية من نوع بوليمر، تظهر في وجهها صورة الملك بوميبول أدولياديج مع شعار، أما في ظهر الورقة النقدية فتظهر صورته كذلك حاملا قطعة أوراق مطوية مع صورة سد با ساك جولاسيد [الإنجليزية]، وتصميم الورقة النقدية يشبه تصميم الأوراق النقدية غير التذكارية الصادرة لاحقا، قسم منها باختلاف في الشعار والصادرة عام 2000، أو مع إضافة شريط أمني لامع عريض بين عامي 2005 و2015.                                                                                   |            |            | 1000 بات   | [ 76 ]  |
| 12 | 2000 (سنة 2543 ت.ت.) | اليوبيل الذهبي أو الذكرى الخمسون لزواج الملك بوميبول أدولياديج من الملكة سيريكيت (1950 - 2000)            | ورقة نقدية تظهر في وجهها صور الملك بوميبول أدولياديج والملكة سيريكيت، وذلك تظهر في ظهر الورقة النقدية صورة مختلفة تصور مشاهد من حياة الملك بوميبول أدولياديج والملكة سيريكيت مع أطفالهما. |            |            | 50 بات     | [ 77 ]  |
| 13 | 2000 (سنة 2543 ت.ت.) | اليوبيل الذهبي أو الذكرى الخمسون لزواج الملك بوميبول أدولياديج من الملكة سيريكيت (1950 - 2000)            | ورقة نقدية تظهر في وجهها صور الملك بوميبول أدولياديج والملكة سيريكيت، وذلك تظهر في ظهر الورقة النقدية صورة مختلفة تصور مشاهد من حياة الملك بوميبول أدولياديج والملكة سيريكيت مع أطفالهما. |            |            | 500000 بات | [ 78 ]  |
| 14 | 2002 (سنة 2545 ت.ت.) | الذكرى المئوية لإصدار الأوراق النقدية في تايلاند (1902 - 2002)                                            | ورقة نقدية تظهر في وجهها صور الملك بوميبول أدولياديج والملك شولالون كورن الملقب براما الخامس، أما ظهر الورقة النقدية فهو نسخة طبق الأصل من ورقة نقدية بقيمة 100 تيكال الصادرة سنة 1902. |            |            | 100 بات    | [ 80 ]  |
| 15 | 2004 (سنة 2547 ت.ت.) | الذكرى الثانية والسبعون لميلاد الملكة سيريكيت (12 أغسطس 1932)                                             | ورقة نقدية ذات تصميم طولي تظهر في وجهها صورة الملك بوميبول أدولياديج واقفا وبجانبه الملكة سيريكيت جالسة، أما في ظهر الورقة النقدية فتظهر صورة مختلفة للملكة في مراحل مختلفة من حياتها إحداها مع الملك بوميبول أدولياديج بالإضافة إلى صور فيلة. |            |            | 100 بات    | [ 81 ]  |
| 16 | 2004                 | افتتاح أعمال الطباعة في بنك تايلاند،                                                                      | ورقة نقدية تظهر في وجهها صورة الملك بوميبول أدولياديج، أما في ظهرها فتظهر صورة الملك منغوكوت الملقب براما الرابع جالسا بجانب طاولة وممسكا بسيفه مع صورة معبد ومنظار ومجسم للكرة الأرضية. |            |            | 100 بات    | [ 82 ]  |
| 17 | 2006 (سنة 2549 ت.ت.) | الذكرى الستون لتتويج الملك بوميبول أدولياديج (9 سبتمبر 1946 - 9 سبتمبر 2006)                              | ورقة نقدية من نوع بوليمر، تظهر في وجهها صورة الملك بوميبول أدولياديج جالسا على العرش، كما تظهر صورة أخرى له في أعلى الورقة النقدية، أما في ظهر الورقة النقدية فتظهر صورته كذلك جالسه وستندا إلى ركبته حاملا قلما ورزمة أوراق مطوية مع صورة أخرى له جالسا مع مواطنين مستمعا لهم ومنظرا لفلاحين يزرعون الرز ومنظر لمعالم جبال ونهر. |            |            | 60 بات     | [ 83 ]  |
| 18 | 2007                 | الذكرى الثمانون لميلاد الملك بوميبول أدولياديج (5 ديسمبر 1927)                                            | ورقة نقدية ثلاثية إذا أن وجه الورقة النقدية يتكون مثلا ثلاثة أوراق نقدية غير مقصوصة تحمل فئات واحد وخمسة وعشرة بات هي في الأصل أوراق نقدية ذات إصدارات قديمة مع تغيير في المناظر المرسومة في وسط الأوراق النقدية، أما ظهر الورقة النقدية فيظهر صورا متنوعة لمشاهد من حياة الملك بوميبول أدولياديج ومنظرا من تايلاند. |            |            | 16 بات     | [ 84 ]  |
| 19 | 2010                 | الذكرى الستون لزواج الملك بوميبول أدولياديج والملكة سيريكيت (1950-2010)                                   | ورقة نقدية تظهر في وجهها صورة الملك بوميبول أدولياديج، أما في ظهر الورقة فتظهر صورة الملك بوميبول أدولياديج والملكة سيريكيت وصورة لتتويج الملك بوميبول أدولياديج. |            |            | 100 بات    | [ 85 ]  |
| 20 | 2011                 | الذكرى الرابعة والثمانون أو الدورة السابعة من عمر الملك بوميبول أدولياديج (5 ديسمبر 1927 - 5 ديسمبر 2011) | ورقة نقدية تظهر في وجهها صورة الملك بوميبول أدولياديج، أما في ظهر الورقة فتظهر صور مختلفة للملك بوميبول أدولياديج تضم صورته خلال زيارته لمشروع خزان ماي روم في بان باو [الإنجليزية] في محافظة تشيانغ مي وصورته وهو يلتقي بأفراد من الشعب التايلاندي وصورته وهو يعزف على الساكسفون وصورته وهو يزرع قطعة أرض تجريبية من عشب نجيل الهند بالإضافة لصورة سد على نهر كواي في مقاطعة بان كلانغ [الإنجليزية] في محافظة فيتسانولوك وصورة مهوية سطحية منخفضة السرعة. |            |            | 100 بات    | [ 86 ]  |
| 21 | 2012 (سنة 2555 ت.ت.) | الذكرى الثمانون لميلاد الملكة سيريكيت (12 أغسطس 1932 - 12 أغسطس 2012)                                     | ورقة نقدية تظهر في وجهها صورة الملك بوميبول أدولياديج والملكة سيريكيت بالإضافة إلى صورتهما وهو يتوجها، أما في ظهر الورقة النقدية فتظهر صورة مختلفة للملكة في مراحل مختلفة من حياتها. |            |            | 80 بات     | [ 87 ]  |
| 22 | 2012 (سنة 2555 ت.ت.) | الذكرى الستون لميلاد ولي عهد تايلاند فاجيرالونغكورن                                                       | ورقة نقدية تظهر في وجهها صورة الملك بوميبول أدولياديج، أما في ظهر الورقة النقدية فتظهر صورة ولي العهد فاجيرالونغكورن وصورة أخرى للملك بوميبول أدولياديج وهو يتوج فاجيرالونغكورن بولاية العهد. |            |            | 100 بات    | [ 88 ]  |
| 23 | 2015 (سنة 2558 ت.ت.) | الذكرى الستون أو الدورة الخامسة لميلاد الأميرة ماها تشاكري سيريندهورن                                     | ورقة نقدية تظهر في وجهها صورة الملك بوميبول أدولياديج، أما في ظهر الورقة النقدية فتظهر صورة الأميرة ماها تشاكري سيريندهورن وصورة أخرى لها مع والديها الملك بوميبول أدولياديج والملكة سيريكيت. |            |            | 100 بات    | [ 89 ]  |
| 24 | 9 يونيو 2016         | الذكرى السبعون لتتويج الملك بوميبول أدولياديج (1946-2016)                                                 | ورقة نقدية ذات تصميم طولي تظهر في وجهها صورة الملك بوميبول أدولياديج وهو بسن الشيخوخة ويرتدي زي القائد الأعلى للقوات المسلحة، أما في ظهر الورقة النقدية فتظهر صورة الملك شابا وهو يرتدي شارات الملك [الإنجليزية] كاملة ويحمل سيف النصر أمام عرش فوتان كانشاناسينغات في القصر الكبير في بانكوك. |            |            | 70 بات     | [ 90 ]  |
| 25 | 12 أغسطس 2016        | الذكرى الرابعة والثمانون أو الدورة السابعة لميلاد الملكة سيريكيت                                          | ورقة نقدية تظهر في وجهها صورة الملك بوميبول أدولياديج، أما في ظهر الورقة النقدية فتظهر صورة الملكة سيريكيت جالسة مرتدية زيا رسميا [الإنجليزية] بالإضافة إلى صورة تجمع العائلة المالكة في تايلند وصورة للملكة وهي تتفحص منتجات المركز الملكي للفنون الشعبية والحرف اليدوية وراقصان يؤديان رقصة خون [الإنجليزية] وورد ملاعقية وجل. |            |            | 500 بات    | [ 91 ]  |
| 26 | 2017                 | إصدارات سيرة حياة الملك بوميبول أدولياديج (1927-2016)                                                     | ورقة نقدية تظهر في وجهها صورة الملك بوميبول أدولياديج، أما في ظهر الورقة النقدية فتظهر صورته طفلا مع صور أخرى لأطفال وكذلك امرأة ورجل يحمل طفلا. |            |            | 20 بات     | [ 92 ]  |
| 27 | 2017                 | إصدارات سيرة حياة الملك بوميبول أدولياديج (1927-2016)                                                     | ورقة نقدية تظهر في وجهها صورة الملك بوميبول أدولياديج، أما في ظهر الورقة النقدية فتظهر صورته طالبا وهو يكتب في دفتر مع صور أخرى تظهر تتويجه وزواجه وغيرها. |            |            | 50 بات     | [ 93 ]  |
| 28 | 2017                 | إصدارات سيرة حياة الملك بوميبول أدولياديج (1927-2016)                                                     | ورقة نقدية تظهر في وجهها صورة الملك بوميبول أدولياديج، أما في ظهر الورقة النقدية فتظهر صورته ملكا شابا يحمل أوراقا مع منظر له مع عائلته وغيرها. |            |            | 100 بات    | [ 94 ]  |
| 29 | 2017                 | إصدارات سيرة حياة الملك بوميبول أدولياديج (1927-2016)                                                     | ورقة نقدية تظهر في وجهها صورة الملك بوميبول أدولياديج، أما في ظهر الورقة النقدية فتظهر صورته في متوسط العمر مع صور له يؤدي أعمالا مختلفة. |            |            | 500 بات    | [ 95 ]  |
| 30 | 2017                 | إصدارات سيرة حياة الملك بوميبول أدولياديج (1927-2016)                                                     | ورقة نقدية تظهر في وجهها صورة الملك بوميبول أدولياديج، أما في ظهر الورقة النقدية فتظهر صورته في سن الشيخوخة وصورة له مع الملكة سيريكيت. |            |            | 1000 بات   | [ 96 ]  |
| 31 | 2020                 | تتويج الملك راما العاشر ماها فاجيرالونغكورن بوديندراديبايافارانجكون عام 2019                              | ورقة نقدية تظهر في وجهها صورة الملك فاجيرالونغكورن، أما في ظهر الورقة النقدية فتظهر صورة تتويج الملك راما الأول حيث يظهر جلسا على العرش وممسكا بسيف مع صورة للملك فاجيرالونغكورن عندما كان وليا للعهد واقفا بحانب والده الملك الراحل بوميبول أدولياديج وهما وراء منصة وكذلك صورة لجمع من الشعب عند القصر. |            |            | 100 بات    | [ 97 ]  |
| 32 | 2020                 | تتويج الملك راما العاشر ماها فاجيرالونغكورن بوديندراديبايافارانجكون عام 2019                              | ورقة نقدية ذات تصميم طوالي تظهر في وجهها صورة الملك فاجيرالونغكورن، أما في ظهر الورقة النقدية فتظهر صور مختلفة لمشاهدة من حفل تتويجه. |            |            | 1000 بات   | [ 98 ]  |
| 33 | 2024                 | الذكرى الثانية والسبعون أو الدورة السادسة من عمر الملك فاجيرالونغكورن (28 يوليو 1952 - 28 يوليو 2024)     | ورقة نقدية من نوع بوليمر ذات تصميم طولي، تظهر في وجهها صورة الملك فاجيرالونغكورن وهو يرتدي شارات الملك [الإنجليزية] بضمنها نيشان تاج تايلاند من النوع الخاص ونيشان تشولا تشوم كلاو ذي المرتبة الأعلى، أما في ظهر الورقة النقدية فأيضا تظهر صورة كاملة للملك فاجيرالونغكورن مرتديا شارات الملك بضمنها نيشان الجواهر التسع القديمة والميمونة ونيشان تاج تايلاند من النوع الخاص ونيشان تشولا تشوم كلاو ذي المرتبة الأعلى.                                     |            |            | 100 بات    | [ 99 ]  |
| 33 | 14 أبريل 2025        | الذكرى الذكرى المائة والخمسون لتأسيس وزارة المالية في تايلاند.                                            | أصدرت ورقة نقدية مع قطعة نقدية معدنية تذكارية، تظهر في وجه الورقة النقدية صورة الملك راما العاشر ماها فاجيرالونغكورن بوديندراديبايافارانجكون أما في ظهر الورقة النقدية فتظهر صورة الملك راما الخامس والملك راما السادس، وتصميم الورقة النقدية يشبه تصميم الورقة النقدية المعتادة الصادرة عام 2018 لكن مع إضافة نص في أسفل الورقة النقدية يشير إلى مناسبة الإصدار.                                                                                          |            |            | 100 بات    | [ 101 ] |

## تايوان
أصدرت الورقتان النقديتان التذكاريتان التاليتان من تايوان:
| # | تاريخ الإصدار | مناسبة الإصدار                                     | الوصف | صورة الوجه | صورة العكس | القيمة   | المصادر |
| - | ------------- | -------------------------------------------------- | --- | ---------- | ---------- | -------- | ------- |
| 1 | 1999          | الذكرى الخمسون لانفصال تايوان عن الصين (1949-1999) | ورقة بوليمر، يظهر في وجه الورقة النقدية صورة لأوراق نقدية تايوانية قديمة وجسر سكك حديد وتقاطع طرق سريعة، أما في ظهر الورقة النقدية صورة مبنى بنك تايوان [الإنجليزية] في تايبيه وصورة قطار للمسافرين. |            |            | 50 يوان  | [ 102 ] |
| 2 | 2011          | الذكرى المائة لجمهورية الصين                       | ورقة نقدية في تظهر في وجهها صورة سون يات سين، أما في ظهر الورقة النقدية فتظهر صورة مبنى تشونغ شان [الإنجليزية] في تايبيه مع عبارة باللغة الصينية في أسفل اليسار بمناسبة الإصدار.                     |            |            | 100 يوان | [ 103 ] |

## تركمانستان
أصدرت الأوراق النقدية التذكارية التالية من دولة تركمانستان:
| #  | تاريخ الإصدار | مناسبة الإصدار                                                                          | الوصف | صورة الوجه | صورة العكس | القيمة    | المصادر |
| -- | ------------- | --------------------------------------------------------------------------------------- | --- | ---------- | ---------- | --------- | ------- |
| 1  | 2017          | دورة الألعاب الآسيوية للصالات والفنون القتالية في عشق أباد للفترة 17 إلى 27 سبتمبر 2017 | ورقة نقدية تظهر في وجهها صورة طغرل بك وخريطة وشعار تركمانستان مع توشيح بمناسبة الإصدار، أما في ظهر الورقة النقدية فتظهر صورة مبنى مطار عشق آباد الدولي وتركمان عالم 52 شرقا \ موناكوسات [الإنجليزية] وهو أول قمر صناعي في تركمانستان. |            |            | منات واحد | [ 104 ] |
| 2  | 2017          | دورة الألعاب الآسيوية للصالات والفنون القتالية في عشق أباد للفترة 17 إلى 27 سبتمبر 2017 | ورقة نقدية تظهر في وجهها صورة السلطان أحمد سنجر وشعار وخريطة تركمانستان مع توشيح بمناسبة الإصدار، أما في ظهر الورقة النقدية فتظهر صورة مضمار عشق آباد للدراجات [الإنجليزية] وهو مجمع رياضي. |            |            | 5 منات    | [ 105 ] |
| 3  | 2017          | دورة الألعاب الآسيوية للصالات والفنون القتالية في عشق أباد للفترة 17 إلى 27 سبتمبر 2017 | ورقة نقدية تظهر في وجهها صورة مخدوم قلي فراغي وشعار وخريطة تركمانستان مع توشيح بمناسبة الإصدار، أما في ظهر الورقة النقدية فتظهر صورة المجمع الرياضي للفنون القتالية (عشق أباد) [الروسية]. |            |            | 10 منات   | [ 106 ] |
| 4  | 2017          | دورة الألعاب الآسيوية للصالات والفنون القتالية في عشق أباد للفترة 17 إلى 27 سبتمبر 2017 | ورقة نقدية تظهر في وجهها صورة كوروغلو وشعار وخريطة تركمانستان مع توشيح بمناسبة الإصدار، أما في ظهر الورقة النقدية فتظهر صورة قاعة عشق آباد الرياضية الرئيسية المغلقة [الإنجليزية]. |            |            | 20 منات   | [ 107 ] |
| 5  | 2017          | دورة الألعاب الآسيوية للصالات والفنون القتالية في عشق أباد للفترة 17 إلى 27 سبتمبر 2017 | ورقة نقدية تظهر في وجهها صورة الجَدّ قُرْقُود وشعار وخريطة تركمانستان مع توشيح بمناسبة الإصدار، أما في ظهر الورقة النقدية فتظهر صورة القاعة الجديدة لألعاب القوى في عشق آباد. |            |            | 50 منات   | [ 108 ] |
| 6  | 2017          | دورة الألعاب الآسيوية للصالات والفنون القتالية في عشق أباد للفترة 17 إلى 27 سبتمبر 2017 | ورقة نقدية تظهر في وجهها صورة أوغوز خان وشعار وخريطة تركمانستان مع توشيح بمناسبة الإصدار، أما في ظهر الورقة النقدية فتظهر صورة ملعب صفرمراد تركمنباشي الأولمبي في عشق آباد. |            |            | 100 منات  | [ 109 ] |
| 7  | 2020          | الذكرى الخامسة والعشرون ليوم الحياد (12 ديسمبر)                                         | ورقة نقدية تظهر في وجهها صورة طغرل بك وخريطة وشعار تركمانستان مع توشيح بمناسبة الإصدار، أما في ظهر الورقة النقدية فتظهر صورة مبنى ميناء تركمانباشي الدولي [الإنجليزية] وتركمان عالم 52 شرقا \ موناكوسات [الإنجليزية] وهو أول قمر صناعي في تركمانستان.                                                                                          |            |            | منات واحد | [ 110 ] |
| 8  | 2020          | الذكرى الخامسة والعشرون ليوم الحياد (12 ديسمبر)                                         | ورقة نقدية تظهر في وجهها صورة السلطان أحمد سنجر وشعار وخريطة تركمانستان مع توشيح بمناسبة الإصدار، أما في ظهر الورقة النقدية فتظهر صورة نصب الاستقلال ونصب الحياد في عشق آباد، وتصميم الورقة النقدية يشبه تصميم الأوراق النقدية غير التذكارية من ذات الفئة النقدية الصادرة بين عامي 2009 و 2014 لكن بدون التوشيح ومع اختلاف في درجات الألوان.   |            |            | 5 منات    | [ 111 ] |
| 9  | 2020          | الذكرى الخامسة والعشرون ليوم الحياد (12 ديسمبر)                                         | ورقة نقدية تظهر في وجهها صورة مخدوم قلي فراغي وشعار وخريطة تركمانستان مع توشيح بمناسبة الإصدار، أما في ظهر الورقة النقدية فتظهر صورة مبنى البنك المركزي التركمانستاني، وتصميم الورقة النقدية يشبه تصميم الأوراق النقدية غير التذكارية من ذات الفئة النقدية الصادرة بين عامي 2009 و 2014 لكن بدون التوشيح ومع اختلاف في درجات الألوان.          |            |            | 10 منات   | [ 112 ] |
| 10 | 2020          | الذكرى الخامسة والعشرون ليوم الحياد (12 ديسمبر)                                         | ورقة نقدية تظهر في وجهها صورة كوروغلو وشعار وخريطة تركمانستان مع توشيح بمناسبة الإصدار، أما في ظهر الورقة النقدية فتظهر صورة قصر روحيت [الإنجليزية]، وتصميم الورقة النقدية يشبه تصميم الأوراق النقدية غير التذكارية من ذات الفئة النقدية الصادرة بين عامي 2009 و 2014 لكن بدون التوشيح ومع اختلاف في درجات الألوان.                            |            |            | 20 منات   | [ 113 ] |
| 11 | 2020          | الذكرى الخامسة والعشرون ليوم الحياد (12 ديسمبر)                                         | ورقة نقدية تظهر في وجهها صورة الجَدّ قُرْقُود وشعار وخريطة تركمانستان مع توشيح بمناسبة الإصدار، أما في ظهر الورقة النقدية فتظهر صورة مبنى برلمان تركمنستان ونصب الدستور في عشق آباد، وتصميم الورقة النقدية يشبه تصميم الأوراق النقدية غير التذكارية من ذات الفئة النقدية الصادرة بين عامي 2009 و 2014 لكن بدون التوشيح ومع اختلاف في درجات الألوان. |            |            | 50 منات   | [ 114 ] |
| 12 | 2020          | الذكرى الخامسة والعشرون ليوم الحياد (12 ديسمبر)                                         | ورقة نقدية تظهر في وجهها صورة أوغوز خان وشعار وخريطة تركمانستان مع توشيح بمناسبة الإصدار، أما في ظهر الورقة النقدية فتظهر صورة قصر الرئاسة في عشق آباد [الإنجليزية]، وتصميم الورقة النقدية يشبه تصميم الأوراق النقدية غير التذكارية من ذات الفئة النقدية الصادرة بين عامي 2009 و 2014 لكن بدون التوشيح ومع اختلاف في درجات الألوان.            |            |            | 100 منات  | [ 115 ] |

## تركيا
لم تصدر أية أوراق نقدية تذكارية من تركيا.

## تيمور الشرقية
لا تمتلك تيمور الشرقية عملتها المحلية الخاصة، بل تستعمل عملة الدولار الأسترالي، لكنها تصدر فقط عملات نقدية معدنية.

## جورجيا
لم تصدر أية أوراق نقدية تذكارية من جورجيا.

## سريلانكا
أصدرت الأوراق النقدية التذكارية التالية من دولة سريلانكا:
| # | تاريخ الإصدار  | مناسبة الإصدار                                                                                          | الوصف | صورة الوجه | صورة العكس | القيمة     | كمية الإصدار | المصادر |
| - | -------------- | --- | --- | ---------- | ---------- | ---------- | ------------ | ------- |
| 1 | 4 فبراير 1998  | الذكرى الخمسون لاستقلال سريلانكا (1948-1998)                                                            | ورقة نقدية من نوع بوليمر تظهر في وجهها صورة معبد وأشخاص من سريلانكا ومعالم من سريلانكا، أما في ظهر الورقة النقدية فتظهر صورة معبد السن [الإنجليزية] في كاندي وصور لأشخاص من سريلانكا يؤدون نشاطات مختلفة. |            |            | 200 روبية  | 20559000     | [ 116 ] |
| 2 | 20 مايو 2009   | السلام والازدهار في سريلانكا                                                                            | ورقة نقدية تظهر عليها خريطة سريلانكا وراها شمس ووسطها وعاء "بونكالاسا" الذي يعد من الرموز الوطنية في سريلانكا [الإنجليزية] بالإضافة إلى صورة الرئيس ماهيندا راجاباكشا ووراءه صورة علم سريلانكا، أما في ظهر الورقة النقدية فتظهر صورة خمسة من الجنود يرفعون علم سريلانكا بالإضافة إلى صورة دبابة سفن حربية وطائرات عسكرية وقناة الري "مافيل آرو [الإنجليزية]" وجبل كودومبيمالاي [الإنجليزية] (توبيغالا). وقد وزعت الأوراق النقدية ذات الرقم التسلسلي المنخفض في حافظة مطوية تذكارية خاصة.                                |            |            | 1000 روبية |              | [ 117 ] |
| 3 | 15 نوفمبر 2013 | اجتماع رؤساء حكومات دول الكومنولث الثالث والعشرون [الإنجليزية] للفترة 15 إلى 17 نوفمبر 2013 في سريلانكا | ورقة نقدية تظهر في وجهها صورة مبنى بنك سيلان [الإنجليزية] وبرجي مركز التجاري العالمي في كولومبو [الإنجليزية] وصورة معبد لانكاتيلاكا فيهارا [الإنجليزية] في كاندي وصورة درة لايارد وفراشة سيلان النيلية الملكية وهي من الفصيلة النحاسية، بالإضافة إلى شعار الاجتماع، أما في ظهر الورقة النقدية فتصميمها طولي وتظهر صورة رجلين أحدهما يؤدي رقصة شعبية والآخر يضرب على بطل من نوع طبلة برميلية [الإنجليزية] تتوفر في سريلانكا وتدعى ياك بيرا [الإنجليزية] وخلف الرجلين خريطة سريلانكا وفي أعلى الورقة النقدية صورة لمعبود. |            |            | 500 روبية  | 5000000      | [ 118 ] |
| 4 | 4 فبراير 2018  | الذكرى السبعون لاستقلال سريلانكا (1948-2018)                                                            | ورقة نقدية تظهر في وجهها صورة معبد وكنيسة ومسجد وببغاء سريلانكا المعلق وتوشيح بمناسبة الإصدار يحتوي على وجوه أربعة أشخاص، أما في ظهر الورقة النقدية فتصميمها طولي وتظهر صورة رجلين أحدهما يؤدي رقصة شعبية والآخر يضرب على بطل من نوع طبلة برميلية [الإنجليزية] تتوفر في سريلانكا وتدعى داوول بيرا [الإنجليزية] وخلف الرجلين خريطة سريلانكا وفي أعلى الورقة النقدية صورة لمعبود. |            |            | 1000 روبية | 5000000      | [ 119 ] |

## المملكة العربية السعودية
أصدرت الأوراق النقدية التذكارية التالية من المملكة العربية السعودية:
| # | تاريخ الإصدار | مناسبة الإصدار                                  | الوصف | صورة الوجه | صورة العكس | القيمة   | المصادر |
| - | ------------- | ----------------------------------------------- | --- | ---------- | ---------- | -------- | ------- |
| 1 | 1999          | مئوية المملكة (1319 هـ - 1419 هـ)               | يظهر على وجه العملة صورة الملك عبد العزيز آل سعود ومسجد قباء، أما ظهر العملة فتظهر عليه صورة جبل النور في مكة وشعار الذكرى المئوية لتأسيس المملكة العربية السعودية وعبارة "توحيد وبناء" |            |            | 20 ريالا | [ 120 ] |
| 2 | 1999          | مئوية المملكة (1319 هـ - 1419 هـ)               | يظهر على وجه العملة صورة الملك عبد العزيز آل سعود ونقش، أما ظهر العملة فتظهر عليه صورة قصر المصمك في الرياض وشعار الذكرى المئوية لتأسيس المملكة العربية السعودية وعبارة "توحيد وبناء"   |            |            | 200 ريال | [ 121 ] |
| 3 | 2020          | قمة مجموعة العشرين الرياض 2020                  | تظهر في وجه العملة صورة الملك سلمان بن عبد العزيز آل سعود وشعار قمة مجموعة العشرين في الرياض سنة 2020 وفي ظهر العملة خريطة دول العالم تميز فيها دول مجموعة العشرين بلون مختلف.          |            |            | 20 ريالا | [ 122 ] |
| 4 | 2021          | الذكرى الخامسة لانطلاق مشروع رؤية السعودية 2030 | يظهر على وجه العملة صورة الملك عبد العزيز آل سعود وشعار رؤية السعودية 2030، أما ظهر العملة فتظهر عليه صورة قصر الحكم في الرياض.                                                         |            |            | 200 ريال | [ 123 ] |

## سنغافورة
أصدرت الأوراق النقدية التذكارية التالية من دولة سنغافورة:
| #  | تاريخ الإصدار  | مناسبة الإصدار | الوصف | صورة الوجه | صورة العكس | القيمة              | كمية الإصدار | المصادر                 |
| -- | -------------- | --- | --- | ---------- | ---------- | ------------------- | --- | ----------------------- |
| 1  | 24 يوليو 1990  | الذكرى الخامسة والعشرون لاستقلال سنغافورة (1965 - 1990) | ورقة نقدية من نوع البوليمر، تظهر في وسطها صورة يوسف بن إسحاق والتي يمكن مشادتها من جانبي الورقة النقدية، كما تظهر في وجه الورقة توشيح بتاريخ "9 أغسطس 1990" وصورتين لميناء سنغافورة إحداهما قديمة والأخرى معاصرة، أما في ظهر الورقة النقدية فتظهر صورة اجتماع برلمان سنغافورة الأول [الإنجليزية] وصورة أشخاص وعلم وشعار سنغافورة. |            |            | 50 دولارا           | 300000 ورقة | [ 124 ] [ 125 ]         |
| 2  | 1990           | الذكرى الخامسة والعشرون لاستقلال سنغافورة (1965 - 1990) | ورقة نقدية من نوع البوليمر تظهر في وسطها صورة يوسف بن إسحاق والتي يمكن مشادتها من جانبي الورقة النقدية، كما تظهر في وجه الورقة صورتين لميناء سنغافورة إحداهما قديمة والأخرى معاصرة، أما في ظهر الورقة النقدية فتظهر صورة اجتماع برلمان سنغافورة الأول [الإنجليزية] وصورة أشخاص وعلم وشعار سنغافورة، وهذه النسخة بدون توشيح تاريخ الإصدار. |            |            | 50 دولارا           | | [ 126 ]                 |
| 3  | 3 أكتوبر 1992  | الذكرى الخامسة والعشرون على إصدار عملة الدولار السنغافوري (1967 - 1992)                                                                                               | أوراق نقدية مؤرخة بتاريخ 12 يونيو 1992، يظهر في وجهها صورة قارب جنك شراعي من نوع تونغ كانغ [الإنجليزية] مع توشيح بمناسبة الإصدار، أما في ظهرها فتظهر صورة موكب تشنغاي [الإنجليزية]. وتصميم الورقة النقدية يشبه تصميم الأوراق النقدية غير التذكارية الصادرة نفس العام، وكذلك بعض الأوراق النقدية التذكارية الأخرى الصادرة لاحقا مع اختلاف في التوشيح. |            |            | دولاران             | 5000 ورقة و20000 ورقة غير مقطوعة من 20 ورقة نقدية                                                                     | [ 128 ] [ 129 ]         |
| 4  | 1994           | الذكرى الخامسة والعشرون على تأسيس مجلس مفوضي العملة في سنغافورة (1969 - 1994)                                                                                         | أوراق نقدية مؤرخة بتاريخ 12 يونيو 1992، يظهر في وجهها صورة قارب جنك شراعي من نوع تونغ كانغ [الإنجليزية] مع توشيح بمناسبة الإصدار، أما في ظهرها فتظهر صورة موكب تشنغاي [الإنجليزية]. وتصميم الورقة النقدية يشبه تصميم الأوراق النقدية غير التذكارية الصادرة عام 1992، وكذلك بعض الأوراق النقدية التذكارية الأخرى الصادرة قبلها وبعدها مع اختلاف في التوشيح. |            |            | دولاران             | | [ 130 ]                 |
| 5  | 10 مايو 1996   | الذكرى الخامسة والعشرون على تأسيس السلطة النقدية في سنغافورة (1971 - 1996)                                                                                            | ورقة نقدية تظهر في وجهها صورة مبنى السلطة النقدية في سنغافورة، أما في ظهرها فتظهر صورة القطاع المالي في سنغافورة حيث تظهر صورة مباني شاهقة الارتفاع مع لوحة مفاتيح حاسوب ومعداد وأشخاص مجتمعون في سوق أوراق مالية. |            |            | 25 دولارا           | 300000 ورقة و3000 ورقة غير مقطوعة من 20 ورقة نقدية                                                                    | [ 131 ] [ 132 ]         |
| 6  | 30 سبتمبر 1997 | مائة عام على إنشاء مجلس العملة في سنغافورة والذكرى السنوية الثلاثين لإنشاء مجلس مفوضي العملة في سنغافورة                                                              | ورقة غير مقطوعة مكونة من 28 ورقة نقدية من فئة 100 دولار ضمن الإصدار الاعتيادي غير التذكاري الذي يحمل صورة السفينة، طبع شعار الاحتفال بالذكرى المئوية لمجلس العملة وشعار الذكرى السنوية الثلاثين لمجلس مفوضي العملة في سنغافورة على كل ورقة. |            |            | 100 دولار (28 ورقة) | 100 | [ 133 ]                 |
| 7  | 1999           | الذكرى السنوية الثلاثين لإنشاء مجلس مفوضي العملة في سنغافورة (1969 - 1999)                                                                                            | إصدار تذكاري بتوشيح الإصدار الاعتيادي غير التذكاري برقم "30". |            |            | 5 دولارات           | | [ 134 ]                 |
| 8  | 1999           | الذكرى السنوية الثلاثين لإنشاء مجلس مفوضي العملة في سنغافورة (1969 - 1999)                                                                                            | إصدار تذكاري بتوشيح الإصدار الاعتيادي غير التذكاري برمز الدولار السنغافوري. |            |            | 5 دولارات           | | [ 135 ]                 |
| 9  | 8 ديسمبر 1999  | ذكرى الألفية (سنة 2000) | ورقة نقدية تظهر في وجهها صورة يوسف بن إسحاق وشعار سنغافورة مع استعمال علامة تحتوي على الرقم 2000 عوضا عن الحرف في بداية الرقم التسلسلي للورقة النقدية، أما في ظهر الورقة النقدية فتظهر صورة أستاذ وطلبته وصورة مبنى كلية الطب في مؤسسة رافلز [الإنجليزية]. وهي تشبه في التصميم الإصدار غير التذكاري من ذات الفئة النقدية الصادر عام 1999، لكنه استعمل حرفا في بداية الرقم التسلسلي. |            |            | دولاران             | 3000000 ورقة نقدية، وكذلك 2000 ورقة غير مقطوعة مكونة من 50 ورقة نقدية.                                                | [ 137 ] [ 138 ]         |
| 10 | 15 مارس 2002   | الذكرى الخامسة والثلاثون على إصدار عملة الدولار السنغافوري (1967 - 2002) والانتقال من مجلس مفوضي العملة إلى السلطة النقدية في سنغافورة وتعيين لي هسين لونغ رئيسا لها. | حافظة تحتوي على ورقتين نقديتين بقيمة 50 دولارًا بأرقام تسلسلية متطابقة، واحدة تحمل توقيع وختم السيد لي هسين لونغ، والأخرى تحمل توقيع وختم الدكتور وريتشارد هو. الورقة النقدية التي تحمل توقيع وختم السيد لي هسين لونع مطبوعة عليها شعار مجلس مفوضي العملة في سنغافورة والسلطة النقدية في سنغافورة لترمز إلى الانتقال الوشيك من مجلس مفوضي العملة إلى السلطة النقدية. تظهر في وجه الورقة النقدية صورة يوسف بن إسحاق وشعار سنغافورة، أما في ظهرها فتظهر صورة نقش قديم يظهر صورة قردين وآلات موسيقية تراثية ولوحة فنية تظهر سوقا للسمك. |            |            | 50 دولارا           | 5000 | [ 139 ] [ 140 ]         |
| 11 | 17 مايو 2004   | الإصدار الأول للسلطة النقدية في سنغافورة | ورقة نقدية من توع بوليمر تظهر في وجهها صورة يوسف بن إسحاق وشعار سنغافورة الذي يمكن ملاحظته من جانبي الورقة بالإضافة إلى شعار السلطة النقدية في سنغافورة بلون ذهبي، أما في ظهر الورقة النقدية فتظهر صورة رياضيين يمارسون رياضات مختلفة. |            |            | 10 دولارات          | 9300 | [ 141 ] [ 142 ]         |
| 12 | 16 يوليو 2007  | الذكرى الأربعون لاتفاقية إمكانية تبادل العملات بين سنغافورة وبروناي (12 يونيو 1967-2007)                                                                              | ورقتان نقديتان في حافظة واحدة الأولى بقيمة 20 دولار سنغافوري نوعها بوليمر وتظهر صورة يوسف بن إسحاق وزهور صفراء وشعار سنغافورة الذي يمكن ملاحظته من جانبي الورقة، أما في ظهر الورقة النقدية فتظهر صورة لمعالم سنغافورة وصورة مسجد السلطان عمر علي سيف الدين في بندر سري بكاوان مع عبارة بمناسبة الإصدار، أما الورقة الثانية فهي بقيمة 20 دولار بروني يمكن مشاهدة شعار بروناي من جانبي الورقة النقدية، كما تظهر صورة السلطان حسن البلقية ونوع من الزهور في وجه الورقة النقدية، أما في ظهر الورقة النقدية فهو مشابه للورقة السنغافورية. |            |            | 20 دولارا           | 10000 | [ 29 ] [ 30 ]           |
| 13 | 18 سبمتبر 2015 | الذكرى الخمسون لاستقلال سنغافورة (1965 - 2015) | ورقة نقدية من توع بوليمر تظهر في وجهها صورة يوسف بن إسحاق وصورة ورود من الفصيلة السحلبية وشعار سنغافورة الذي يمكن ملاحظته من جانبي الورقة، أما في ظهر الورقة النقدية فتظهر صورة صبيان وبنات يظهرون بسراويل قصيرة قمضان داخلية مع عبارة "Vibrant Nation, Endearing Home" والتي تعني "أمة نابضة بالحياة، وطن محبوب" في أعلى الورقة النقدية وعبارة "Regardless of race, language or religion" والتي تعني "بغض النظر عن العرق أو اللغة أو الدين" في أسفل الورقة النقدية. والإصدار متوفر بنسختين حيث يظهر شكل ♦ تحت العبارة السفلية في نسخة و♦♦ في النسخة الأخرى. |            |            | 10 دولارات          | 50 ورقة من ثلاثة أوراق نقدية غير مقطوعة و5000 ورقة في حافظة تضم الأوراق النقدية الستة الصادرة بالمناسبة               | [ 143 ] [ 144 ] [ 145 ] |
| 14 | 18 سبمتبر 2015 | الذكرى الخمسون لاستقلال سنغافورة (1965 - 2015) | ورقة نقدية من توع بوليمر تظهر في وجهها صورة يوسف بن إسحاق وصورة ورود من الفصيلة السحلبية وشعار سنغافورة الذي يمكن ملاحظته من جانبي الورقة، أما في ظهر الورقة النقدية فتظهر صور مدرب ولاعبي كرة قدم وعامل بناء يحمل مخططًا وراقص تاجر مالي يحمل لوحة مفاتيح ومخططات أسهم على شاشات وعالم يحمل أدوات وأنابيب بحثية وطاهٍ يرتدي قبعة ويحرك المقلاة، صبي وفتاتين أماهم معلمة تشير إلى سنغافورة على الكرة الأرضية مع عبارة "Vibrant Nation, Endearing Home" والتي تعني "أمة نابضة بالحياة، وطن محبوب" في أعلى الورقة النقدية وعبارة "Opportunities for All" والتي تعني "الفرص للجميع" في أسفل الورقة النقدية. والإصدار متوفر بنسختين حيث يظهر شكل ♦ تحت العبارة السفلية في نسخة و♦♦ في النسخة الأخرى. |            |            | 10 دولارات          | 50 ورقة من ثلاثة أوراق نقدية غير مقطوعة و5000 ورقة في حافظة تضم الأوراق النقدية الستة الصادرة بالمناسبة               | [ 143 ] [ 145 ] [ 146 ] |
| 15 | 18 سبمتبر 2015 | الذكرى الخمسون لاستقلال سنغافورة (1965 - 2015) | ورقة نقدية من توع بوليمر تظهر في وجهها صورة يوسف بن إسحاق وصورة ورود من الفصيلة السحلبية وشعار سنغافورة الذي يمكن ملاحظته من جانبي الورقة، أما في ظهر الورقة النقدية فتظهر صور رجل يقرأ كتابًا لطفل ورجل وامرأة وطفل يركبون دراجة هوائية مزدوجة وعائلة تجتمع حول كعكة الذكرى الخمسين ورجل وامرأة يثبتان كتاف الزي العسكري للجندي مع عبارة "Vibrant Nation, Endearing Home" والتي تعني "أمة نابضة بالحياة، وطن محبوب" في أعلى الورقة النقدية وعبارة "Strong Families" والتي تعني "عوائل قوية" في أسفل الورقة النقدية. والإصدار متوفر بنسختين حيث يظهر شكل ♦ تحت العبارة السفلية في نسخة و♦♦ في النسخة الأخرى.                                                                                    |            |            | 10 دولارات          | 50 ورقة من ثلاثة أوراق نقدية غير مقطوعة و5000 ورقة في حافظة تضم الأوراق النقدية الستة الصادرة بالمناسبة               | [ 143 ] [ 145 ] [ 147 ] |
| 16 | 18 سبمتبر 2015 | الذكرى الخمسون لاستقلال سنغافورة (1965 - 2015) | ورقة نقدية من توع بوليمر تظهر في وجهها صورة يوسف بن إسحاق وصورة ورود من الفصيلة السحلبية وشعار سنغافورة الذي يمكن ملاحظته من جانبي الورقة، أما في ظهر الورقة النقدية فتظهر صور مواطنون يستشيرون ضباط الشرطة وجندي يحمل منظارًا وجندي يضع يده على قلبه وامرأة تحمل حقيبة سفر وطيار يرتدي بدلة طيران ورجل إطفاء يحمل جهاز اتصال لاسلكي وطائرات مقاتلة مع عبارة "Vibrant Nation, Endearing Home" والتي تعني "أمة نابضة بالحياة، وطن محبوب" في أعلى الورقة النقدية وعبارة "Safe and Secure" والتي تعني "سالمة وآمنة" في أسفل الورقة النقدية. والإصدار متوفر بنسختين حيث يظهر شكل ♦ تحت العبارة السفلية في نسخة و♦♦ في النسخة الأخرى.                                                                |            |            | 10 دولارات          | 50 ورقة من ثلاثة أوراق نقدية غير مقطوعة و5000 ورقة في حافظة تضم الأوراق النقدية الستة الصادرة بالمناسبة               | [ 143 ] [ 145 ] [ 148 ] |
| 17 | 18 سبمتبر 2015 | الذكرى الخمسون لاستقلال سنغافورة (1965 - 2015) | ورقة نقدية من توع بوليمر تظهر في وجهها صورة يوسف بن إسحاق وصورة ورود من الفصيلة السحلبية وشعار سنغافورة الذي يمكن ملاحظته من جانبي الورقة، أما في ظهر الورقة النقدية فتظهر صور امرأتين ورجل مع مجرفة يزرعون شجرة؛ رجل وامرأة يزوران امرأة مسنة؛ نساء مع بكرات صبغ ورجل مع فرشاة يصبغون الجدران مع عبارة "Vibrant Nation, Endearing Home" والتي تعني "أمة نابضة بالحياة، وطن محبوب" في أعلى الورقة النقدية وعبارة "Caring Community, Active Citizenry" والتي تعني "مجتمع مهتم ومواطنة نشطة" في أسفل الورقة النقدية. والإصدار متوفر بنسختين حيث يظهر شكل ♦ تحت العبارة السفلية في نسخة و♦♦ في النسخة الأخرى.                                                                                     |            |            | 10 دولارات          | 50 ورقة من ثلاثة أوراق نقدية غير مقطوعة و5000 ورقة في حافظة تضم الأوراق النقدية الستة الصادرة بالمناسبة               | [ 143 ] [ 145 ] [ 149 ] |
| 18 | 18 سبمتبر 2015 | الذكرى الخمسون لاستقلال سنغافورة (1965 - 2015) | ورقة نقدية من توع بوليمر تظهر في وجهها صورة يوسف بن إسحاق وصورة أربعة من الأطفال وشعار سنغافورة وصورة لي كوان يو الذي يمكن ملاحظته صورته من جانبي الورقة مع رمز ""SG50" ورقم "1965"، أما في ظهر الورقة النقدية فتظهر صورة مبان حديثة وجسرا وأربعة مراكب كياك في حي بونغول في سنغافورة وصورة جنود يسيرون خلال العرض العسكري الأول لليوم الوطني عام 1966. |            |            | 50 دولارا           | 50000 ورقة و5000 ورقة من ثلاثة أوراق نقدية غير مقطوعة و5000 ورقة في حافظة تضم الأوراق النقدية الستة الصادرة بالمناسبة | [ 143 ] [ 145 ] [ 150 ] |
| 19 | 18 يوليو 2017  | الذكرى الخمسون لاتفاقية إمكانية تبادل العملات بين سنغافورة وبروناي (12 يونيو 1967-2017)                                                                               | يمكن مشاهدة أحد معالم بروناي وسنغافورة من جانبي الورقة النقدية، كما تظهر صورة يوسف بن إسحاق وشغار سنغافورة في وجه الورقة النقدية، أما في ظهر الورقة النقدية فتظهر أربعة من الحرس الجنود وأربعة يدرسون وجسر معلق من الحبال وصور لناس يتنزهون. والورقة النقدية أصدرت في حافظة تحتوي معها ورقة نقدية قيمتها 50 دولار بورني مشابهة في التصميم فقط يظهر في وجهها السلطان حسن البلقية مع توقيعه وجهة إصدار من بروناي دار السلام. |            |            | 50 دولارا           | 5000 ورقة نقدية في حافظة و3000 ورقة غير مقطوعة من ثلاثة أوراق نقدية                                                   | [ 31 ] [ 32 ] [ 33 ]    |
| 20 | 5 يونيو 2019   | الذكرى المائتان لتأسيس سنغافورة (1819-2019) | ورقة نقدية من توع بوليمر تظهر في وجهها صورة يوسف بن إسحاق ومعرض سنغافورة الوطني (المبنى الذي كان سابقا مبنى المحكمة العليا السابق [الإنجليزية] ومبنى مجلس المدينة السابق [الإنجليزية])، أما في ظهر الورقة النقدية فيظهر منظر لسنغافورة قديما ومنظر آخر حديث لسنغافورة، وكذلك صور لرواد سنغافورة وهم عبد الله بن عبد القادر (عبد الله منشي) وهنري نيكولاس ريدلي وتان كاه كي [الإنجليزية] وب. غوفنداسامي بيلاي [الإنجليزية] وتيريزا هسو وأليس بنفاذر [الإنجليزية] وعدنان بن سيدي [الإنجليزية] وروث وونغ [الإنجليزية]. |            |            | 20 دولارا           | 2000000 ورقة نقدية للتداول و5000 ورقة غير مقطوعة من ثلاثة أوراق نقدية                                                 | [ 151 ] [ 152 ] [ 153 ] |

## سوريا
لم تصدر أية أوراق نقدية تذكارية من سوريا.

## الصين
أصدرت الأوراق النقدية التذكارية التالية من جمهورية الصين الشعبية:
| # | تاريخ الإصدار | مناسبة الإصدار                                    | الوصف | صورة الوجه | صورة العكس | القيمة             | المصادر |
| - | ------------- | ------------------------------------------------- | --- | ---------- | ---------- | ------------------ | ------- |
| 1 | 1999          | الذكرى الخمسون للثورة الصينية                     | ورقة نقدية تظهر في وجهها صورة ماو تسي تونغ وهو يلقي خطابا بعنوان "الصين تعود إلى الحياة" في ساحة تيان آن من في بكين بتاريخ 1 أكتوبر 1949 معلنا قيام جمهورية الصين الشعبية، أما في ظهر الورقة النقدية فتظهر صورة تمثال أسد من المدينة المحرمة وحمائم وعمود هاوبياو [الإنجليزية] الرخامي |            |            | 50 يوان (رنمينبي)  | [ 154 ] |
| 2 | 2000          | ذكرى الألفية (عام 2000)                           | ورقة نقدية تظهر في وجهها صورة تنين من جدار التنانين التسعة [الإنجليزية] في المدينة المحرمة في بكين، أما في ظهر الورقة النقدية فتظهر صورة نصب الألفية الصينية [الإنجليزية] وصورة فتاتي أبسارا (فتاتي غيوم) تطيران. |            |            | 100 يوان (رنمينبي) | [ 155 ] |
| 3 | 2008          | الألعاب الأولمبية الصيفية في بكين سنة 2008        | ورقة نقدية تظهر في وجهها صورة ملعب بكين الوطني والذي احتضن الفعاليات الرئيسة في الألعاب الأولمبية مع شعار البطولة، أما في ظهرها فيظهر الرقم "2008" وصورة تمثال رامي القرص الذي يعود للعام 460 قبل الميلاد مع صور رياضيين في رياضات مختلفة منها ألعاب الساحة والميدان وكرة القدم. |            |            | 10 يوان (رنمينبي)  | [ 156 ] |
| 4 | 2015          | علوم وتكنولوجيا الفضاء الجوي                      | ورقة نقدية تظهر في وجهها صورة لامعة لدونج فانج هونج 1 الذي يعد أول قمر اصطناعي لجمهورية الصين الشعبية، وكذلك صورة لقاء القمر شنتشو 9 [الإنجليزية] بمركبة فضائية مأهولة والالتحام بمحطة الفضاء تيانقونغ-1 ضمن برنامج الفضاء المأهول في الصين، وكذلك صورة القمر الاصطناعي تشانغ آه-1 الذي يدور بمدار حول القمر ضمن البرنامج الصيني لاستكشاف القمر، أما ظهر الورقة النقدية فتصميمه طولي وتظهر صور تقدم وتطور تقنيات الطيران، فمن الأسفل صورة طائر ثم طائرة ثنائية السطح لفنغ رو [الإنجليزية] ثم طائرة جمبو جت ثم القمر شنتشو 9 [الإنجليزية] ثم القمر الاصطناعي تشانغ آه-1 الذي يدور بمدار حول القمر. علما أن صورة القمر الاصطناعي تشانغ آه-1 متطابقة من جانبي الورقة. |            |            | 100 يوان (رنمينبي) | [ 157 ] |
| 5 | 2018          | الذكرى السبعون لعملة اليوان الرنمينبي (1948-2018) | ورقة نقدية تظهر في وجهها صورة شعار الصين مع صورة مقطع عرضي لجذع شجرة تظهر حلقات نمو الشجرة منها خمس حلقات تظهر فيها صورة إصدارات عملة اليوان الرنمينبي، أما في ظهر الورقة النقدية فتظهر صورة المبنى القديم والمبنى الجديد لمقر بنك الصين مع صورة وردة عود الصليب مع صورة مقالة صحفية تعود لعام 1948 أعلنت عن إصدار عملة اليوان الرنمينبي |            |            | 50 يوان (رنمينبي)  | [ 158 ] |
| 6 | 2022          | دورة الألعاب الأولمبية الشتوية في بكين لعام 2022  | ورقة نقدية ذات تصميم طولي تظهر في وجهها صورة رياضي في رياضة القفز التزلجي مع شعار الصين وشعار البطولة، أما في ظهر الورقة النقدية فتظهر صورة سور الصين العظيم وصورة منحدر القفز التزلجي [الإنجليزية]. |            |            | 20 يوان (رنمينبي)  | [ 159 ] |
| 7 | 2022          | دورة الألعاب الأولمبية الشتوية في بكين لعام 2022  | ورقة نقدية نوعها بوليمر ذات تصميم طولي تظهر في وجهها صورة رياضيين في رياضة التزلج الثنائي [الإنجليزية] في التزلج الفني على الجليد مع شعار الصين وشعار البطولة، أما في ظهر الورقة النقدية فتظهر صورة ملعب التزلج في مركز السباحة الوطني ببكين، كذلك يسمى "مكعب الماء" هو المكان الذي أقيمت فيه منافسات الكرلنغ. وفي دورة الألعاب الأولمبية الشتوية لعام 2022، أصبح مركز السباحة الوطني ببكين أول مكان أوليمبي يضم مضمارًا للكرلنغ في حوض السباحة. |            |            | 20 يوان (رنمينبي)  | [ 162 ] |
| 8 | 2024          | عام التنين                                        | ورقة نقدية نوعها بوليمر ذات تصميم طولي تظهر في وجهها صورة تنين وشعار الصين، أما في ظهرها فتظهر صورة أطفال ثلاثة يحملون تنينا مصنوعا من الورق ودمى. |            |            | 20 يوان (رنمينبي)  | [ 163 ] |
| 9 | 2025          | عام الثعبان                                       | ورقة نقدية نوعها بوليمر ذات تصميم طولي تظهر في وجهها صورة أفعى وشعار الصين، أما في ظهرها فتظهر صورة أطفال ثلاثة أحدهم يعلق لافتة مكتوب عليها باللغة الصينية والآخران بجانبه. |            |            | 20 يوان (رنمينبي)  | [ 164 ] |

## طاجيكستان
لم تصدر أية أوراق نقدية تذكارية من طاجيكستان.

## العراق
عدل تصميم ورقة 1000 دينار برفع صورة الدينار الإسلامي ووضع صورة رجل يركب مشحوفا في أهوار العراق وشمس، وصار هو التصميم الجديد المعدل لهذه الورقة النقدية.
| # | تاريخ الإصدار   | مناسبة الإصدار                                                 | الوصف | صورة الوجه | صورة العكس | القيمة     | المصادر |
| - | --------------- | -------------------------------------------------------------- | --- | ---------- | ---------- | ---------- | ------- |
| 1 | 2018 - حتى الآن | بمناسبة إدراج أهوار وآثار جنوب العراق على لائحة التراث العالمي | ورقة نقدية يغلب عليها اللون الأصفر مع عبارة "بمناسبة إدراج أهوار وآثار جنوب العراق على لائحة التراث العالمي 2016" وفي ظهر الورقة النقدية صورة المدرسة المستنصرية في بغداد. |            |            | 1000 دينار | [ 165 ] |

## عمان
أصدرت الأوراق النقدية التذكارية التالية من سلطنة عمان:
| # | تاريخ الإصدار | مناسبة الإصدار                | الوصف | صورة الوجه | صورة العكس | القيمة    | المصادر                 |
| - | ------------- | ----------------------------- | --- | ---------- | ---------- | --------- | ----------------------- |
| 1 | 2005          | العيد الوطني الخامس والعشرون  | في وجه العملة الورقية تظهر صورة شعار سلطنة عمان والسلطان قابوس بن سعيد وعبارة "العيد الوطني الخامس والعشرون 1426 هـ - 2005 م" أما في ظهر العملة فتظهر صورة سفينة تدريب [الإنجليزية] شراعية تتبع البحرية السلطانية العمانية اسمها سفينة شباب عمان ومنارة وقلعة الجلالي وغيرها من معالم عمان بالإضافة إلى طيور في أعلى الورقة النقدية.                                                   |            |            | ريال واحد | [ 166 ] [ 167 ]         |
| 2 | 2010          | العيد الوطني الأربعون         | في وجه الورقة النقدية تظهر صورة السلطان قابوس بن سعيد وصورة جامع السلطان قابوس الأكبر مع عبارة "العيد الوطني الأربعون المجيد" أما في ظهر العملة فتظهر صورة دار الأوبرا السلطانية في مسقط، ويغلب على الورقة النقدية اللون الأزرق |            |            | 20 ريال   | [ 167 ] [ 168 ]         |
| 3 | 2011-2012     | العيد الوطني الأربعون         | في وجه الورقة النقدية تظهر صورة السلطان قابوس بن سعيد وصورة مبنى جامعة السلطان قابوس ومبنى وبرج ساعة البنك المركزي العماني مع عبارة "العيد الوطني الأربعون المجيد" أما في ظهر العملة فتظهر صورة قلعة نزوى، ويغلب على الورقة النقدية اللون الأحمر |            |            | 5 ريالات  | [ 167 ] [ 169 ]         |
| 4 | 2011-2012     | العيد الوطني الأربعون         | في وجه الورقة النقدية تظهر صورة السلطان قابوس بن سعيد وصورة برج صلالة ونخل مع عبارة "العيد الوطني الأربعون المجيد" أما في ظهر العملة فتظهر صورة حصن مطرح، ويغلب على الورقة النقدية اللون السمائي والبني |            |            | 10 ريالات | [ 167 ] [ 170 ]         |
| 5 | 2011-2012     | العيد الوطني الأربعون         | في وجه الورقة النقدية تظهر صورة السلطان قابوس بن سعيد وصورة وزارة المالية في عمان وقلعة الميراني مع عبارة "العيد الوطني الأربعون المجيد" أما في ظهر العملة فتظهر صورة مبنى وزارة التجارة والصناعة وترويج الاستثمار في مسقط، ويغلب على الورقة النقدية اللون البنفسجي، وتتوفر من الورقة النقدية طبعتان تختلفان في نوع وعرض شريط الأمان وبعض العلامات.                                    |            |            | 50 ريال   | [ 167 ] [ 171 ]         |
| 6 | 2015          | العيد الوطني الخامس والأربعون | في وجه الورقة النقدية تظهر صورة السلطان قابوس بن سعيد وصورة قصر العلم في مسقط وقلعة الميراني مع عبارة "العيد الوطني الأربعون المجيد" أما في ظهر العملة فتظهر صورة ورود وفراشات من نوع فراشة الصحراء البيضاء (Pontia glauconome) وصورة مبنى جامعة السلطان قابوس في الخوض، وتتوفر من الورقة النقدية طبعتان إحداهما فيها خطأ في التاريخ الهجري (1427هـ) والطبعة الأخرى بدون خطأ (1437هـ). |            |            | ريال واحد | [ 167 ] [ 172 ] [ 173 ] |

## الفلبين
أصدرت الأوراق النقدية التذكارية التالية من دولة الفلبين:
| #  | تاريخ الإصدار | مناسبة الإصدار | الوصف | صورة الوجه | صورة العكس | القيمة      | المصادر |
| -- | ------------- | --- | --- | ---------- | ---------- | ----------- | ------- |
| 1  | 1978          | الذكرى المئوية لميلاد الرئيس سيرجيو أوسمينا (1878 - 1978) | ورقة نقدية تظهر في وجهها صورة الرئيس سيرجيو أوسمينا مع إضافة توشيح بمناسبة الإصدار، أما في ظهر الورقة النقدية فتظهر صورة مبنى الهيئة التشريعية الفلبينية [الإنجليزية] (حاليا مبنى المتحف الوطني للفنون الجميلة (مانيلا) [الإنجليزية]. وتصميم الورقة النقدية يشبه الأوراق النقدية غير التدذكارية من ذات الفئة النقدية الصادرة بين عامي 1969 و1978 لكن بدون توشيح مناسبة الإصدار وكذلك اختلاف في موقع شعار المصرف وغياب عبارة "ANG BAGONG LIPUNAN" في الإصدارات الأقدم. |            |            | 50 بيزو     | [ 178 ] |
| 2  | 1981          | زيارة البابا يوحنا بولس الثاني إلى الفلبين للفترة من 17 إلى 22 فبراير 1981 | ورقة نقدية تظهر في وجهها صورة الرئيس خوسيه ريزال مع إضافة توشيح بمناسبة الإصدار، أما في ظهر الورقة النقدية فتظهر صورة إميليو أغينالدو ملوحا بعلم الفلبين ومعلنا استقلال الفلبين أما حشد من الناس في 12 يونيو 1898. وتصميم الورقة النقدية يشبه الأوراق النقدية غير التذكارية من ذات الفئة النقدية الصادرة سابقا لكن بدون توشيح مناسبة الإصدار. |            |            | بيزوان      | [ 181 ] |
| 3  | 1981          | تنصيب الرئيس فرديناند ماركوس بعد فوزه بانتخابات عام 1981 | ورقة نقدية تظهر في وجهها صورة أبوليناريو مابيني وهو أول رئيس وزراء للفليبين مع إضافة توشيح يحتوي على صورة الرئيس فرديناند ماركوس بمناسبة الإصدار، أما في ظهر الورقة النقدية فتظهر صورة كنيسة باراسوين [الإنجليزية]، ويوجد أكثر من إصدار من هذه الورقة النقدية يوجد فيها اختلاف بسيط في صورة التوشيح، كما أن تصميم الورقة النقدية يشبه الأوراق النقدية غير التذكارية من ذات الفئة النقدية الصادرة سابقا لكن بدون توشيح مناسبة الإصدار، كذلك غياب عبارة "ANG BAGONG LIPUNAN" في الإصدارات الأقدم. |            |            | 10 بيزو     | [ 186 ] |
| 4  | 1986          | زيارة الرئيسة الفلبين كورازون أكينو إلى الولايات المتحدة للفترة من 15 إلى 23 سبتمبر 1986 | ورقة نقدية تظهر في وجهها صورة رئيس الفلبين الأسبق إميليو أغينالدو مع توشيح بمناسبة الإصدار، أما في ظهر الورقة النقدية فتظهر صورة إميليو أغينالدو ملوحا بعلم الفلبين ومعلنا استقلال الفلبين أما حشد من الناس في 12 يونيو 1898. وتصميم الورقة النقدية يشبه الأوراق النقدية غير التذكارية من ذات الفئة النقدية الصادرة للفترة من 1985 إلى 1995 لكن بدون توشيح مناسبة الإصدار. كذلك تصميم الورقة التذكارية يشبه تصاميم أوراق نقدية تذكارية أخرى أصدرت في مناسبات مختلفة لكن مع اختلاف في التوشيح (طالع القائمة). |            |            | 5 بيزو      | [ 189 ] |
| 5  | 1987          | تقديس القديس لورينزو رويز في 18 أكتوبر 1987 | ورقة نقدية تظهر في وجهها صورة رئيس الفلبين الأسبق إميليو أغينالدو مع توشيح بمناسبة الإصدار، أما في ظهر الورقة النقدية فتظهر صورة إميليو أغينالدو ملوحا بعلم الفلبين ومعلنا استقلال الفلبين أما حشد من الناس في 12 يونيو 1898. وتصميم الورقة النقدية يشبه الأوراق النقدية غير التذكارية من ذات الفئة النقدية الصادرة للفترة من 1985 إلى 1995 لكن بدون توشيح مناسبة الإصدار. كذلك تصميم الورقة التذكارية يشبه تصاميم أوراق نقدية تذكارية أخرى أصدرت في مناسبات مختلفة لكن مع اختلاف في التوشيح (طالع القائمة). |            |            | 5 بيزو      | [ 190 ] |
| 6  | 1989          | الذكرى الأربعون لتأسيس البنك المركزي الفلبيني (1949 - 1989) | ورقة نقدية تظهر في وجهها صورة رئيس الفلبين الأسبق إميليو أغينالدو مع توشيح بمناسبة الإصدار، أما في ظهر الورقة النقدية فتظهر صورة إميليو أغينالدو ملوحا بعلم الفلبين ومعلنا استقلال الفلبين أما حشد من الناس في 12 يونيو 1898. وتصميم الورقة النقدية يشبه الأوراق النقدية غير التذكارية من ذات الفئة النقدية الصادرة للفترة من 1985 إلى 1995 لكن بدون توشيح مناسبة الإصدار. كذلك تصميم الورقة التذكارية يشبه تصاميم أوراق نقدية تذكارية أخرى أصدرت في مناسبات مختلفة لكن مع اختلاف في التوشيح (طالع القائمة). |            |            | 5 بيزو      | [ 191 ] |
| 7  | 1990          | حقوق المرأة | ورقة نقدية تظهر في وجهها صورة رئيس الفلبين الأسبق إميليو أغينالدو مع توشيح بعبارة "KABABAIHAN PARA SA KAUNLARAN" والتي تعني "المرأة من أجل التنمية"، أما في ظهر الورقة النقدية فتظهر صورة إميليو أغينالدو ملوحا بعلم الفلبين ومعلنا استقلال الفلبين أما حشد من الناس في 12 يونيو 1898. وتصميم الورقة النقدية يشبه الأوراق النقدية غير التذكارية من ذات الفئة النقدية الصادرة للفترة من 1985 إلى 1995 لكن بدون توشيح مناسبة الإصدار. كذلك تصميم الورقة التذكارية يشبه تصاميم أوراق نقدية تذكارية أخرى أصدرت في مناسبات مختلفة لكن مع اختلاف في التوشيح (طالع القائمة). |            |            | 5 بيزو      | [ 192 ] |
| 8  | 1991          | المجلس العام [الإنجليزية] الثاني في الفلبين الذي عقد للفترة من 20 يناير إلى 17 فبراير 1991 | ورقة نقدية تظهر في وجهها صورة رئيس الفلبين الأسبق إميليو أغينالدو مع توشيح بمناسبة الإصدار، أما في ظهر الورقة النقدية فتظهر صورة إميليو أغينالدو ملوحا بعلم الفلبين ومعلنا استقلال الفلبين أما حشد من الناس في 12 يونيو 1898. وتصميم الورقة النقدية يشبه الأوراق النقدية غير التذكارية من ذات الفئة النقدية الصادرة للفترة من 1985 إلى 1995 لكن بدون توشيح مناسبة الإصدار. كذلك تصميم الورقة التذكارية يشبه تصاميم أوراق نقدية تذكارية أخرى أصدرت في مناسبات مختلفة لكن مع اختلاف في التوشيح (طالع القائمة). |            |            | 5 بيزو      | [ 193 ] |
| 9  | 1997 و1998    | الذكرى المئوية للجمهورية الأولى (1898 - 1998) | ورقة نقدية تظهر في وجهها صورة الرئيس مانويل روكساس مع توشيح بمناسبة الإصدار، أما في ظهر الورقة النقدية فتظهر صورة المبنى القديم وكذلك صورة المبنى الجديد للبنك المركزي الفلبيني، وتصميم الورقة النقدية يشبه الأوراق النقدية غير التذكارية من ذات الفئة النقدية الصادرة للفترة من 1987 إلى 2001 لكن بدون توشيح مناسبة الإصدار. |            |            | 100 بيزو    | [ 196 ] |
| 10 | 1998          | الذكرى المئوية للجمهورية الأولى (1898 - 1998) | ورقة نقدية تظهر في وجهها صورة الرئيس جوزيف إسترادا وهو يردد القسم بمناسبة تنصيبه رئيسا للفلبين أما قس وجمع من المواطنين في كنيسة باراسوين [الإنجليزية]، أما في ظهر الورقة النقدية فتظهر صورة الرئيس جوزيف إسترادا ملوحا بعلم الفلبين وبجانبه زوجته لوي إهيرسيتو [الإنجليزية] وهما يطلان من ضريح إميليو أغينالدو في كافيته بتاريخ 12 يونيو 1998، بالإضافة إلى شعار الذكرى المئوية للجمهورية الأولى. |            |            | 2000 بيزو   | [ 197 ] |
| 11 | 2001          | الذكرى المئوية للجمهورية الأولى (1898 - 1998) | كان من المقرر إصدارها لكتون عملة قانونية في عام 2001، ولكن الرئيس استرادا قد أُطيح به من منصبه في ذلك العام، لذا خزنت الأوراق النقدية في خزائن البنك المركزي الفلبيني. وفي من عام 2010، كان البنك يهدف ألى إتلاف الجزء الأكبر من هذه الأوراق النقدية غير الصادرة، فاحتفظ بخمسين ألف ورقة نقدية فقط وطرحت للتداول لأغراض تاريخية وتعليمية وعلم العملات وغيرها. في عام 2012، بدأ البنك في بيع هذا الإصدار النقدي في مجلد ينص بوضوح على أن الأوراق النقدية ليست عملة قانونية. وهذه ورقة نقدية تظهر في وجهها صورة الرئيس جوزيف إسترادا وهو يردد القسم بمناسبة تنصيبه رئيسا للفلبين أما قس وجمع من المواطنين في كنيسة باراسوين [الإنجليزية]، أما في ظهر الورقة النقدية فتظهر صورة الرئيس جوزيف إسترادا ملوحا بعلم الفلبين وبجانبه زوجته لوي إهيرسيتو [الإنجليزية] وهما يطلان من ضريح إميليو أغينالدو في كافيته بتاريخ 12 يونيو 1998، وتخلو هذه الطبعة من شعار الذكرى المئوية للجمهورية الأولى. |            |            | 2000 بيزو   | [ 197 ] |
| 12 | 1998          | الذكرى المئوية للجمهورية الأولى (1898 - 1998) | ورقة نقدية تظهر في وجهها صورة جمع من المواطنين يحييون الرئيس فيدل فالديس راموس، وكذلك شعار مناسبة الإصدار، ويظهر الشعار أيضا في ظهر الورقة النقدية مع صورة للرئيس فيدل فالديس راموس ملوحا بعلم الفلبين وهو يطل من ضريح إميليو أغينالدو في كافيته بحضور جمع حاشد. |            |            | 100000 بيزو | [ 198 ] |
| 13 | 1999          | الذكرى الخمسون لتأسيس البنك المركزي الفلبيني (1949 - 1999) | ورقة نقدية تظهر في وجهها صورة الرئيس سيرجيو أوسمينا مع إضافة توشيح بمناسبة الإصدار، أما في ظهر الورقة النقدية فتظهر صورة مبنى الهيئة التشريعية الفلبينية [الإنجليزية] (حاليا مبنى المتحف الوطني للفنون الجميلة (مانيلا) [الإنجليزية]. |            |            | 50 بيزو     | [ 199 ] |
| 14 | 2005          | السنة الدولية للائتمانات الصغيرة (2005) | ورقة نقدية تظهر في وجهها صورة مانويل كويزون، مع توشيح بعبارة باللغة الإنجليزية معناها "السنة الدولية للائتمانات الصغيرة 2005، خدمات التمويل الأصغر المستدامة لرواد الأعمال الفقراء في الفلبين"، أما في ظهر الورقة النقدية فتظهر صورة قصر مالاكانانغ. وتصميم الورقة النقدية يشبه الإصدارات النقدية غير التذكارية من ذات الفئة النقدية للفترة بين عام 1997 و2012 وكذلك الإصدارات الأقدم ذات الشعار المختلف والصادرة بين عامي 1985 و1994 لكن من دون توشيح، والتوشيح كان على طبعة عام 2004. |            |            | 20 بيزو     | [ 202 ] |
| 15 | 2008          | الذكرى المئوية لتأسيس جامعة الفلبين (1908 - 2008) | ورقة نقدية تظهر في وجهها صورة مانويل روكساس وعلمي الفلبين والولايات المتحدة بالإضافة إلى توشيح بمناسبة الإصدار، أما في ظهر الورقة النقدية فتظهر صورة المبنى القديم وكذلك صورة المبنى الجديد للبنك المركزي الفلبيني، وتصميم الورقة النقدية يشبه الأوراق النقدية غير التذكارية من ذات الفئة النقدية الصادرة للفترة من 2001 إلى 2013 وكذلك الطبعات الأقدم الخالية من شريط الأمان والصادرة للفترة من 1987 إلى 1994 ومن 1998 إلى 2001 لكن بدون توشيح مناسبة الإصدار. |            |            | 100 بيزو    | [ 204 ] |
| 16 | 2009          | الذكرى الخمسون لتأسيس البنك المركزي الفلبيني (1949 - 2009) | ورقة نقدية تظهر في وجهها صورة مانويل كويزون، مع توشيح بمناسبة الإصدار، أما في ظهر الورقة النقدية فتظهر صورة قصر مالاكانانغ. وتصميم الورقة النقدية يشبه الإصدارات النقدية غير التذكارية من ذات الفئة النقدية للفترة بين عام 1997 و2012 وكذلك الإصدارات الأقدم ذات الشعار المختلف والصادرة بين عامي 1985 و1994 لكن من دون توشيح، والتوشيح كان على طبعة عام 2004. |            |            | 20 بيزو     | [ 205 ] |
| 17 | 2009          | الذكرى الخمسون لتأسيس البنك المركزي الفلبيني (1949 - 2009) | ورقة نقدية تظهر في وجهها صورة الرئيس سيرجيو أوسمينا مع إضافة توشيح بمناسبة الإصدار، أما في ظهر الورقة النقدية فتظهر صورة مبنى الهيئة التشريعية الفلبينية [الإنجليزية] (حاليا مبنى المتحف الوطني للفنون الجميلة (مانيلا) [الإنجليزية]. |            |            | 50 بيزو     | [ 206 ] |
| 18 | 2009          | الذكرى الخمسون لتأسيس البنك المركزي الفلبيني (1949 - 2009) | ورقة نقدية تظهر في وجهها صورة مانويل روكساس وعلمي الفلبين والولايات المتحدة بالإضافة إلى توشيح بمناسبة الإصدار، أما في ظهر الورقة النقدية فتظهر صورة المبنى القديم وكذلك صورة المبنى الجديد للبنك المركزي الفلبيني، وتصميم الورقة النقدية يشبه الأوراق النقدية غير التذكارية من ذات الفئة النقدية الصادرة للفترة من 2001 إلى 2013 وكذلك الطبعات الأقدم الخالية من شريط الأمان والصادرة للفترة من 1987 إلى 1994 ومن 1998 إلى 2001 لكن بدون توشيح مناسبة الإصدار. |            |            | 100 بيزو    | [ 207 ] |
| 19 | 2009          | الذكرى الخمسون لتأسيس البنك المركزي الفلبيني (1949 - 2009) | ورقة نقدية تظهر في وجهها صورة ديوسدادو ماكاباجال وضريح أغينالدو [الإنجليزية] في كاويت [الإنجليزية] في كافيته مع توشيح بمناسبة الإصدار، أما في ظهر الورقة النقدية فتظهر صورة الرئيسة السابقة غلوريا ماكاباغال أرويو وهي تؤدي القسم وبجانبها امرأة وأماها قاض وكذلك صورة حشد من الشعب، وتصميم الورقة النقدية يشبه الأوراق النقدية غير التذكارية من ذات الفئة النقدية الصادرة للفترة من 2002 إلى 2013 لكن من دون توشيح. |            |            | 200 بيزو    | [ 209 ] |
| 20 | 2009          | الذكرى الخمسون لتأسيس البنك المركزي الفلبيني (1949 - 2009) | ورقة نقدية تظهر في وجهها صورة بينينو أكينو مع علم الفلبين وصورة حمامة مع توشيح بمناسبة الإصدار، أما في ظهر الورقة النقدية فتظهر صورة مختلفة لمشاهد من حياة بينينو أكينو، وتصميم الورقة النقدية يشبه الأوراق النقدية غير التذكارية من ذات الفئة النقدية الصادرة للفترة من 2001 إلى 2013 لكن من دون توشيح. |            |            | 500 بيزو    | [ 211 ] |
| 21 | 2009          | الذكرى الخمسون لتأسيس البنك المركزي الفلبيني (1949 - 2009) | ورقة نقدية تظهر في وجهها صورة خوسيه عباد سانتوس وفيسنتي ليم وجوزيفا لانيس إسكودا مع صورة مشعل، أما في ظهر الورقة النقدية فتظهر صورة مصاطب أرز باناوي ومنزل مسقف بالقش، وتصميم الورقة النقدية يشبه الأوراق النقدية غير التذكارية من ذات الفئة النقدية الصادرة للفترة من 2001 إلى 2012 لكن من دون توشيح. |            |            | 1000 بيزو   | [ 213 ] |
| 22 | 2011          | الذكرى الخامسة والسبعون لتأسيس كلية القانون في جامعة أتينيو دي مانيلا [الإنجليزية] (1936 - 2011) | ورقة نقدية تظهر في وجهها صورة مانويل روكساس وعلمي الفلبين والولايات المتحدة بالإضافة إلى توشيح بمناسبة الإصدار، أما في ظهر الورقة النقدية فتظهر صورة المبنى القديم وكذلك صورة المبنى الجديد للبنك المركزي الفلبيني، وتصميم الورقة النقدية يشبه الأوراق النقدية غير التذكارية من ذات الفئة النقدية الصادرة للفترة من 2001 إلى 2013 وكذلك الطبعات الأقدم الخالية من شريط الأمان والصادرة للفترة من 1987 إلى 1994 ومن 1998 إلى 2001 لكن بدون توشيح مناسبة الإصدار. |            |            | 100 بيزو    | [ 214 ] |
| 23 | 2011          | الذكرى المئوية لتأسيس مدارس دي لا سال [الإنجليزية] (1911 - 2011) | ورقة نقدية تظهر في وجهها صورة مانويل روكساس وعلمي الفلبين والولايات المتحدة بالإضافة إلى توشيح بمناسبة الإصدار، أما في ظهر الورقة النقدية فتظهر صورة المبنى القديم وكذلك صورة المبنى الجديد للبنك المركزي الفلبيني، وتصميم الورقة النقدية يشبه الأوراق النقدية غير التذكارية من ذات الفئة النقدية الصادرة للفترة من 2001 إلى 2013 وكذلك الطبعات الأقدم الخالية من شريط الأمان والصادرة للفترة من 1987 إلى 1994 ومن 1998 إلى 2001 لكن بدون توشيح مناسبة الإصدار. |            |            | 100 بيزو    | [ 215 ] |
| 24 | 2011          | الذكرى المئوية لتأسيس كلية القانون [الإنجليزية] في جامعة الفلبين (1911 - 2011) | ورقة نقدية تظهر في وجهها صورة مانويل روكساس وعلمي الفلبين والولايات المتحدة بالإضافة إلى توشيح بمناسبة الإصدار، أما في ظهر الورقة النقدية فتظهر صورة المبنى القديم وكذلك صورة المبنى الجديد للبنك المركزي الفلبيني، وتصميم الورقة النقدية يشبه الأوراق النقدية غير التذكارية من ذات الفئة النقدية الصادرة للفترة من 2001 إلى 2013 وكذلك الطبعات الأقدم الخالية من شريط الأمان والصادرة للفترة من 1987 إلى 1994 ومن 1998 إلى 2001 لكن بدون توشيح مناسبة الإصدار. |            |            | 100 بيزو    | [ 215 ] |
| 25 | 2011          | الذكرى الأربعمائة لتأسيس جامعة القديس طوماس (1611 - 2011) | ورقة نقدية تظهر في وجهها صورة ديوسدادو ماكاباجال وضريح أغينالدو [الإنجليزية] في كاويت في كافيته مع توشيح بمناسبة الإصدار، أما في ظهر الورقة النقدية فتظهر صورة الرئيسة السابقة غلوريا ماكاباغال أرويو وهي تؤدي القسم وبجانبها امرأة وأماها قاض وكذلك صورة حشد من الشعب، وتصميم الورقة النقدية يشبه الأوراق النقدية غير التذكارية من ذات الفئة النقدية الصادرة للفترة من 2002 إلى 2013 لكن من دون توشيح. |            |            | 200 بيزو    | [ 216 ] |
| 26 | 2012          | الذكرى الخامسة والأربعون لتأسيس رابطة دول جنوب شرق آسيا المعروف اختصارا باسم أسيان (1967 - 2012) | ورقة نقدية تظهر في وجهها صورة مانويل كويزون، مع توشيح بمناسبة الإصدار، أما في ظهر الورقة النقدية فتظهر صورة قصر مالاكانانغ. وتصميم الورقة النقدية يشبه الإصدارات النقدية غير التذكارية من ذات الفئة النقدية للفترة بين عام 1997 و2012 وكذلك الإصدارات الأقدم ذات الشعار المختلف والصادرة بين عامي 1985 و1994 لكن من دون توشيح، والتوشيح كان على طبعة عام 2012. |            |            | 20 بيزو     | [ 217 ] |
| 27 | 2012          | الذكرى المئوية لتأسيس فندق مانيلا (1912 - 2012) | ورقة نقدية تظهر في وجهها صورة مانويل روكساس وعلمي الفلبين والولايات المتحدة بالإضافة إلى توشيح بمناسبة الإصدار، أما في ظهر الورقة النقدية فتظهر صورة المبنى القديم وكذلك صورة المبنى الجديد للبنك المركزي الفلبيني، وتصميم الورقة النقدية يشبه الأوراق النقدية غير التذكارية من ذات الفئة النقدية الصادرة للفترة من 2001 إلى 2013 وكذلك الطبعات الأقدم الخالية من شريط الأمان والصادرة للفترة من 1987 إلى 1994 ومن 1998 إلى 2001 لكن بدون توشيح مناسبة الإصدار. |            |            | 100 بيزو    | [ 218 ] |
| 28 | 2012          | الذكرى المئوية لتأسيس المحفل الأعظم للماسونيين الأحرار والمقبولين (1912 - 2012) | ورقة نقدية تظهر في وجهها صورة مانويل روكساس وعلمي الفلبين والولايات المتحدة بالإضافة إلى توشيح بمناسبة الإصدار، أما في ظهر الورقة النقدية فتظهر صورة المبنى القديم وكذلك صورة المبنى الجديد للبنك المركزي الفلبيني، وتصميم الورقة النقدية يشبه الأوراق النقدية غير التذكارية من ذات الفئة النقدية الصادرة للفترة من 2001 إلى 2013 وكذلك الطبعات الأقدم الخالية من شريط الأمان والصادرة للفترة من 1987 إلى 1994 ومن 1998 إلى 2001 لكن بدون توشيح مناسبة الإصدار. |            |            | 100 بيزو    | [ 219 ] |
| 29 | 2012          | اللقاء الخامس والأربعون لبنك التنمية الآسيوي في مانيلا (2012) | ورقة نقدية تظهر في وجهها صورة بينينو أكينو مع علم الفلبين وصورة حمامة مع توشيح بمناسبة الإصدار، أما في ظهر الورقة النقدية فتظهر صورة مختلفة لمشاهد من حياة بينينو أكينو، وتصميم الورقة النقدية يشبه الأوراق النقدية غير التذكارية من ذات الفئة النقدية الصادرة للفترة من 2001 إلى 2013 لكن من دون توشيح. |            |            | 500 بيزو    | [ 220 ] |
| 30 | 2013          | إعلان القداسة القديس بيدرو كالونجسود [الإنجليزية] (2012) | ورقة نقدية تظهر في وجهها صورة مانويل كويزون، مع توشيح بمناسبة الإصدار، أما في ظهر الورقة النقدية فتظهر صورة قصر مالاكانانغ. وتصميم الورقة النقدية يشبه الإصدارات النقدية غير التذكارية من ذات الفئة النقدية للفترة بين عام 1997 و2012 وكذلك الإصدارات الأقدم ذات الشعار المختلف والصادرة بين عامي 1985 و1994 لكن من دون توشيح، والتوشيح كان على طبعة عام 2013. |            |            | 20 بيزو     | [ 221 ] |
| 31 | 2013          | الذكرى الخمسون لتأسيس جامعة ترنينتي (الثالوث) آسيا [الإنجليزية] (1963 - 2013) | ورقة نقدية تظهر في وجهها صورة مانويل كويزون، مع توشيح بمناسبة الإصدار، أما في ظهر الورقة النقدية فتظهر صورة قصر مالاكانانغ. وتصميم الورقة النقدية يشبه الإصدارات النقدية غير التذكارية من ذات الفئة النقدية للفترة بين عام 1997 و2012 وكذلك الإصدارات الأقدم ذات الشعار المختلف والصادرة بين عامي 1985 و1994 لكن من دون توشيح، والتوشيح كان على طبعة عام 2013. |            |            | 20 بيزو     | [ 222 ] |
| 32 | 2013          | الذكرى الخمسون لتأسيس شركة تأمين الودائع الفلبينية [الإنجليزية] (1963 - 2013) | ورقة نقدية تظهر في وجهها صورة مانويل كويزون، مع توشيح بمناسبة الإصدار، أما في ظهر الورقة النقدية فتظهر صورة قصر مالاكانانغ. وتصميم الورقة النقدية يشبه الإصدارات النقدية غير التذكارية من ذات الفئة النقدية للفترة بين عام 1997 و2012 وكذلك الإصدارات الأقدم ذات الشعار المختلف والصادرة بين عامي 1985 و1994 لكن من دون توشيح، والتوشيح كان على طبعة عام 2013. |            |            | 20 بيزو     | [ 221 ] |
| 33 | 2013          | الذكرى العشرون لتأسيس البنك المركزي الفلبيني (1993 - 2013) | ورقة نقدية تظهر في وجهها صورة مانويل روكساس وعلمي الفلبين والولايات المتحدة بالإضافة إلى توشيح بمناسبة الإصدار، أما في ظهر الورقة النقدية فتظهر صورة المبنى القديم وكذلك صورة المبنى الجديد للبنك المركزي الفلبيني، وتصميم الورقة النقدية يشبه الأوراق النقدية غير التذكارية من ذات الفئة النقدية الصادرة للفترة من 2001 إلى 2013 وكذلك الطبعات الأقدم الخالية من شريط الأمان والصادرة للفترة من 1987 إلى 1994 ومن 1998 إلى 2001 لكن بدون توشيح مناسبة الإصدار. |            |            | 100 بيزو    | [ 223 ] |
| 34 | 2013          | الذكرى المئوية لبدء أعمال شل في الفلبين (1913 - 2013) | ورقة نقدية تظهر في وجهها صورة مانويل روكساس وعلمي الفلبين والولايات المتحدة بالإضافة إلى توشيح بمناسبة الإصدار، أما في ظهر الورقة النقدية فتظهر صورة المبنى القديم وكذلك صورة المبنى الجديد للبنك المركزي الفلبيني، وتصميم الورقة النقدية يشبه الأوراق النقدية غير التذكارية من ذات الفئة النقدية الصادرة للفترة من 2001 إلى 2013 وكذلك الطبعات الأقدم الخالية من شريط الأمان والصادرة للفترة من 1987 إلى 1994 ومن 1998 إلى 2001 لكن بدون توشيح مناسبة الإصدار. |            |            | 100 بيزو    | [ 224 ] |
| 35 | 2013          | السنة الوطنية للرز (2013) | ورقة نقدية تظهر في وجهها صورة مانويل روكساس وعلمي الفلبين والولايات المتحدة بالإضافة إلى توشيح بمناسبة الإصدار، أما في ظهر الورقة النقدية فتظهر صورة المبنى القديم وكذلك صورة المبنى الجديد للبنك المركزي الفلبيني، وتصميم الورقة النقدية يشبه الأوراق النقدية غير التذكارية من ذات الفئة النقدية الصادرة للفترة من 2001 إلى 2013 وكذلك الطبعات الأقدم الخالية من شريط الأمان والصادرة للفترة من 1987 إلى 1994 ومن 1998 إلى 2001 لكن بدون توشيح مناسبة الإصدار. |            |            | 100 بيزو    | [ 225 ] |
| 36 | 2013 و2014    | الذكرى المئوية لتأسيس كنيسة المسيح (1914 - 2014) | ورقة نقدية تظهر في وجهها صورة مانويل روكساس وعلمي الفلبين والولايات المتحدة بالإضافة إلى توشيح بمناسبة الإصدار، أما في ظهر الورقة النقدية فتظهر صورة المبنى القديم وكذلك صورة المبنى الجديد للبنك المركزي الفلبيني، وتصميم الورقة النقدية يشبه الأوراق النقدية غير التذكارية من ذات الفئة النقدية الصادرة للفترة من 2001 إلى 2013 وكذلك الطبعات الأقدم الخالية من شريط الأمان والصادرة للفترة من 1987 إلى 1994 ومن 1998 إلى 2001 لكن بدون توشيح مناسبة الإصدار. |            |            | 100 بيزو    | [ 226 ] |
| 37 | 2021          | الذكرى الأربعمائة لمعركة ماكتان هي معركة نشبت يوم 27 أبريل 1521 وانتصر فيها مقاتلو جزيرة ماكتان الفلبينية بقيادة لابو لابو على القوات الإسبانية التي يقودها فرناندو ماجلان، والذي لقي حتفه في هذه المعركة. | ورقة نقدية تظهر في وجهها صورة لابو لابو ومشهد يصور معركة ماكتان وصورة مركب كاراكوا [الإنجليزية]، أما في ظهر الورقة النقدية فتظهر خريطة الفلبين وصورة جبل آبو [الإنجليزية] وهو أعلى جبل في الفلبين [الإنجليزية] والعقاب الفلبيني ونخلة جوز هند. |            |            | 5000 بيزو   | [ 227 ] |
| 38 | 2023          | الذكرى الثلاثون لتأسيس البنك المركزي الفلبيني (1993 - 2023) | ورقة نقدية تظهر في وجهها صورة مانويل كويزون وصورة قصر مالاكانانغ وصورة أشخاص عند إعلان اللغة الفلبينية لغة وطنية للفلبين مع توشيح بمناسبة الإصدار، أما في ظهر الورقة النقدية فتظهر خريطة الفلبين وصورة مصاطب أرز باناوي وزباد النخيل الآسيوي. |            |            | 20 بيزو     | [ 228 ] |

## فلسطين
لا تمتلك السلطة الفلسطينية الحق بإصدار عملتها المحلية الخاصة بفلسطين، ولم يتضمن إصدار الجنيه الفلسطيني فترة الانتداب البريطاني إي إصدار تذكاري.

## فيتنام
أصدرت الورقتان النقديتان التذكاريتان التاليتان من فيتنام:
| # | تاريخ الإصدار | مناسبة الإصدار                                               | الوصف | صورة الوجه | صورة العكس | القيمة   | المصادر |
| - | ------------- | ------------------------------------------------------------ | --- | ---------- | ---------- | -------- | ------- |
| 1 | 2001          | الذكرى الخمسون لتأسيس بنك دولة فيتنام في 6 مايو 1951         | ورقة نقدية من نوع بوليمر تظهر في وجهها صورة هو تشي منه، أما في ظهرها فتظهر صورة مبنى بنك دولة فيتنام في هانوي، وهي غير مخصصة للتداول لأنها مخصصة فقط للذكرى وقيمتها المنخفضة.                                    |            |            | 50 دونغ  | [ 229 ] |
| 2 | 2016          | الذكرى الخامسة والستون لتأسيس بنك دولة فيتنام في 6 مايو 1951 | ورقة نقدية من نوع بوليمر تظهر في وجهها صورة هو تشي منه مع رقم "65" وعبارة بمناسبة الإصدار، أما في ظهرها فتظهر صورة مبنى بنك دولة فيتنام في هانوي، وهي غير مخصصة للتداول لأنها مخصصة فقط للذكرى وقيمتها المنخفضة. |            |            | 100 دونغ | [ 230 ] |

## قبرص
لم تصدر أية أوراق نقدية تذكارية من قبرص. العملة المتداولة حاليا هي اليورو.

## قرغيزستان
أصدرت الأوراق النقدية التذكارية التالية من دولة قرغيزستان :
| # | تاريخ الإصدار | مناسبة الإصدار                                                                | الوصف | صورة الوجه | صورة العكس | القيمة   | المصادر |
| - | ------------- | ----------------------------------------------------------------------------- | --- | ---------- | ---------- | -------- | ------- |
| 1 | 2009          | الذكرى المائة والخمسون لميلاد توقتوغول ساتيغان أوغلو [الإنجليزية] (1864-2014) | ورقة نقدية تظهر في وجهها صورة توقتوغول ساتيغان أوغلو (توقتوغول ساتيغانوف) مع توشيح بمناسبة الإصدار، أما في ظهر الورقة النقدية فتظهر صورة محطة توليد الكهرباء في سد توقتوغول [الإنجليزية]. والورقة النقدية تشبه في التصميم الورقة النقدية غير التذكارية من ذات الفئة النقدية الصادرة عامي 2009 و2016 لكن بدون توشيح. |            |            | 100 سوم  | [ 232 ] |
| 2 | 2014          | الذكرى المائة لميلاد أليكول عثمانوف (1914-2014)                               | ورقة نقدية تظهر في وجهها صورة أليكول عثمانوف مع توشيح بمناسبة الإصدار، أما في ظهر الورقة النقدية فتظهر صورة جبال وبحيرة إيسيك كول، والورقة النقدية تشبه في التصميم الورقة النقدية غير التذكارية من ذات الفئة النقدية الصادرة عامي 2010 و2016 لكن بدون توشيح.                                                        |            |            | 200 سوم  | [ 234 ] |
| 3 | 2017          | الذكرى الخامسة والعشرون للعملة الوطنية                                        | ورقة نقدية ذات تصميم طولي تظهر في وجهها صورة تمثال مناص ممتطيا حصانا، أما في ظهرها فتظهر صورة جبل ونقوش على شكل طير وشجرة. |            |            | 2000 سوم | [ 235 ] |

## قطر
أصدرت الورقة النقدية التذكارية التالية من قطر:
| # | تاريخ الإصدار | مناسبة الإصدار         | الوصف | صورة الوجه | صورة العكس | القيمة   | المصادر |
| - | ------------- | ---------------------- | --- | ---------- | ---------- | -------- | ------- |
| 1 | 2022          | كأس العالم 2022 في قطر | عملة تذكارية قانونية يظهر في وجه العملة صورة معالم الدوحة وملعب لوسيل وفي ظهر العملة برج تاريخي ودهو واستاد البيت في الخور وصورة كوكب، كما ظهر شعار بطولة كأس العالم على وجهي العملة ووجود جزء شفاف من العملة يظهر الكأس. |            |            | 22 ريالا | [ 236 ] |

## كازاخستان
أصدرت الأوراق النقدية التذكارية التالية من دولة كازاخستان:
| #  | تاريخ الإصدار | مناسبة الإصدار                                                 | الوصف | صورة الوجه | صورة العكس | القيمة     | المصادر |
| -- | ------------- | -------------------------------------------------------------- | --- | ---------- | ---------- | ---------- | ------- |
| 1  | 2001          | الذكرى العاشرة لاستقلال كازاخستان (1991-2001)                  | ورقة نقدية تظهر في وجهها صورة الفارابي مع توشيح بمناسبة الإصدار، أما في ظهر الورقة النقدية فتظهر صورة ضريح خوجة أحمد يسوي، وتصميم الورقة النقدية يشبه الإصدارات غير التذكارية من ذات الفئة النقدية الصادرة بين عامي 1998 و2001 لكنها بدون توشيح. |            |            | 5000 تنغه  | [ 239 ] |
| 2  | 2008          | الذكرى الخامسة عشر لعملة التنغه في كازاخستان (1993-2008)       | ورقة نقدية وجهها ذو تصميم طولي تظهر فيه صورة برج بايتيرك في آستانا وصورة طبعة يد تعود للرئيس نور سلطان نزارباييف وهي موجودة في برج بايتيرك، مع نوتات موسيقية للنشيد الوطني الكازاخستاني وعلم كازاخستان وطير فوق راية تحمل صورة شمس وكذلك كتب اسم المصرف والرقم التسلسلي عرضيا، أما ظهر الورقة النقدية فتصميمها عرضي وتظهر فيه خريطة كازاخستان ونصب المحارب الذهبي [الإنجليزية] (نصب الاستقلال) في ألماتي وفندق كازاخستان في ألماتي أيضا وصورة جبال. وتصميم الورقة النقدية يشبه الإصدار غير التذكاري من ذات الفئة النقدية الصادر عام 2006 لكنه بدون صورة الطير والراية التي تحمل صورة شمس. |            |            | 5000 تنغه  | [ 241 ] |
| 3  | 2010          | كازاخستان تشغل رئاسة منظمة الأمن والتعاون في أوروبا            | ورقة نقدية تظهر في وجهها نقوش مختلفة منها ما يظهر على شكل طيور بالإضافة إلى صورة برج بايتيرك في آستانا، أما في ظهر الورقة النقدية فتظهر صورة قصر آك أوردا وهو القصر الرئاسي بكازاخستان، ويقع على طول نهر إيشيم في جنوب غرب أستانا، بالإضافة إلى صورة طير وعلم كازاخستان. |            |            | 1000 تنغه  | [ 242 ] |
| 4  | 2011          | الألعاب الآسيوية الشتوية في آستانا عام 2011                    | ورقة نقدية وجهها ذو تصميم طولي تظهر فيه صورة برج بايتيرك في آستانا وصورة طبعة يد تعود للرئيس نور سلطان نزارباييف وهي موجودة في برج بايتيرك، مع نوتات موسيقية للنشيد الوطني الكازاخستاني وعلم كازاخستان وصور بلورات ثلجية وكذلك كتب اسم المصرف والرقم التسلسلي عرضيا، أما ظهر الورقة النقدية فتصميمها عرضي وتظهر فيه صورة شعار البطولة وصورة رياضي في رياضة القفز التزلجي مع صورة جبل. |            |            | 2000 تنغه  | [ 243 ] |
| 5  | 2011          | رئاسة كازاخستان لمنظمة المؤتمر الإسلامي                        | ورقة نقدية وجهها ذو تصميم طولي تظهر فيه صورة قبة ضريح خوجة أحمد يسوي مع نقوش مختلفة وشعار منظمة المؤتمر الإسلامي، أما في ظهر الورقة فتظهر صورة ضريح خوجة أحمد يسوي مع نقوش مختلفة. |            |            | 1000 تنغه  | [ 244 ] |
| 6  | 2011          | الذكرى العشرون لاستقلال كازاخستان                              | ورقة نقدية وجهها ذو تصميم طولي تظهر فيه صورة نصب ميدان الاستقلال في آستانا وصورة قصر الاستقلال في آستانا [الإنجليزية] مع علم وشعار كازاخستان وصور حمائم، أما في ظهر الورقة فتصميمه عرضي وتظهر فيه خريطة كازاخستان وعلامة بمناسبة الإصدار مع صورة قصر آك أوردا وهو القصر الرئاسي بكازاخستان. وتصميم الورقة يشبه إصدار عام 2012 من ذات الفئة غير التذكارية لكن بدون علامة مناسبة الإصدار ومع اختلاف التواقيع. |            |            | 10000 تنغه | [ 246 ] |
| 7  | 2013          | إصدار كول تكين التذكاري                                        | ورقة نقدية وجهها ذو تصميم طولي تظهر فيه صورة تمثال كول تكين مع صورة نصب ميدان الاستقلال في آستانا مع علم وشعار كازاخستان وصور حمائم، أما في ظهر الورقة فتصميمه عرضي وتظهر فيه صورة نصب كتابات أورخون ورسومات صخرية لمحاربين أتراك مع صورة أيل. |            |            | 1000 تنغه  | [ 247 ] |
| 8  | 2013          | الذكرى العشرون لعملة التنغه في كازاخستان (1993-2013)           | ورقة نقدية وجهها ذو تصميم طولي تظهر فيه صورة نصب ميدان الاستقلال في آستانا مع علم وشعار كازاخستان وصور حمائم وحصان مجنح وقوس بوابة الأرض الأبدية، أما في ظهر الورقة النقدية فتظهر خريطة كازاخستان مع صورة قصر آك أوردا وبعض المباني في آستانا. |            |            | 20000 تنغه | [ 248 ] |
| 9  | 2016          | الذكرى الخامسة والعشرون لاستقلال كازاخستان (1991-2016)         | ورقة نقدية وجهها ذو تصميم طولي تظهر فيه صورة نصب ميدان الاستقلال في آستانا مع صورة مباني وخريطة كازاخستان، أما ظهر الورقة النقدية فتصميمها عرضي وتظهر فيه صورة الرئيس نور سلطان نزارباييف مع صورة برج بايتيرك ومباني أخرى في آستانا بالإضافة إلى خريطة كازاخستان. |            |            | 10000 تنغه | [ 249 ] |
| 10 | 2021          | الذكرى الثلاثون لاستقلال كازاخستان (1991-2021)                 | ورقة نقدية وجهها ذو تصميم طولي تظهر فيه صورة قوس بوابة الأرض الأبدية ونصب ميدان الاستقلال في آستانا وحمامات وعلم كازاخستان وصورة صغيرة للرئيس نور سلطان نزارباييف، أما ظهر الورقة النقدية فتصميمها عرضي وتظهر فيه صورة الرئيس نور سلطان نزارباييف مع صورة مع صورة قصر آك أوردا ومباني أخرى في آستانا بالإضافة إلى خريطة كازاخستان. |            |            | 20000 تنغه | [ 250 ] |
| 11 | 2023          | الذكرى الثلاثون لعملة التنغه في كازاخستان (1993-2023)          | ورقة نقدية تظهر في وجهها خريطة كازاخستان مقسمة إلى أقاليم بنقوش مختلفة مع صورة قطعة عملة معدنية لعملة التنغه محاطة بشريط موبيوس، أما في ظهر الورقة النقدية فتظهر خريطة أوراسيا مع صورة ظهر قطعة العملة المعدنية لعملة التنغه وأيضا محاطة بشريط موبيوس. |            |            | 10000 تنغه | [ 251 ] |
| 12 | 9 مايو 2025   | الذكرى الثمانون ليوم النصر في الحرب الوطنية العظمى (1945-2025) | ورقة نقدية تظهر في وجهها جزءًا من نصب المجد في ألماتي وصور طيور الكركي أما في ظهر الورقة النقدية فتظهر خريطة كازاخستان فيها صور جنود من الحرب العالمية الثانية. طبعت الورقة النقدية في دار الطباعة للبنك الوطني الكازاخستاني وقد أصدر منها 5,000,000 نسخة. |            |            | 1000 تنغه  | [ 252 ] |

## كمبوديا
أصدرت الأوراق النقدية التذكارية التالية من دولة كمبوديا:
| # | تاريخ الإصدار | مناسبة الإصدار                                                                 | الوصف | صورة الوجه | صورة العكس | القيمة      | المصادر |
| - | ------------- | ------------------------------------------------------------------------------ | --- | ---------- | ---------- | ----------- | ------- |
| 1 | 2012          | الذكرى الستون لميلاد الملك نورودوم سيهاموني (ولد في 14 مايو 1953)              | ورقة نقدية تظهر في وجهها صورة والد الملك الأب نورودوم سيهانوك والملكة الأم نورودوم مونينياث وشعار كمبوديا ورأس أفعى ناغا الأسطورية، أما في ظهر الورقة النقدية فتظهر صورة الملك نورودوم سيهاموني مع صورة والديه مع نقش حجري أثري. |            |            | 100000 ريال | [ 253 ] |
| 2 | 2012          | وفاة الملك الأب نورودوم سيهانوك                                                | ورقة نقدية تظهر في وجهها صورة الملك الأب نورودوم سيهانوك وشعار كمبوديا ورأس أفعى ناغا الأسطورية، أما في ظهر الورقة النقدية فتظهر صورة قاعة العرش في القصر الملكي، عوامة على شكل بجعة تحمل جثمان الملك نورودوم سيهانوك. |            |            | 1000 ريال   | [ 254 ] |
| 3 | 2013          | الذكرى الستون لاستقلال كمبوديا                                                 | ورقة نقدية تظهر في وجهها صورة الملك نورودوم سيهانوك وشعار كمبوديا ورأس أفعى ناغا الأسطورية، أما في ظهر الورقة النقدية فتظهر صورة الملك نورودوم سيهانوك وهو يقود قواته لعبور النهر في ديسمبر 1953، مع صورة نصب الاستقلال في كمبوديا [الإنجليزية]. |            |            | 2000 ريال   | [ 255 ] |
| 4 | 2018          | الذكرى الستون للعلاقات بين كمبوديا والصين                                      | ورقة نقدية تظهر في وجهها صورة معبد برياه فيهير، أما في ظهر الورقة النقدية فتظهر صورة معبد أنغكور وات وفلاحين يعملون في حقل مع توشيح بمناسبة الإصدار، وتصميم الورقة النقدية يشبه تصميم الورقة النقدية غير التذكارية الصادرة عام 2007 وكذلك 2015 والتي تحمل ذات الفئة النقدية لكن من دون التوشيح.                                                                        |            |            | 2000 ريال   | [ 257 ] |
| 5 | 2019          | الذكرى الخامسة عشر لتتويج الملك نورودوم سيهاموني                               | ورقة نقدية تظهر في وجهها صورة الملك نورودوم سيهاموني وشعار كمبوديا ورأس أفعى ناغا الأسطورية، أما في ظهر الورقة النقدية فتظهر صورة الملك نورودوم سيهاموني مع والديه الملك نورودوم سيهانوك والملكة نورودوم مونينياث مع صورة نصب نصر-نصر [الإنجليزية] ونصب آخر يتشكل من فيل ثلاثي الرؤوس يحمل جارودا يحمل بجعة.                                                           |            |            | 15000 ريال  | [ 258 ] |
| 6 | 2021          | الذكرى الثلاثون لاتفاقية باريس للسلام 1991                                     | ورقة نقدية تظهر في وجهها صورة الملك نورودوم سيهانوك أثناء خطابه في اتفاقية باريس للسلام 1991 مع صورة ورأس أفعى ناغا الأسطورية، أما في ظهر الورقة النقدية فتظهر صورة مع الملك نورودوم سيهانوك هون سين مع صورة قاعة العرش في القصر الملكي وصورة نصب الاستقلال في كمبوديا [الإنجليزية] وبرج إيفل.                                                                         |            |            | 15000 ريال  | [ 259 ] |
| 7 | 2024          | الذكرى العشرون لتتويج الملك نورودوم سيهاموني (29 أكتوبر 2004 - 29 أكتوبر 2024) | ورقة نقدية تظهر في وجهها صورة الملك نورودوم سيهاموني مع صورة والدته الملكة نورودوم مونينياث مع صورة ورأس أفعى ناغا الأسطورية من معبد بانتيي سامري [الإنجليزية]، أما في ظهر الورقة النقدية فتظهر صورة الملك نورودوم سيهاموني مع صورة تمثال من أربع وجوه للبوداسف أفالوكيتسافارا ومعبد بايون [الإنجليزية] وصورة تمثال أفعى ناغا الأسطورية في معبد وات فنوم [الإنجليزية]. |            |            | 200000 ريال | [ 260 ] |

## كوريا الجنوبية
أصدرت الورقة النقدية التذكارية التالية من دولة كوريا الجنوبية:
| # | تاريخ الإصدار | مناسبة الإصدار                               | الوصف | صورة الوجه | صورة العكس | القيمة   | المصادر |
| - | ------------- | -------------------------------------------- | --- | ---------- | ---------- | -------- | ------- |
| 1 | 2018          | الألعاب الأولمبية الشتوية 2018 في بيونغتشانغ | ورقة نقدية يظهر في وجهها رياضيان يتسابقان في رياضة التزلج على الجليد أما ظهر الورقة النقدية فتصميمه طولي تظهر فيه صورة ببر. |            |            | 2000 وون | [ 261 ] |

## كوريا الشمالية

### الإصدارات التذكارية
أصدرت الأوراق النقدية التذكارية التالية من دولة كوريا الشمالية:
| #  | تاريخ الإصدار | مناسبة الإصدار                                                       | الوصف | صورة الوجه | صورة العكس | القيمة   | المصادر |
| -- | ------------- | -------------------------------------------------------------------- | --- | ---------- | ---------- | -------- | ------- |
| 1  | 2005          | الذكرى الستون لتأسيس جمهورية كوريا الديمقراطية الشعبية (1945 - 2005) | ورقة نقدية تظهر في وجهها صورة ورود مغنولية سيبولدية، وهي الورود الوطنية لكوريا الشمالية، أما في ظهر الورقة النقدية فيظهر الرقم "200"، والورقة النقدية تشبه الإصدار النقدي غير التذكارية لذات الورقة النقدية الصادر سنة 2005 لكن مع إضافة توشيح في وجه الورقة النقدية بمناسبة الإصدار. |            |            | 200 وون  | [ 263 ] |
| 2  | 2005          | الذكرى الستون لتأسيس جمهورية كوريا الديمقراطية الشعبية (1945 - 2005) | ورقة نقدية تظهر في وجهها صورة قصر شمس كمسوسان أو "ضريح كيم إل سونغ" في بيونغيانغ، أما في ظهر الورقة النقدية فتظهر صورة جسر تشونغريو [الإنجليزية] في بيونغيانغ أيضا. والورقة النقدية تشبه الإصدارات النقدية غير التذكارية لذات الورقة النقدية الصادر بين عامي 1998 و 2007 (مع اختلاف في درجات الألوان) لكن مع إضافة توشيح في وجه الورقة النقدية بمناسبة الإصدار.                                 |            |            | 500 وون  | [ 265 ] |
| 3  | 2005          | الذكرى الستون لتأسيس جمهورية كوريا الديمقراطية الشعبية (1945 - 2005) | ورقة نقدية تظهر في وجهها صورة كيم إل سونغ وشعار كوريا الشمالية، أما في ظهر الورقة النقدية فتظهر صورة محل ميلاد كيم إل سونغ في مانغيونغدي. والورقة النقدية تشبه الإصدارات النقدية غير التذكارية لذات الورقة النقدية الصادرة بين عامي 2002 و 2006 لكن مع إضافة توشيح في وجه الورقة النقدية بمناسبة الإصدار.                                                                                       |            |            | 1000 وون | [ 267 ] |
| 4  | 2005          | الذكرى الستون لتأسيس جمهورية كوريا الديمقراطية الشعبية (1945 - 2005) | ورقة نقدية تظهر في وجهها صورة كيم إل سونغ وشعار كوريا الشمالية، أما في ظهر الورقة النقدية فتظهر صورة محل ميلاد كيم إل سونغ في مانغيونغدي. والورقة النقدية تشبه الإصدارات النقدية غير التذكارية لذات الورقة النقدية الصادر بين عامي 2002 و 2006 لكن مع إضافة توشيح في وجه الورقة النقدية بمناسبة الإصدار.                                                                                        |            |            | 5000 وون | [ 269 ] |
| 5  | 2007          | الذكرى الخامسة والتعسون لميلاد كيم إل سونغ (1912 - 2007)             | ورقة نقدية تظهر في وجهها صورة فتاة كورية تحمل باقة ورد، أما في ظهر الورقة النقدية فتظهر صورة جبل كومغانغ [الإنجليزية]، والورقة النقدية مؤرخة بسنة 1992 لكونها في الأصل تطابق إصدار ذلك العام لكن أضيف إليها توشيح بمناسبة الإصدار. |            |            | وون واحد | [ 271 ] |
| 6  | 2007          | الذكرى الخامسة والتعسون لميلاد كيم إل سونغ (1912 - 2007)             | ورقة نقدية تظهر في وجهها صورة طلبة ومبنى جامعة كم إل سونغ وقصر مانغيونغدي للأطفال [الإنجليزية]، أما في ظهر الورقة النقدية فتظهر صورة دار الدراسات الشعبية الكبرى [الإنجليزية] في بيونغيانغ. والورقة النقدية مؤرخة بسنة 1998 لكونها في الأصل تطابق إصدار ذلك العام لكن أضيف إليها توشيح بمناسبة الإصدار.                                                                                         |            |            | 5 وون    | [ 273 ] |
| 7  | 2007          | الذكرى الخامسة والتعسون لميلاد كيم إل سونغ (1912 - 2007)             | ورقة نقدية تظهر في وجهها صورة عامل ومصنع وتمثال تشوليما [الإنجليزية] في بيونغيانغ ("تشوليما" أو تشيانليما [الإنجليزية] كذلك يسمى حصان الألف ري [الإنجليزية])، أما في ظهر الورقة النقدية فتظهر صورة جزيرة بيدو [الإنجليزية] وسدة البحر الغربي [الإنجليزية] وبواباته على نهر تايدونغ. والورقة النقدية مؤرخة بسنة 1998 لكونها في الأصل تطابق إصدار ذلك العام لكن أضيف إليها توشيح بمناسبة الإصدار. |            |            | 10 وون   | [ 275 ] |
| 8  | 2007          | الذكرى الخامسة والتعسون لميلاد كيم إل سونغ (1912 - 2007)             | ورقة نقدية تظهر في وجهها صورة برج جوتشي ورجلان أعضاء في الحزب الحاكم في كوريا الشمالية وامرأة فلاحة، أما في ظهر الورقة النقدية فتظهر صورة جبل بايكتو. والورقة النقدية مؤرخة بسنة 1992 لكونها في الأصل تطابق إصدار ذلك العام لكن أضيف إليها توشيح بمناسبة الإصدار. |            |            | 50 وون   | [ 277 ] |
| 9  | 2007          | الذكرى الخامسة والتعسون لميلاد كيم إل سونغ (1912 - 2007)             | ورقة نقدية تظهر في وجهها صورة كيم إل سونغ وشعار كوريا الشمالية، أما في ظهر الورقة النقدية فتظهر صورة محل ميلاد كيم إل سونغ في مانغيونغدي. والورقة النقدية مؤرخة بسنة 1992 لكونها في الأصل تطابق إصدار ذلك العام لكن أضيف إليها توشيح بمناسبة الإصدار. |            |            | 100 وون  | [ 279 ] |
| 10 | 2007          | الذكرى الخامسة والتعسون لميلاد كيم إل سونغ (1912 - 2007)             | ورقة نقدية تظهر في وجهها صورة ورود مغنولية سيبولدية، وهي الورود الوطنية لكوريا الشمالية، أما في ظهر الورقة النقدية فيظهر الرقم "200"، والورقة النقدية تشبه الإصدار النقدي غير التذكارية لذات الورقة النقدية الصادر سنة 2005 لكن مع إضافة توشيح في وجه الورقة النقدية بمناسبة الإصدار. |            |            | 200 وون  | [ 280 ] |
| 11 | 2007          | الذكرى الخامسة والتعسون لميلاد كيم إل سونغ (1912 - 2007)             | ورقة نقدية تظهر في وجهها صورة قصر شمس كمسوسان أو "ضريح كيم إل سونغ" في بيونغيانغ، أما في ظهر الورقة النقدية فتظهر صورة جسر تشونغريو [الإنجليزية] في بيونغيانغ أيضا. والورقة النقدية تشبه الإصدارات النقدية غير التذكارية لذات الورقة النقدية الصادر بين عامي 1998 و 2007 (مع اختلاف في درجات الألوان) لكن مع إضافة توشيح في وجه الورقة النقدية بمناسبة الإصدار.                                 |            |            | 500 وون  | [ 281 ] |
| 12 | 2007          | الذكرى الخامسة والتعسون لميلاد كيم إل سونغ (1912 - 2007)             | ورقة نقدية تظهر في وجهها صورة كيم إل سونغ وشعار كوريا الشمالية، أما في ظهر الورقة النقدية فتظهر صورة محل ميلاد كيم إل سونغ في مانغيونغدي. والورقة النقدية مؤرخة بتاريخ 2006 لكونها تشبه الإصدارات النقدية غير التذكارية لذات الورقة النقدية الصادرة بين عامي 2002 و 2006 لكن مع إضافة توشيح في وجه الورقة النقدية بمناسبة الإصدار.                                                              |            |            | 1000 وون | [ 282 ] |
| 13 | 2007          | الذكرى الخامسة والتعسون لميلاد كيم إل سونغ (1912 - 2007)             | ورقة نقدية تظهر في وجهها صورة كيم إل سونغ وشعار كوريا الشمالية، أما في ظهر الورقة النقدية فتظهر صورة محل ميلاد كيم إل سونغ في مانغيونغدي. والورقة النقدية مؤرخة بتاريخ 2006 لكونها تشبه الإصدارات النقدية غير التذكارية لذات الورقة النقدية الصادرة بين عامي 2002 و 2006 لكن مع إضافة توشيح في وجه الورقة النقدية بمناسبة الإصدار.                                                              |            |            | 5000 وون | [ 283 ] |

### إصدارات خاصة بهواة جمع العملات
| #  | تاريخ الإصدار | مناسبة الإصدار | الوصف | صورة الوجه | صورة العكس | القيمة   | المصادر                 |
| -- | ------------- | --- | --- | ---------- | ---------- | -------- | ----------------------- |
| 1  | 1978          | نماذج إصدار عام 1978                                                                                                | ورقة نقدية موشحة بعبارة باللغة الكورية تعني "نموذج"، وهي مطابقة للورقة النقدية الصادرة نفس العام، تظهر في وجهها صورة ظابط جيش وامرأة تلعب رياضة الجمباز وطفل ينفخ في بوق وطفلة تحمل باقة ورد، أما في ظهر الورقة النقدية فتظهر صورة امرأة تحمل وردا وجندي وجندية. |            |            | وون واحد | [ 284 ]                 |
| 2  | 1978          | نماذج إصدار عام 1978                                                                                                | ورقة نقدية موشحة بعبارة باللغة الكورية تعني "نموذج"، وهي مطابقة للورقة النقدية الصادرة نفس العام، تظهر في وجهها صورة عامل وفلاحة ومصانع، أما في ظهر الورقة النقدية فتظهر صورة جبل كومغانغ [الإنجليزية]. |            |            | 5 وون    | [ 285 ]                 |
| 3  | 1978          | نماذج إصدار عام 1978                                                                                                | ورقة نقدية موشحة بعبارة باللغة الكورية تعني "نموذج"، وهي مطابقة للورقة النقدية الصادرة نفس العام، تظهر في وجهها صورة تمثال تشوليما [الإنجليزية] في بيونغيانغ ("تشوليما" أو تشيانليما [الإنجليزية] كذلك يسمى حصان الألف ري [الإنجليزية])، أما في ظهر الورقة النقدية فتظهر صورة مجمع تشوليما للفولاذ [الإنجليزية]. |            |            | 10 وون   | [ 286 ]                 |
| 4  | 1978          | نماذج إصدار عام 1978                                                                                                | ورقة نقدية موشحة بعبارة باللغة الكورية تعني "نموذج"، وهي مطابقة للورقة النقدية الصادرة نفس العام، تظهر في وجهها صورة فلاحة تحمل حزمة من سنابل القمح ورجل مع جندي يرفعان شعلة ورجل من الحزب الحاكم يحمل كتابا، أما في ظهر الورقة النقدية فتظهر صورة بحيرة. |            |            | 50 وون   | [ 287 ]                 |
| 5  | 1978          | نماذج إصدار عام 1978                                                                                                | ورقة نقدية موشحة بعبارة باللغة الكورية تعني "نموذج"، وهي مطابقة للورقة النقدية الصادرة نفس العام، تظهر في وجهها صورة كيم إل سونغ وشعار كوريا الشمالية، أما في ظهر الورقة النقدية فتظهر صورة محل ميلاد كيم إل سونغ في مانغيونغدي. |            |            | 100 وون  | [ 288 ]                 |
| 6  | 2000          | الذكرى الخامسة والخمسون لتأسيس حزب العمال الكوري (1945 - 2000)                                                      | ورقة نقدية من إصدار عام 1978 موشحة بعبارة بمناسبة الذكرى الخامسة والخمسون لتأسيس حزب العمال الكوري، وقد أصدر من الورقة النقدية أكثر من إصدار تختلف في لون كتابة التوشيح، وقد ظهر قسم منها باللغة الكورية وقسم آخر باللغة الإنجليزية، تظهر في وجهها صورة ظابط جيش وامرأة تلعب رياضة الجمباز وطفل ينفخ في بوق وطفلة تحمل باقة ورد، أما في ظهر الورقة النقدية فتظهر صورة امرأة تحمل وردا وجندي وجندية، كما أضيف في ظهر الورقة النقدية أختام مطبوعة مختلفة.                                                                 |            |            | وون واحد | [ 289 ]                 |
| 7  | 2000          | الذكرى الخامسة والخمسون لتأسيس حزب العمال الكوري (1945 - 2000)                                                      | ورقة نقدية من إصدار عام 1978 موشحة بعبارة بمناسبة الذكرى الخامسة والخمسون لتأسيس حزب العمال الكوري، وقد أصدر من الورقة النقدية أكثر من إصدار تختلف في لون كتابة التوشيح، وقد ظهر قسم منها باللغة الكورية وقسم آخر باللغة الإنجليزية، تظهر في وجهها صورة عامل وفلاحة ومصانع، أما في ظهر الورقة النقدية فتظهر صورة جبل كومغانغ [الإنجليزية]، كما أضيف في ظهر الورقة النقدية أختام مطبوعة مختلفة. |            |            | 5 وون    | [ 290 ]                 |
| 8  | 2000          | الذكرى الخامسة والخمسون لتأسيس حزب العمال الكوري (1945 - 2000)                                                      | ورقة نقدية من إصدار عام 1978 موشحة بعبارة بمناسبة الذكرى الخامسة والخمسون لتأسيس حزب العمال الكوري، وقد أصدر من الورقة النقدية أكثر من إصدار تختلف في لون كتابة التوشيح، وقد ظهر قسم منها باللغة الكورية وقسم آخر باللغة الإنجليزية، تظهر في وجهها صورة تمثال تشوليما [الإنجليزية] في بيونغيانغ ("تشوليما" أو تشيانليما [الإنجليزية] كذلك يسمى حصان الألف ري [الإنجليزية])، أما في ظهر الورقة النقدية فتظهر صورة مجمع تشوليما للفولاذ [الإنجليزية]، كما أضيف في ظهر الورقة النقدية أختام مطبوعة مختلفة.                 |            |            | 10 وون   | [ 291 ]                 |
| 9  | 2000          | الذكرى الخامسة والخمسون لتأسيس حزب العمال الكوري (1945 - 2000)                                                      | ورقة نقدية من إصدار عام 1978 موشحة بعبارة بمناسبة الذكرى الخامسة والخمسون لتأسيس حزب العمال الكوري، وقد أصدر من الورقة النقدية أكثر من إصدار تختلف في لون كتابة التوشيح، وقد ظهر قسم منها باللغة الكورية وقسم آخر باللغة الإنجليزية، تظهر في وجهها صورة فلاحة تحمل حزمة من سنابل القمح ورجل مع جندي يرفعان شعلة ورجل من الحزب الحاكم يحمل كتابا، أما في ظهر الورقة النقدية فتظهر صورة بحيرة، كما أضيف في ظهر الورقة النقدية أختام مطبوعة مختلفة.                                                                        |            |            | 50 وون   | [ 292 ] [ 293 ] [ 294 ] |
| 10 | 2002          | الذكرى التسعون لعطلة يوم الشمس (15 أبريل 1912 - 2002)                                                               | ورقة نقدية من إصدار عام 1978 موشحة بعبارة باللغة الكورية بمناسبة الذكرى التسعون لعطلة يوم الشمس، تظهر في وجهها صورة ظابط جيش وامرأة تلعب رياضة الجمباز وطفل ينفخ في بوق وطفلة تحمل باقة ورد، أما في ظهر الورقة النقدية فتظهر صورة امرأة تحمل وردا وجندي وجندية، كما أضيف في ظهر الورقة النقدية أختام مطبوعة. |            |            | وون واحد | [ 295 ]                 |
| 11 | 2002          | الذكرى التسعون لعطلة يوم الشمس (15 أبريل 1912 - 2002)                                                               | ورقة نقدية من إصدار عام 1978 موشحة بعبارة بمناسبة الذكرى التسعون لعطلة يوم الشمس، وقد أصدر من الورقة النقدية أكثر من إصدار تختلف في لون كتابة التوشيح، تظهر في وجهها صورة عامل وفلاحة ومصانع، أما في ظهر الورقة النقدية فتظهر صورة جبل كومغانغ [الإنجليزية]، كما أضيف في ظهر الورقة النقدية أختام مطبوعة مختلفة. |            |            | 5 وون    | [ 296 ]                 |
| 12 | 2002          | الذكرى التسعون لعطلة يوم الشمس (15 أبريل 1912 - 2002)                                                               | ورقة نقدية من إصدار عام 1978 موشحة بعبارة باللغة الكورية بمناسبة الذكرى التسعون لعطلة يوم الشمس، تظهر في وجهها صورة تمثال تشوليما [الإنجليزية] في بيونغيانغ ("تشوليما" أو تشيانليما [الإنجليزية] كذلك يسمى حصان الألف ري [الإنجليزية])، أما في ظهر الورقة النقدية فتظهر صورة مجمع تشوليما للفولاذ [الإنجليزية]، كما أضيف في ظهر الورقة النقدية أختام مطبوعة مختلفة. |            |            | 10 وون   | [ 297 ]                 |
| 13 | 2002          | الذكرى التسعون لعطلة يوم الشمس (15 أبريل 1912 - 2002)                                                               | ورقة نقدية من إصدار عام 1978 موشحة بعبارة بمناسبة الذكرى التسعون لعطلة يوم الشمس، وقد أصدر من الورقة النقدية أكثر من إصدار تختلف في لون كتابة التوشيح، وقد ظهر قسم منها باللغة الكورية وقسم آخر باللغة الإنجليزية، تظهر في وجهها صورة فلاحة تحمل حزمة من سنابل القمح ورجل مع جندي يرفعان شعلة ورجل من الحزب الحاكم يحمل كتابا، أما في ظهر الورقة النقدية فتظهر صورة بحيرة، كما أضيف في ظهر الورقة النقدية أختام مطبوعة مختلفة.                                                                                          |            |            | 50 وون   | [ 298 ]                 |
| 14 | 2002          | الذكرى التسعون لميلاد كيم إل سونغ (15 أبريل 1912 - 2002)                                                            | ورقة نقدية من إصدار عام 1978 موشحة بعبارة بمناسبة الذكرى التسعون لميلاد كيم إل سونغ، وقد أصدر من الورقة النقدية أكثر من إصدار تختلف في لون كتابة التوشيح، وقد ظهر قسم منها باللغة الكورية وقسم آخر باللغة الإنجليزية، تظهر في وجهها صورة ظابط جيش وامرأة تلعب رياضة الجمباز وطفل ينفخ في بوق وطفلة تحمل باقة ورد، أما في ظهر الورقة النقدية فتظهر صورة امرأة تحمل وردا وجندي وجندية، كما أضيف في ظهر الورقة النقدية أختام مطبوعة.                                                                                       |            |            | وون واحد | [ 299 ]                 |
| 15 | 2002          | الذكرى التسعون لميلاد كيم إل سونغ (15 أبريل 1912 - 2002)                                                            | ورقة نقدية من إصدار عام 1978 موشحة بعبارة بمناسبة الذكرى التسعون لميلاد كيم إل سونغ، وقد أصدر من الورقة النقدية أكثر من إصدار تختلف في لون كتابة التوشيح، وقد ظهر قسم منها باللغة الكورية وقسم آخر باللغة الإنجليزية، تظهر في وجهها صورة عامل وفلاحة ومصانع، أما في ظهر الورقة النقدية فتظهر صورة جبل كومغانغ [الإنجليزية]، كما أضيف في ظهر الورقة النقدية أختام مطبوعة مختلفة. |            |            | 5 وون    | [ 300 ]                 |
| 16 | 2002          | الذكرى التسعون لميلاد كيم إل سونغ (15 أبريل 1912 - 2002)                                                            | ورقة نقدية من إصدار عام 1978 موشحة بعبارة بمناسبة الذكرى التسعون لميلاد كيم إل سونغ، وقد أصدر من الورقة النقدية أكثر من إصدار تختلف في لون كتابة التوشيح، وقد ظهر قسم منها باللغة الكورية وقسم آخر باللغة الإنجليزية، تظهر في وجهها صورة تمثال تشوليما [الإنجليزية] في بيونغيانغ ("تشوليما" أو تشيانليما [الإنجليزية] كذلك يسمى حصان الألف ري [الإنجليزية])، أما في ظهر الورقة النقدية فتظهر صورة مجمع تشوليما للفولاذ [الإنجليزية]، كما أضيف في ظهر الورقة النقدية أختام مطبوعة مختلفة.                                |            |            | 10 وون   | [ 301 ]                 |
| 17 | 2002          | الذكرى التسعون لميلاد كيم إل سونغ (15 أبريل 1912 - 2002)                                                            | ورقة نقدية من إصدار عام 1978 موشحة بعبارة بمناسبة الذكرى التسعون لميلاد كيم إل سونغ، وقد أصدر من الورقة النقدية أكثر من إصدار تختلف في لون كتابة التوشيح، وقد ظهر قسم منها باللغة الكورية وقسم آخر باللغة الإنجليزية، تظهر في وجهها صورة فلاحة تحمل حزمة من سنابل القمح ورجل مع جندي يرفعان شعلة ورجل من الحزب الحاكم يحمل كتابا، أما في ظهر الورقة النقدية فتظهر صورة بحيرة، كما أضيف في ظهر الورقة النقدية أختام مطبوعة مختلفة.                                                                                       |            |            | 50 وون   | [ 302 ]                 |
| 18 | 2003          | الذكرى الخامسة والخمسون لتأسيس جمهورية كوريا الديمقراطية الشعبية (1948 - 2003)                                      | ورقة نقدية من إصدار عام 1978 موشحة بعبارة بمناسبة الذكرى الخامسة والخمسون لتأسيس جمهورية كوريا الديمقراطية الشعبية، وقد أصدر من الورقة النقدية أكثر من إصدار تختلف في لون كتابة التوشيح، وقد ظهر قسم منها باللغة الكورية وقسم آخر باللغة الإنجليزية، تظهر في وجهها صورة ظابط جيش وامرأة تلعب رياضة الجمباز وطفل ينفخ في بوق وطفلة تحمل باقة ورد، أما في ظهر الورقة النقدية فتظهر صورة امرأة تحمل وردا وجندي وجندية، كما أضيف في ظهر الورقة النقدية أختام مطبوعة.                                                        |            |            | وون واحد | [ 303 ]                 |
| 19 | 2003          | الذكرى الخامسة والخمسون لتأسيس جمهورية كوريا الديمقراطية الشعبية (1948 - 2003)                                      | ورقة نقدية من إصدار عام 1978 موشحة بعبارة بمناسبة الذكرى الخامسة والخمسون لتأسيس جمهورية كوريا الديمقراطية الشعبية، وقد أصدر من الورقة النقدية أكثر من إصدار تختلف في لون كتابة التوشيح، وقد ظهر قسم منها باللغة الكورية وقسم آخر باللغة الإنجليزية، تظهر في وجهها صورة عامل وفلاحة ومصانع، أما في ظهر الورقة النقدية فتظهر صورة جبل كومغانغ [الإنجليزية]، كما أضيف في ظهر الورقة النقدية أختام مطبوعة مختلفة. |            |            | 5 وون    | [ 304 ]                 |
| 20 | 2003          | الذكرى الخامسة والخمسون لتأسيس جمهورية كوريا الديمقراطية الشعبية (1948 - 2003)                                      | ورقة نقدية من إصدار عام 1978 موشحة بعبارة بمناسبة الذكرى الخامسة والخمسون لتأسيس جمهورية كوريا الديمقراطية الشعبية، وقد أصدر من الورقة النقدية أكثر من إصدار تختلف في لون كتابة التوشيح، وقد ظهر قسم منها باللغة الكورية وقسم آخر باللغة الإنجليزية، تظهر في وجهها صورة تمثال تشوليما [الإنجليزية] في بيونغيانغ ("تشوليما" أو تشيانليما [الإنجليزية] كذلك يسمى حصان الألف ري [الإنجليزية])، أما في ظهر الورقة النقدية فتظهر صورة مجمع تشوليما للفولاذ [الإنجليزية]، كما أضيف في ظهر الورقة النقدية أختام مطبوعة مختلفة. |            |            | 10 وون   | [ 305 ]                 |
| 21 | 2003          | الذكرى الخامسة والخمسون لتأسيس جمهورية كوريا الديمقراطية الشعبية (1948 - 2003)                                      | ورقة نقدية من إصدار عام 1978 موشحة بعبارة بمناسبة الذكرى الخامسة والخمسون لتأسيس جمهورية كوريا الديمقراطية الشعبية، وقد أصدر من الورقة النقدية أكثر من إصدار تختلف في لون كتابة التوشيح، وقد ظهر قسم منها باللغة الكورية وقسم آخر باللغة الإنجليزية، تظهر في وجهها صورة فلاحة تحمل حزمة من سنابل القمح ورجل مع جندي يرفعان شعلة ورجل من الحزب الحاكم يحمل كتابا، أما في ظهر الورقة النقدية فتظهر صورة بحيرة، كما أضيف في ظهر الورقة النقدية أختام مطبوعة مختلفة.                                                        |            |            | 50 وون   | [ 306 ]                 |
| 22 | 2012          | الذكرى المائة لميلاد كيم إل سونغ (15 أبريل 1912 - 2012)                                                             | ورقة نقدية من إصدار عام 2002 مع توشيح بمناسبة الإصدار، تظهر في وجه الورقة النقدية صورة شخصين من أعضاء حزب العمال الكوري، أما في ظهر الورقة النقدية فتظهر صورة سد كهرمائي. وقد أصدر من الورقة النقدية نسختين إحداهما بشريط أمان والآخر بدونه. |            |            | 5 وون    | [ 307 ]                 |
| 23 | 2012          | الذكرى المائة لميلاد كيم إل سونغ (15 أبريل 1912 - 2012)                                                             | ورقة نقدية من إصدار عام 2002 مع توشيح بمناسبة الإصدار، تظهر في وجه الورقة النقدية صورة ثلاثة جنود يمثلون القوة البرية والقوة البحرية والقوة الجوية، أما في ظهر الورقة النقدية فتظهر صورة النصب التذكاري لحرب تحرير الوطن المنتصرة [الإنجليزية] قرب بيونغيانغ. وقد أصدر من الورقة النقدية نسختين إحداهما بشريط أمان والآخر بدونه. |            |            | 10 وون   | [ 308 ]                 |
| 24 | 2012          | الذكرى المائة لميلاد كيم إل سونغ (15 أبريل 1912 - 2012)                                                             | ورقة نقدية من إصدار عام 2002 مع توشيح بمناسبة الإصدار، تظهر في وجه الورقة النقدية صورة ثلاثة من الشباب (اثنان من الذكور وشابة أنثى)، أما في ظهر الورقة النقدية فتظهر صورة النصب التذكاري لتأسيس حزب العمال الكوري [الإنجليزية] قرب بيونغيانغ. وقد أصدر من الورقة النقدية نسختين إحداهما بشريط أمان والآخر بدونه. |            |            | 50 وون   | [ 309 ]                 |
| 25 | 2012          | الذكرى المائة لميلاد كيم إل سونغ (15 أبريل 1912 - 2012)                                                             | ورقة نقدية من إصدار عام 2002 مع توشيح بمناسبة الإصدار، تظهر في وجه الورقة النقدية صورة ورود مغنولية سيبولدية، وهي الورود الوطنية لكوريا الشمالية، أما في ظهر الورقة النقدية فيظهر الرقم "100". وقد أصدر من الورقة النقدية نسختين تختلف في تأثر النص الكوري في الزاوية السفلى اليسرى في وجه الورقة النقدية بالأشعة فوق البنفسجية. |            |            | 100 وون  | [ 310 ]                 |
| 26 | 2012          | الذكرى المائة لميلاد كيم إل سونغ (15 أبريل 1912 - 2012)                                                             | ورقة نقدية من إصدار عام 2002 مع توشيح بمناسبة الإصدار، تظهر في وجهها صورة تمثال تشوليما [الإنجليزية] في بيونغيانغ ("تشوليما" أو تشيانليما [الإنجليزية] كذلك يسمى حصان الألف ري [الإنجليزية])، أما في ظهر الورقة النقدية فيظهر الرقم "200". وقد أصدر من الورقة النقدية نسختين تختلف في تأثر الرقم "200" في الزاوية السفلى اليسرى في وجه الورقة النقدية بالأشعة فوق البنفسجية. |            |            | 200 وون  | [ 311 ]                 |
| 27 | 2012          | الذكرى المائة لميلاد كيم إل سونغ (15 أبريل 1912 - 2012)                                                             | ورقة نقدية من إصدار عام 2002 مع توشيح بمناسبة الإصدار، تظهر في وجه الورقة النقدية صورة قوس النصر في بيونغيانغ، أما في ظهر الورقة النقدية فيظهر الرقم "500". وقد أصدر من الورقة النقدية نسختين إحداها تحتوي على ألياف فلورية والأخرى لا تحتوي هذا النوع من الألياف. |            |            | 500 وون  | [ 312 ]                 |
| 28 | 2012          | الذكرى المائة لميلاد كيم إل سونغ (15 أبريل 1912 - 2012)                                                             | ورقة نقدية من إصدار عام 2002 مع توشيح بمناسبة الإصدار، تظهر في وجه الورقة النقدية صورة محل ميلاد كيم إل سونغ في مانغيونغدي، أما في ظهر الورقة النقدية فتظهر صورة حديقة. وقد أصدر من الورقة النقدية نسختين إحداها تحتوي على ألياف فلورية والأخرى لا تحتوي هذا النوع من الألياف. |            |            | 1000 وون | [ 313 ]                 |
| 29 | 2012          | الذكرى المائة لميلاد كيم إل سونغ (15 أبريل 1912 - 2012)                                                             | ورقة نقدية من إصدار عام 2002 مع توشيح بمناسبة الإصدار، تظهر في وجه الورقة النقدية صورة كوخ خشبي وراءه غابة وجبل، أما في ظهر الورقة النقدية فتظهر صورة تضاريس مختلفة من جبل وسهل وأشجار. وقد أصدر من الورقة النقدية نسختين إحداها تحتوي على ألياف فلورية والأخرى لا تحتوي هذا النوع من الألياف. |            |            | 2000 وون | [ 314 ]                 |
| 30 | 2012          | الذكرى المائة لميلاد كيم إل سونغ (15 أبريل 1912 - 2012)                                                             | ورقة نقدية من إصدار عام 2002 مع توشيح بمناسبة الإصدار، تظهر في وجه الورقة النقدية صورة كيم إل سونغ، أما في ظهر الورقة النقدية فتظهر صورة محل ميلاد كيم إل سونغ في مانغيونغدي. وقد أصدر من الورقة النقدية نسختين إحداها تحتوي على ألياف فلورية والرقم 2000 في أعلى يمين وجه الورقة النقدية يتأثر بالأشعة فوق البنفسجية والأخرى لا تحتوي على ألياف فلورية ولا يتأثر الرقم 2000 في أعلى يمين وجه الورقة النقدية بالأشعة فوق البنفسجية.                                                                                     |            |            | 5000 وون | [ 315 ]                 |
| 31 | 2013          | الذكرى المائة لميلاد كيم إل سونغ (15 أبريل 1912 - 2012)                                                             | ورقة نقدية من إصدار عام 2002 مع توشيح بمناسبة الإصدار، تظهر في وجه الورقة النقدية صورة محل ميلاد كيم إل سونغ في مانغيونغدي، أما في ظهر الورقة النقدية فتظهر صورة معرض الصداقة الدولية في جبل ميوهيانغ [الإنجليزية]. وقد أصدر من الورقة النقدية نسختين إحداها تحتوي على الرقمين "1912 - 2012" تحت التوشيح والأخرى لا تحتوي على الرقمين. |            |            | 5000 وون | [ 316 ]                 |
| 32 | 2015          | الذكرى السبعون لتأسيس حزب العمال الكوري (1945 - 2015)                                                               | ورقة نقدية من إصدار عام 2013 مع توشيح بمناسبة الإصدار، تظهر في وجه الورقة النقدية صورة محل ميلاد كيم إل سونغ في مانغيونغدي، أما في ظهر الورقة النقدية فتظهر صورة معرض الصداقة الدولية في جبل ميوهيانغ [الإنجليزية]. |            |            | 5000 وون | [ 317 ]                 |
| 33 | 2017          | الذكرى المائة لولادة كم جونغ سك (1917 - 2017)                                                                       | ورقة نقدية من إصدار عام 2013 مع توشيح بمناسبة الذكرى المائة لولادة كم جونغ سك، وهي الزوجة الأولى لكيم إل سونغ، تظهر في وجه الورقة النقدية صورة محل ميلاد كيم إل سونغ في مانغيونغدي، أما في ظهر الورقة النقدية فتظهر صورة معرض الصداقة الدولية في جبل ميوهيانغ [الإنجليزية]. |            |            | 5000 وون | [ 318 ]                 |
| 34 | 2018          | الذكرى السبعون لتأسيس جمهورية كوريا الديمقراطية الشعبية (1948 - 2018)                                               | ورقة نقدية من إصدار عام 2008 مع توشيح بمناسبة الإصدار، تظهر في وجه الورقة النقدية صورة ثلاثة من الشباب (اثنان من الذكور وشابة أنثى)، أما في ظهر الورقة النقدية فتظهر صورة النصب التذكاري لتأسيس حزب العمال الكوري [الإنجليزية] قرب بيونغيانغ. |            |            | 50 وون   | [ 319 ]                 |
| 35 | 2018          | الذكرى السبعون لتأسيس جمهورية كوريا الديمقراطية الشعبية (1948 - 2018)                                               | ورقة نقدية من إصدار عام 2008 مع توشيح بمناسبة الإصدار، تظهر في وجهها صورة تمثال تشوليما [الإنجليزية] في بيونغيانغ ("تشوليما" أو تشيانليما [الإنجليزية] كذلك يسمى حصان الألف ري [الإنجليزية])، أما في ظهر الورقة النقدية فيظهر الرقم "200". |            |            | 200 وون  | [ 320 ]                 |
| 36 | 2018          | الذكرى السبعون لتأسيس جمهورية كوريا الديمقراطية الشعبية (1948 - 2018)                                               | ورقة نقدية من إصدار عام 2008 مع توشيح بمناسبة الإصدار، تظهر في وجه الورقة النقدية صورة قوس النصر في بيونغيانغ، أما في ظهر الورقة النقدية فيظهر الرقم "500". |            |            | 500 وون  | [ 321 ]                 |
| 37 | 2018          | الذكرى السبعون لتأسيس جمهورية كوريا الديمقراطية الشعبية (1948 - 2018)                                               | تظهر في وجه الورقة النقدية صورة محل ميلاد كيم إل سونغ في مانغيونغدي، أما في ظهر الورقة النقدية فتظهر صورة حديقة. |            |            | 1000 وون | [ 322 ]                 |
| 38 | 2018          | الذكرى السبعون لتأسيس جمهورية كوريا الديمقراطية الشعبية (1948 - 2018)                                               | ورقة نقدية من إصدار عام 2008 مع توشيح بمناسبة الإصدار، تظهر في وجه الورقة النقدية صورة كوخ خشبي وراءه غابة وجبل، أما في ظهر الورقة النقدية فتظهر صورة تضاريس مختلفة من جبل وسهل وأشجار. |            |            | 2000 وون | [ 323 ]                 |
| 39 | 2019          | الذكرى السبعون لبدء العلاقات الدبلوماسية بين جمهورية الصين الشعبية وجمهورية كوريا الديمقراطية الشعبية (1949 - 2019) | ورقة نقدية من إصدار عام 2013 مع توشيح بالمناسبة، تظهر في وجه الورقة النقدية صورة محل ميلاد كيم إل سونغ في مانغيونغدي، أما في ظهر الورقة النقدية فتظهر صورة معرض الصداقة الدولية في جبل ميوهيانغ [الإنجليزية]. |            |            | 5000 وون | [ 324 ]                 |

## الكويت
أصدرت الأوراق النقدية التذكارية التالية من دولة الكويت:
| # | تاريخ الإصدار  | مناسبة الإصدار               | الوصف | صورة الوجه | صورة العكس | القيمة     | المصادر |
| - | -------------- | ---------------------------- | --- | ---------- | ---------- | ---------- | ------- |
| 1 | 1991           | تحرير الكويت                 | ورقة مكتوب عليها عبارة "ورقة تذكارية صادرة بمناسبة ذكرى تحرير دولة الكويت 26 فبراير 1991م - هذه الورقة ليست عملة قانونية" مع خريطة الكويت وشعار دولة الكويت وأسماء الدول التي شاركت في حرب تحرير الكويت باللغتين العربية والإنجليزية، وفي ظهر الورقة صورة أشخاص أحدهم يثبل رأس جندي وصورة جمال. |            |            | دينار واحد | [ 325 ] |
| 2 | 26 فبراير 1993 | الذكرى الثانية لتحرير الكويت | ورقة تشبه الإصدار السابق مع اختلاف في الألوان |            |            | دينار واحد | [ 325 ] |
| 3 | 26 فبراير 2001 | الذكرى العاشرة لتحرير الكويت | ورقة مكتوب عليها عبارة "ورقة تذكارية صادرة بمناسبة ذكرى تحرير دولة الكويت 26 فبراير 1991م" وعبارة "ليست عملة قانونية" وفي ظهر العملة يظهر علم الكويت يحمله جندي مع معالم الكويت وشخص يحمل سلاحا.                                                                                                |            |            | دينار واحد | [ 326 ] |

## لاوس
أصدرت الورقتان النقديتان التذكاريتان التاليتان من دولة لاوس:
| # | تاريخ الإصدار | مناسبة الإصدار | الوصف | صورة الوجه | صورة العكس | القيمة     | المصادر |
| - | ------------- | --- | --- | ---------- | ---------- | ---------- | ------- |
| 1 | 1957          | الذكرى ألفان وخمسمائة على عهد بوذا | ورقة نقدية تظهر في وجهها صورة الرئيس سيسافانغ فونغ وصورة معبد هاو فرا كيو [الإنجليزية] في فيينتيان، أما في ظهرها فتظهر صورة فا ذات لوانج في فيينتيان أيضا.   |            |            | 500 كيب    | [ 327 ] |
| 2 | 2010          | الذكرى الأربعمائة وخمسون على تأسيس فيينتيان والذكرى الخامسة والثلاثون على تأسيس جمهورية لاوس الديمقراطية الشعبية بعد سيطرة الباثيت لاو على الحكم والإطاحة بالملك سيسافانغ فاثانا. | ورقة نقدية تظهر في وجهها صورة تمثال الملك ستاتيرات [الإنجليزية] وفا ذات لوانج وزهرة دوك تشامبا وناغا، أما في ظهرها فتظهر صورة معبد هاو فرا كيو [الإنجليزية]. |            |            | 100000 كيب | [ 328 ] |

## لبنان
أصدرت الأوراق النقدية التذكارية التالية من لبنان:
| # | تاريخ الإصدار | مناسبة الإصدار                                               | الوصف | صورة الوجه | صورة العكس | القيمة      | المصادر |
| - | ------------- | ------------------------------------------------------------ | --- | ---------- | ---------- | ----------- | ------- |
| 1 | 2013          | 70 عاما على استقلال لبنان                                    | ورقة نقدية يغلب عليها اللون الأزرق يظهر في وجه الورقة صورة قلعة راشيا أو قلعة الاستقلال وعبارة "70 عاما على الاستقلال" وألوان علم لبنان وفي ظهر الورقة علم لبنان وخريطته وعبارتي "بره" و"بحره"، علما أن ظهر العملة باللغة الفرنسية وقد كتبت كلمة "Independence" والتي تعني الاستقلال حسب التهجئة الإنجليزية وليس "Independance" حسب التهجئة الفرنسية، وعزا مصرف لبنان الخطأ إلى شركة الطباعة. |            |            | 50000 ليرة  | [ 329 ] |
| 2 | 31 مارس 2014  | الذكرى الخمسون لتأسيس مصرف لبنان                             | ورقة نقدية في وجهها رقم 50 وصورة المبنى القديم لمصرف لبنان وفي ظهرها صورة المبنى الجديد لمصرف لبنان ورقم 50 وسنوات 1964 - 2014 |            |            | 50000 ليرة  | [ 330 ] |
| 3 | 2015          | العيد السبعون للجيش اللبناني                                 | ورقة نقدية نوع بوليمر تظهر عبارة "العيد السبعون للجيش اللبناني" في وجه العملة مع صورة جندي يحمل علم لبنان أما ظهر العملة فتصميمها طولي فتظهر شجرة أرز وجندي ورقم 70 وسنوات 1945 - 2015 |            |            | 50000 ليرة  | [ 331 ] |
| 4 | 1 سبتمبر 2020 | الذكرى المئوية لتأسيس دولة لبنان الكبير تحت الانتداب الفرنسي | تظهر في وجه العملة صورة كنيسة القديس يوحنا مرقس مدينة جبيل وساعة ساحة النجمة في وسط بيروت وشجرة أرز أما في ظهر العملة فتظهر صورة صخرة الروشة وسفينة فينيقية |            |            | 100000 ليرة | [ 332 ] |

## ماكاو
تصدر مصارف مختلفة عملة ماكاو، وهذه المصارف أصدرت عملات تذكارية مختلفة:

### إصدارات بنك الصين
| #  | تاريخ الإصدار | مناسبة الإصدار                                           | الوصف | صورة الوجه | صورة العكس | القيمة     | المصادر |
| -- | ------------- | -------------------------------------------------------- | --- | ---------- | ---------- | ---------- | ------- |
| 1  | 3 مايو 2008   | الألعاب الأولمبية الصيفية في بكين عام 2008               | ورقة نقدية تظهر في وجهها صورة مبنى بنك الصين في ماكاو [الإنجليزية] مع صورة عمود إغريقي وشعار بطولة الألعاب الأولمبية الصيفية في بكين، أما في ظهر الورقة النقدية فتظهر صورة ملعب بكين الوطني                                                                                                  |            |            | 20 باتاكا  | [ 333 ] |
| 2  | 1 يناير 2012  | عام التنين (2012)                                        | ورقة نقدية ضمن سلسلة الأبراج الصينية الأثني عشر، تظهر في وجهها صورة دائرة البروج ونقش تنين، أما في ظهر الورقة النقدية فتظهر نقش تنين أيضا مع صورة مبنى بنك الصين في ماكاو [الإنجليزية] ومعبد آ-ما، وتصميم الورقة مطابق لتصميم ورقة نقدية صدرت بنفس المناسبة من بنك ما وراء البحار الوطني.    |            |            | 10 باتاكا  | [ 334 ] |
| 3  | 2012          | الذكرى المائة لتأسيس بنك الصين (1912 - 2012)             | ورقة نقدية تظهر في وجهها صورة مبنى بنك الصين في بكين، أما ظهر الورقة النقدية فتصميمه طولي وتظهر فيه صورة زهور. |            |            | 100 باتاكا | [ 335 ] |
| 4  | 1 يناير 2013  | عام الثعبان (2013)                                       | ورقة نقدية ضمن سلسلة الأبراج الصينية الأثني عشر، تظهر في وجهها صورة دائرة البروج ونقش ثعبان، أما في ظهر الورقة النقدية فتظهر نقش ثعبان أيضا مع صورة مبنى بنك الصين في ماكاو ومعبد آ-ما، وتصميم الورقة مطابق لتصميم ورقة نقدية صدرت بنفس المناسبة من بنك ما وراء البحار الوطني.               |            |            | 10 باتاكا  | [ 336 ] |
| 5  | 1 يناير 2014  | عام الحصان (2014)                                        | ورقة نقدية ضمن سلسلة الأبراج الصينية الأثني عشر، تظهر في وجهها صورة دائرة البروج ونقش حصان، أما في ظهر الورقة النقدية فتظهر نقش حصان أيضا مع صورة مبنى بنك الصين في ماكاو ومعبد آ-ما، وتصميم الورقة مطابق لتصميم ورقة نقدية صدرت بنفس المناسبة من بنك ما وراء البحار الوطني.                 |            |            | 10 باتاكا  | [ 337 ] |
| 6  | 1 يناير 2015  | عام العنزة (2015)                                        | ورقة نقدية ضمن سلسلة الأبراج الصينية الأثني عشر، تظهر في وجهها صورة دائرة البروج ونقش عنزة، أما في ظهر الورقة النقدية فتظهر نقش عنزة أيضا مع صورة مبنى بنك الصين في ماكاو ومعبد آ-ما، وتصميم الورقة مطابق لتصميم ورقة نقدية صدرت بنفس المناسبة من بنك ما وراء البحار الوطني.                 |            |            | 10 باتاكا  | [ 338 ] |
| 7  | 1 يناير 2016  | عام القرد (2016)                                         | ورقة نقدية ضمن سلسلة الأبراج الصينية الأثني عشر، تظهر في وجهها صورة دائرة البروج ونقش قرد، أما في ظهر الورقة النقدية فتظهر نقش قرد أيضا مع صورة مبنى بنك الصين في ماكاو ومعبد آ-ما، وتصميم الورقة مطابق لتصميم ورقة نقدية صدرت بنفس المناسبة من بنك ما وراء البحار الوطني.                   |            |            | 10 باتاكا  | [ 339 ] |
| 8  | 1 يناير 2017  | عام الديك (2017)                                         | ورقة نقدية ضمن سلسلة الأبراج الصينية الأثني عشر، تظهر في وجهها صورة دائرة البروج ونقش ديك، أما في ظهر الورقة النقدية فتظهر نقش ديك أيضا مع صورة مبنى بنك الصين في ماكاو ومعبد آ-ما، وتصميم الورقة مطابق لتصميم ورقة نقدية صدرت بنفس المناسبة من بنك ما وراء البحار الوطني.                   |            |            | 10 باتاكا  | [ 340 ] |
| 9  | 1 يناير 2018  | عام الكلب (2018)                                         | ورقة نقدية ضمن سلسلة الأبراج الصينية الأثني عشر، تظهر في وجهها صورة دائرة البروج ونقش كلب، أما في ظهر الورقة النقدية فتظهر نقش كلب أيضا مع صورة مبنى بنك الصين في ماكاو ومعبد آ-ما، وتصميم الورقة مطابق لتصميم ورقة نقدية صدرت بنفس المناسبة من بنك ما وراء البحار الوطني.                   |            |            | 10 باتاكا  | [ 341 ] |
| 10 | 1 يناير 2019  | عام الخنزير (2019)                                       | ورقة نقدية ضمن سلسلة الأبراج الصينية الأثني عشر، تظهر في وجهها صورة دائرة البروج ونقش خنزير، أما في ظهر الورقة النقدية فتظهر نقش خنزير أيضا مع صورة مبنى بنك الصين في ماكاو ومعبد آ-ما، وتصميم الورقة مطابق لتصميم ورقة نقدية صدرت بنفس المناسبة من بنك ما وراء البحار الوطني.               |            |            | 10 باتاكا  | [ 342 ] |
| 11 | 1 أبريل 2019  | الذكرى العشرون لعودة ماكاو للسيادة الصينية (1999 - 2019) | ورقة نقدية تظهر في وجهها صورة اللوطس وشاطئ ماكاو وصورة مبنى بنك الصين في ماكاو، أما في ظهر الورقة النقدية فتظهر صورة جسر هونغ كونغ تشوهاي ماكاو. |            |            | 20 باتاكا  | [ 343 ] |
| 12 | 1 يناير 2020  | عام الفأر (2020)                                         | ورقة نقدية ضمن سلسلة الأبراج الصينية الأثني عشر، تظهر في وجهها صورة دائرة البروج ونقش فأر (أو جرذ)، أما في ظهر الورقة النقدية فتظهر نقش فأر (أو جرذ) أيضا مع صورة مبنى بنك الصين في ماكاو ومعبد آ-ما، وتصميم الورقة مطابق لتصميم ورقة نقدية صدرت بنفس المناسبة من بنك ما وراء البحار الوطني. |            |            | 10 باتاكا  | [ 344 ] |
| 13 | 1 يناير 2021  | عام الثور (2021)                                         | ورقة نقدية ضمن سلسلة الأبراج الصينية الأثني عشر، تظهر في وجهها صورة دائرة البروج ونقش ثور، أما في ظهر الورقة النقدية فتظهر نقش ثور أيضا مع صورة مبنى بنك الصين في ماكاو ومعبد آ-ما، وتصميم الورقة مطابق لتصميم ورقة نقدية صدرت بنفس المناسبة من بنك ما وراء البحار الوطني.                   |            |            | 10 باتاكا  | [ 345 ] |
| 14 | 26 أبريل 2021 | الألعاب الأولمبية الشتوية في بكين عام 2022               | ورقة نقدية تظهر في وجهها صورة مبنى بنك الصين في ماكاو وصورة بلورة ثلج مع شعار بطولة دورة الألعاب الأولمبية الشتوية في بكين عام 2022، أما ظهر الورقة النقدية فتصميمه عمودي وتظهر فيه صورة رياضيين اثنين في سباق التزلج السريع مع صورة ملعب حلبة بكين الوطنية للتزلج السريع [الإنجليزية].      |            |            | 20 باتاكا  | [ 346 ] |
| 15 | 1 يناير 2022  | عام الببر (2022)                                         | ورقة نقدية ضمن سلسلة الأبراج الصينية الأثني عشر، تظهر في وجهها صورة دائرة البروج ونقش ببر، أما في ظهر الورقة النقدية فتظهر نقش ببر أيضا مع صورة مبنى بنك الصين في ماكاو ومعبد آ-ما، وتصميم الورقة مطابق لتصميم ورقة نقدية صدرت بنفس المناسبة من بنك ما وراء البحار الوطني.                   |            |            | 10 باتاكا  | [ 347 ] |
| 16 | 1 يناير 2023  | عام الأرنب (2023)                                        | ورقة نقدية ضمن سلسلة الأبراج الصينية الأثني عشر، تظهر في وجهها صورة دائرة البروج ونقش أرنب، أما في ظهر الورقة النقدية فتظهر نقش أرنب أيضا مع صورة مبنى بنك الصين في ماكاو ومعبد آ-ما، وتصميم الورقة مطابق لتصميم ورقة نقدية صدرت بنفس المناسبة من بنك ما وراء البحار الوطني.                 |            |            | 10 باتاكا  | [ 348 ] |

### بنك ما وراء البحار الوطني
| #  | تاريخ الإصدار                       | مناسبة الإصدار                                           | الوصف | صورة الوجه | صورة العكس | القيمة    | المصادر |
| -- | ----------------------------------- | -------------------------------------------------------- | --- | ---------- | ---------- | --------- | ------- |
| 1  | 12.05.1984 وكذلك 26 و27 نوفمبر 1988 | الذكرى الخامسة والثلاثون للفورمولا 1                     | ورقة نقدية تظهر في وجهها صورة منارة حصن جويا مع توشيح لمسابقة جائزة ماكاو الكبرى [الإنجليزية] بتاريخ 26 و27 نوفمبر 1988، أما في ظهر الورقة النقدية فتظهر صورة شاطئ ماكاو العظيم [الإنجليزية] في القرن التاسع عشر مع توشيح لمسابقة جائزة ماكاو الكبرى، وتصميم الورقة النقدية يشبه الأوراق النقدية غير التذكارية من ذات الفئة النقدية والصادرة بين عامي 1981 و 1984 لكن من دون التوشيحين. |            |            | 10 باتاكا | [ 350 ] |
| 2  | 1 يناير 2012                        | عام التنين (2012)                                        | ورقة نقدية ضمن سلسلة الأبراج الصينية الأثني عشر، تظهر في وجهها صورة دائرة البروج ونقش تنين، أما في ظهر الورقة النقدية فتظهر نقش تنين أيضا مع صورة مبنى بنك ما وراء البحار الوطني [الإنجليزية] ومعبد آ-ما، وتصميم الورقة مطابق لتصميم ورقة نقدية صدرت بنفس المناسبة من بنك الصين. |            |            | 10 باتاكا | [ 351 ] |
| 3  | 1 يناير 2013                        | عام الثعبان (2013)                                       | ورقة نقدية ضمن سلسلة الأبراج الصينية الأثني عشر، تظهر في وجهها صورة دائرة البروج ونقش ثعبان، أما في ظهر الورقة النقدية فتظهر نقش ثعبان أيضا مع صورة مبنى بنك ما وراء البحار الوطني ومعبد آ-ما، وتصميم الورقة مطابق لتصميم ورقة نقدية صدرت بنفس المناسبة من بنك الصين. |            |            | 10 باتاكا | [ 352 ] |
| 4  | 1 يناير 2014                        | عام الحصان (2014)                                        | ورقة نقدية ضمن سلسلة الأبراج الصينية الأثني عشر، تظهر في وجهها صورة دائرة البروج ونقش حصان، أما في ظهر الورقة النقدية فتظهر نقش حصان أيضا مع صورة مبنى بنك ما وراء البحار الوطني ومعبد آ-ما، وتصميم الورقة مطابق لتصميم ورقة نقدية صدرت بنفس المناسبة من بنك الصين. |            |            | 10 باتاكا | [ 353 ] |
| 5  | 1 يناير 2015                        | عام العنزة (2015)                                        | ورقة نقدية ضمن سلسلة الأبراج الصينية الأثني عشر، تظهر في وجهها صورة دائرة البروج ونقش عنزة، أما في ظهر الورقة النقدية فتظهر نقش عنزة أيضا مع صورة مبنى بنك ما وراء البحار الوطني ومعبد آ-ما، وتصميم الورقة مطابق لتصميم ورقة نقدية صدرت بنفس المناسبة من بنك الصين. |            |            | 10 باتاكا | [ 354 ] |
| 6  | 1 يناير 2016                        | عام القرد (2016)                                         | ورقة نقدية ضمن سلسلة الأبراج الصينية الأثني عشر، تظهر في وجهها صورة دائرة البروج ونقش قرد، أما في ظهر الورقة النقدية فتظهر نقش قرد أيضا مع صورة مبنى بنك ما وراء البحار الوطني ومعبد آ-ما، وتصميم الورقة مطابق لتصميم ورقة نقدية صدرت بنفس المناسبة من بنك الصين. |            |            | 10 باتاكا | [ 355 ] |
| 7  | 1 يناير 2017                        | عام الديك (2017)                                         | ورقة نقدية ضمن سلسلة الأبراج الصينية الأثني عشر، تظهر في وجهها صورة دائرة البروج ونقش ديك، أما في ظهر الورقة النقدية فتظهر نقش ديك أيضا مع صورة مبنى بنك ما وراء البحار الوطني ومعبد آ-ما، وتصميم الورقة مطابق لتصميم ورقة نقدية صدرت بنفس المناسبة من بنك الصين. |            |            | 10 باتاكا | [ 356 ] |
| 8  | 1 يناير 2018                        | عام الكلب (2018)                                         | ورقة نقدية ضمن سلسلة الأبراج الصينية الأثني عشر، تظهر في وجهها صورة دائرة البروج ونقش كلب، أما في ظهر الورقة النقدية فتظهر نقش كلب أيضا مع صورة مبنى بنك ما وراء البحار الوطني ومعبد آ-ما، وتصميم الورقة مطابق لتصميم ورقة نقدية صدرت بنفس المناسبة من بنك الصين. |            |            | 10 باتاكا | [ 357 ] |
| 9  | 1 يناير 2019                        | عام الخنزير (2019)                                       | ورقة نقدية ضمن سلسلة الأبراج الصينية الأثني عشر، تظهر في وجهها صورة دائرة البروج ونقش خنزير، أما في ظهر الورقة النقدية فتظهر نقش خنزير أيضا مع صورة مبنى بنك ما وراء البحار الوطني ومعبد آ-ما، وتصميم الورقة مطابق لتصميم ورقة نقدية صدرت بنفس المناسبة من بنك الصين. |            |            | 10 باتاكا | [ 358 ] |
| 10 | 1 أبريل 2019                        | الذكرى العشرون لعودة ماكاو للسيادة الصينية (1999 - 2019) | ورقة نقدية تظهر في وجهها صورة اللوطس وشاطئ ماكاو وصورة مبنى مبنى بنك ما وراء البحار الوطني، أما في ظهر الورقة النقدية فتظهر صورة جسر هونغ كونغ تشوهاي ماكاو. |            |            | 20 باتاكا | [ 359 ] |
| 11 | 1 يناير 2020                        | عام الفأر (2020)                                         | ورقة نقدية ضمن سلسلة الأبراج الصينية الأثني عشر، تظهر في وجهها صورة دائرة البروج ونقش فأر (أو جرذ)، أما في ظهر الورقة النقدية فتظهر نقش فأر (أو جرذ) أيضا مع صورة مبنى بنك ما وراء البحار الوطني ومعبد آ-ما، وتصميم الورقة مطابق لتصميم ورقة نقدية صدرت بنفس المناسبة من بنك الصين. |            |            | 10 باتاكا | [ 360 ] |
| 12 | 1 يناير 2021                        | عام الثور (2021)                                         | ورقة نقدية ضمن سلسلة الأبراج الصينية الأثني عشر، تظهر في وجهها صورة دائرة البروج ونقش ثور، أما في ظهر الورقة النقدية فتظهر نقش ثور أيضا مع صورة مبنى بنك ما وراء البحار الوطني ومعبد آ-ما، وتصميم الورقة مطابق لتصميم ورقة نقدية صدرت بنفس المناسبة من بنك الصين. |            |            | 10 باتاكا | [ 361 ] |
| 13 | 1 يناير 2022                        | عام الببر (2022)                                         | ورقة نقدية ضمن سلسلة الأبراج الصينية الأثني عشر، تظهر في وجهها صورة دائرة البروج ونقش ببر، أما في ظهر الورقة النقدية فتظهر نقش ببر أيضا مع صورة مبنى بنك ما وراء البحار الوطني ومعبد آ-ما، وتصميم الورقة مطابق لتصميم ورقة نقدية صدرت بنفس المناسبة من بنك الصين. |            |            | 10 باتاكا | [ 362 ] |
| 14 | 1 يناير 2023                        | عام الأرنب (2023)                                        | ورقة نقدية ضمن سلسلة الأبراج الصينية الأثني عشر، تظهر في وجهها صورة دائرة البروج ونقش أرنب، أما في ظهر الورقة النقدية فتظهر نقش أرنب أيضا مع صورة مبنى بنك ما وراء البحار الوطني ومعبد آ-ما، وتصميم الورقة مطابق لتصميم ورقة نقدية صدرت بنفس المناسبة من بنك الصين. |            |            | 10 باتاكا | [ 363 ] |

## المالديف
أصدرت الورقة النقدية التذكارية التالية من دولة المالديف:
| # | تاريخ الإصدار | مناسبة الإصدار                                   | الوصف | صورة الوجه | صورة العكس | القيمة     | المصادر |
| - | ------------- | ------------------------------------------------ | --- | ---------- | ---------- | ---------- | ------- |
| 1 | 2015          | الذكرى الخمسون لاستقلال جزر المالديف (1965-2015) | يظهر في وجه العملة مزيج من الأشخاص والأشجار والمباني والقوارب يرمز إلى نمو وتطور الشاطئ الشمالي للعاصمة ماليه على مدى 50 عامًا، أما في ظهر الورقة النقدية فيوجد في الوسط رقم 50 كبير مع مع صورة يد توقع على استقلال جزر المالديف في 26 يوليو 1965؛ كذلك يوجد نقش يدل على التراث والعادات الإسلامية التي يحتفظ بها المالديفيون. |            |            | 5000 روفية | [ 364 ] |

## ماليزيا
أصدرت الأوراق النقدية التذكارية التالية من دولة ماليزيا:

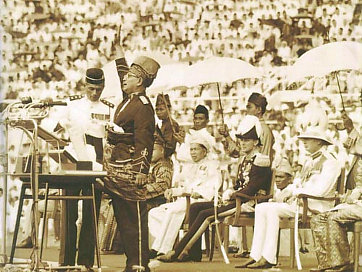
توانكو عبد الرحمن رافعا يده عند إعلان استقلال ماليزيا

| # | تاريخ الإصدار | مناسبة الإصدار                              | الوصف | صورة الوجه | صورة العكس | القيمة     | المصادر |
| - | ------------- | ------------------------------------------- | --- | ---------- | ---------- | ---------- | ------- |
| 1 | 1998          | دورة ألعاب الكومنولث في كوالالمبور (1998)   | ورقة نقدية من نوع بوليمر تظهر في وجهها صورة توانكو عبد الرحمن بن المرحوم توانكو محمد وبعض معالم كوالالمبور مثل برج كوالالمبور وبرجا بتروناس التوأم، أما في ظهر الورقة النقدية فتظهر صورة ملعب بوكيت جليل الوطني مع علامة بمناسبة الإصدار، وكان الرقم التسلسلي للورقة النقدية يبدأ بالرمز "KL\98" وهو اختصار كوالالمبور وسنة الإصدار أو المناسبة. |            |            | 50 رينغيت  | [ 365 ] |
| 2 | 2007          | الذكرى الخمسون لاستقلال ماليزيا (1957-2007) | ورقة نقدية تظهر في وجهها صورة توانكو عبد الرحمن بن المرحوم توانكو محمد ووردة خطمي، أما في ظهرها فتظهر صورة نخلة ومركب كيميائي مع صورة توانكو عبد الرحمن رافعا يده عند إعلان استقلال ماليزيا، وتتميز هذه الورقة النقدية التذكارية بإضافة توشيح بمناسبة الإصدار لتتميز عن الأوراق النقدية غير التذكارية الصادرة نفس العام والتي تحمل ذات التصميم والألوان. علما أن الورقة النقدية التذكارية صدرت بنسختين تختلفان في ألوان شريط في يمين الورقة وشريط في يسار الورقة. |            |            | 50 رينغيت  | [ 368 ] |
| 3 | مارس 2018     | الذكرى الستون لاستقلال ماليزيا (1957-2017)  | ورقة نقدية تظهر في وجهها صور ملوك ماليزيا وشعار ماليزيا، أما في ظهر الورقة النقدية فتظهر صور حكام ولايات وأقاليم ماليزيا وهم يوقعون اتفاقية اتحاد الملايو لإعلان استقلال ماليزيا بالإضافة إلى صورة توانكو عبد الرحمن رافعا يده عند إعلان استقلال ماليزيا، كما تظهر صور القصر الوطني الماليزي في كوالالمبور ومجمع مباني بردانا بوترا [الإنجليزية] في بوتراجايا ومباني برلمان ماليزيا وقصر العدل في ماليزيا [الإنجليزية]                                            |            |            | 60 رينغيت  | [ 369 ] |
| 4 | مارس 2018     | الذكرى الستون لاستقلال ماليزيا (1957-2017)  | ورقة نقدية تظهر في وجهها صور ملوك ماليزيا وشعار ماليزيا، أما في ظهر الورقة النقدية فتظهر صور حكام ولايات وأقاليم ماليزيا وهم يوقعون اتفاقية اتحاد الملايو لإعلان استقلال ماليزيا بالإضافة إلى صورة توانكو عبد الرحمن رافعا يده عند إعلان استقلال ماليزيا، كما تظهر صور القصر الوطني الماليزي في كوالالمبور ومجمع مباني بردانا بوترا [الإنجليزية] في بوتراجايا ومباني برلمان ماليزيا وقصر العدل في ماليزيا [الإنجليزية]                                            |            |            | 600 رينغيت | [ 370 ] |

## منغوليا
أصدرت الأوراق النقدية التذكارية التالية من دولة منغوليا:
| # | تاريخ الإصدار | مناسبة الإصدار                                                           | الوصف | صورة الوجه | صورة العكس | القيمة       | المصادر |
| - | ------------- | ------------------------------------------------------------------------ | --- | ---------- | ---------- | ------------ | ------- |
| 1 | 2006          | الذكرى الثمانمائة لإمبراطورية المغول (1206-2006)                         | ورقة نقدية تظهر في وجهها صورة جنكيز خان مع توشيح بمناسبة الإصدار، أما في ظهرها فتظهر صورة لرايات خانية القبيلة الذهبية، وتصميم الورقة النقدية يشبه تصميم الأوراق النقدية غير التذكارية ذات الفئة النقدية ذاتها لكن من دون التوشيح. |            |            | 20000 توغروغ | [ 371 ] |
| 2 | 2021          | الذكرى المائة للثورة المنغولية (1921-2021)                               | ورقة نقدية تظهر في وجهها صورة جنكيز خان مع توشيح بمناسبة الإصدار، أما في ظهرها فتظهر صورة دامدين سخباتر وعبارات مكتوبة بجانب صورته باللغة المنغولية مع صورة "نافورة الشرب" في بلاط جنكيز خان، وتصميم الورقة النقدية يشبه تصميم الأوراق النقدية غير التذكارية ذات الفئة النقدية ذاتها لكن من دون التوشيح ولا صورة دامدين سخباتر والنصوص المكتوبة بجانب صورته. |            |            | 10000 توغروغ | [ 372 ] |
| 3 | 2024          | الذكرى المائة لتأسيس وتعزيز النظام المصرفي الحديث في منغوليا (1924-2024) | ورقة نقدية تظهر في وجهها صورة جنكيز خان مع توشيح بمناسبة الإصدار، أما في ظهرها فتظهر صورة "نافورة الشرب" في بلاط جنكيز خان، وتصميم الورقة النقدية يشبه تصميم الأوراق النقدية غير التذكارية ذات الفئة النقدية ذاتها لكن من دون التوشيح |            |            | 10000 توغروغ | [ 373 ] |

## ميانمار
لم تصدر أية أوراق نقدية تذكارية من ميانمار.

## النيبال
أصدرت الأوراق النقدية التذكارية التالية من دولة النيبال:
| # | تاريخ الإصدار | مناسبة الإصدار                                    | الوصف | صورة الوجه | صورة العكس | القيمة    | المصادر |
| - | ------------- | ------------------------------------------------- | --- | ---------- | ---------- | --------- | ------- |
| 1 | 1997          | اليوبيل الفضي لتتويج الملك بيراندرا (1972-1997)   | ورقة نقدية تظهر في وجهها صورة الملك بيراندرا مع صورة القصر الملكي [الإنجليزية] وهانومان دوكا [الإنجليزية]، أما في ظهر الورقة فتظهر صورة ثور أحمر وخلفه منظر جبال.                                                      |            |            | 25 روبية  | [ 374 ] |
| 2 | 1997          | اليوبيل الفضي لتتويج الملك بيراندرا (1972-1997)   | ورقة نقدية تظهر في وجهها صورة الملك بيراندرا مع صورة القصر الملكي [الإنجليزية] وهانومان دوكا [الإنجليزية]، أما في ظهر الورقة فتظهر صورة ثور أحمر وخلفه منظر جبال.                                                      |            |            | 250 روبية | [ 375 ] |
| 3 | 2002          | تتويج الملك جيانيندرا                             | ورقة نقدية تظهر في وجهها صورة الملك جيانيندرا مع صورة تشانغونارايان [الإنجليزية] والذي يمثل إحدى أشكال ظهور فيشنو حسب المعتقد الهندوسي ويكون جالسا على جارودا، أما في ظهر الورقة النقدية فتظهر صورة ظباء ثلاثة وأشجار. |            |            | 10 روبيات | [ 376 ] |
| 4 | 2005          | اليوبيل الذهبي للبنك المركزي النيبالي (1955-2005) | ورقة نقدية تظهر في وجهها صورة الملك جيانيندرا مع صورة مبنى البنك المركزي النيبالي وجبل ماتشابوتشاري [الإنجليزية]، أما في ظهر الورقة النقدية فتظهر صورة طائري طاووس وصورة جبل أما دابلام.                               |            |            | 50 روبية  | [ 377 ] |

## الهند
أصدرت الأوراق النقدية التذكارية التالية من دولة الهند:
| # | تاريخ الإصدار | مناسبة الإصدار                                  | الوصف | صورة الوجه | صورة العكس | القيمة    | المصادر |
| - | ------------- | ----------------------------------------------- | --- | ---------- | ---------- | --------- | ------- |
| 1 | 1969 - 1970   | الذكرى المائة لميلاد المهاتما غاندي (1869-1969) | ورقة نقدية يظهر في وجهها شعار الهند وهو عمود أسود أشوكا [الإنجليزية]، أما في ظهرها فتظهر صورة المهاتما غاندي جالسا يقرأ كتابا. |            |            | روبيتان   | [ 378 ] |
| 2 | 1969 - 1970   | الذكرى المائة لميلاد المهاتما غاندي (1869-1969) | ورقة نقدية يظهر في وجهها شعار الهند، أما في ظهرها فتظهر صورة المهاتما غاندي جالسا يقرأ كتابا.                                  |            |            | 5 روبيات  | [ 379 ] |
| 3 | 1969 - 1970   | الذكرى المائة لميلاد المهاتما غاندي (1869-1969) | ورقة نقدية يظهر في وجهها شعار الهند، أما في ظهرها فتظهر صورة المهاتما غاندي جالسا يقرأ كتابا.                                  |            |            | 10 روبيات | [ 380 ] |
| 4 | 1969 - 1970   | الذكرى المائة لميلاد المهاتما غاندي (1869-1969) | ورقة نقدية يظهر في وجهها شعار الهند، أما في ظهرها فتظهر صورة المهاتما غاندي جالسا يقرأ كتابا.                                  |            |            | 100 روبية | [ 381 ] |

## هونغ كونغ
تصدر مصارف مختلفة عملة هونغ كونغ، وهذه المصارف أصدرت عملات تذكارية مختلفة:

### إصدارات بنك الصين (هونغ كونغ)
| # | تاريخ الإصدار  | مناسبة الإصدار                                         | الوصف | صورة الوجه | صورة العكس | القيمة    | المصادر |
| - | -------------- | ------------------------------------------------------ | --- | ---------- | ---------- | --------- | ------- |
| 1 | 1 يناير 2008   | الألعاب الأولمبية الصيفية في بكين سنة 2008             | ورقة نقدية تظهر في وجهها صورة مبنى بنك الصين في هونغ كونغ مع صورة عمود من الحضارة الإغريقية القديمة يعلوه شعار الدورة الأولمبية، أما في ظهر الورقة النقدية فتظهر صورة ملعب بكين الوطني والذي احتضن الفعاليات الرئيسة في الألعاب الأولمبية.                         |            |            | 20 دولار  | [ 382 ] |
| 2 | 5 فبراير 2012  | الذكرى المائة لتأسيس بنك الصين (1912-2012)             | ورقة نقدية تظهر في وجهها صورة سور الصين العظيم وصورة مبنى المقر الرئيس لبنك الصين في بكين، أما في ظهر الورقة النقدية فتظهر صورة مبنى بنك الصين في هونغ كونغ وكذلك معالم هونغ كونغ.                                                                                 |            |            | 100 دولار | [ 383 ] |
| 3 | 24 سبمتبر 2017 | الذكرى المائة لوجود بنك الصين في هونغ كونغ (1912-2012) | ورقة نقدية تظهر في وجهها صورة مبنى بنك الصين في هونغ كونغ مع صورة باهتة لسور الصين العظيم وصورة باهتة لمبنى المقر الرئيس لبنك الصين في بكين، أما في ظهر الورقة النقدية فتظهر معالم هونغ كونغ.                                                                      |            |            | 100 دولار | [ 384 ] |
| 4 | 1 يناير 2022   | دورة الألعاب الأولمبية الشتوية في بكين لعام 2022       | ورقة نقدية تظهر في وجهها صورة مبنى بنك الصين في هونغ كونغ مع صورة وردة وبلورة ثلج وشعار دورة الألعاب الأولمبية الشتوية في بكين، أما ظهر الورقة النقدية فتصميمها عمودي وتظهر فيه صورة معالم هونغ كونغ ورياضيين في رياضة التزلج على الجليد مع صورة سور الصين العظيم. |            |            | 20 دولار  | [ 385 ] |

### إصدارات مصرف ستاندرد تشارترد هونغ كونغ
| # | تاريخ الإصدار | مناسبة الإصدار                                                                              | الوصف | صورة الوجه | صورة العكس | القيمة    | المصادر |
| - | ------------- | ------------------------------------------------------------------------------------------- | --- | ---------- | ---------- | --------- | ------- |
| 1 | 1 يناير 2009  | الذكرى المائة والخمسون على تأسيس مصرف بنك تشارترد [الإنجليزية] وستاندرد تشارترد (1859-2009) | ورقة نقدية تظهر في وجهها بناية مصرف ستاندرد تشارترد أما في ظهرها فتظهر صورة منظر يظهر أشخاص يتأملون معالم هونغ كونغ مع عبارة بمناسبة الإصدار. |            |            | 150 دولار | [ 386 ] |

### إتش إس بي سي
| # | تاريخ الإصدار | مناسبة الإصدار                                                              | الوصف | صورة الوجه | صورة العكس | القيمة    | المصادر |
| - | ------------- | --------------------------------------------------------------------------- | --- | ---------- | ---------- | --------- | ------- |
| 1 | 3 مارس 2015   | الذكرى المائة والخمسون على تأسيس مصرف إتش إس بي سي (هونغ كونغ) [الإنجليزية] | ورقة نقدية تظهر في وجهها صور مبنى مصرف إتش إس بي سي خلال فترات مختلفة ومنظر شارع ونساء، أما في ظهر الورقة النقدية فتظهر صورة تمثال رأس أسد وطلفين ومنظر لهونغ كونغ مع عبارة بمناسبة الإصدار. |            |            | 150 دولار | [ 387 ] |

## اليابان
أصدرت الورقة النقدية التذكارية التالية من دولة اليابان:
| # | تاريخ الإصدار | مناسبة الإصدار | الوصف | صورة الوجه | صورة العكس | القيمة  | المصادر |
| - | ------------- | --- | --- | ---------- | ---------- | ------- | ------- |
| 1 | 2000          | بمناسبة نهاية الألفية الثانية وبمناسبة عقد قمة مجموعة الثماني السادسة والعشرين في ناغو (أوكيناوا) للفترة 21–23 يوليو 2000 | يظهر في وجه العملة صورة بوابة شوريمون [الإنجليزية] في ناها (أوكيناوا)، أما في ظهر الورقة النقدية فتظهر صورة مشهد وكلمات من قصة غنجي، وكذلك صورة السيدة موراساكي شيكيبو مؤلفة القصة. |            |            | 2000 ين | [ 388 ] |

## اليمن
لم تصدر أية أوراق نقدية تذكارية من اليمن.